# Szergej Pavlovics Koroljov
Szergej Pavlovics Koroljov (oroszul: Сергей Павлович Королёв, ukránul: Сергій Павлович Корольов; Zsitomir, 1907. január 12. – Moszkva, 1966. január 14. ukrán nemzetiségű szovjet mérnök, rakétatervező. A Szovjetunió rakétafejlesztéseinek egyik fő irányítója, a Szputnyik–1-nek, a világ első műholdjának és a Vosztok–1-nek, a világ első űrhajósát, Jurij Gagarint a világűrbe juttató űrhajójának felbocsátásával írta be nevét a történelembe. A szovjet rakéta- és űrprogramok első vezetőjeként rendkívül sikeres mérnök volt – nem annyira repülési- vagy rakétaszakértőként, mint inkább szervezőzseniként juttatta hazáját vezető pozícióba az űrkutatásában és az űrversenyben –. Munkáját a legteljesebb titoktartás övezte, olyannyira, hogy haláláig még a nevét sem tudhatta a világ, csak „Főkonstruktőr” néven említették a szovjet publikációk.
Gyermekként az első világháború, majd a szovjet forradalom utáni polgárháború megakadályozta a tanulásban, azonban később sikeresen bontakozott ki, egyrészt mostohaapja otthoni tanításának köszönhetően, amelyek a repülés felé orientálták. Ácsnak tanult Odesszában, ám ott belépett az Ukrajnai Repülési és Légi Navigációs Társaságba is, ami végképp a repülés felé terelte és alkalma nyílt repülni, majd ezzel párhuzamosan megtervezte élete első repülő szerkezetét, egy vitorlázó repülőgépet. Később felvették a Kijevi Politechnikai Intézetbe, annak repülőmérnöki szakára, ahonnan az útja a Baumann Moszkvai Állami Műszaki Egyetemre vezetett. Itt került kapcsolatba diplomamunkája kapcsán például Andrej Tupoljev híres repülőtervezővel. Diplomájával a zsebében , azaz az OPO–4 tervező irodára került, Paul Aimé Richard szárnyai alá, ahonnan továbblépett a Központi Aero- és Hidrodinamikai Intézethez, a híres CAGI-hoz. Ebben a korának egyik legnagyobb szellemi műhelyében került a rakétatudományok, rakétafejlesztési folyamatok közelébe. Ez az új érdeklődési kör hamarjában elsodorta egy civil kezdeményezéshez és 1931-ben belépett a GIRD-be, amelynek kis idő múlva vezetője lett. A GIRD sikeresen eljutott az első folyékony hajtóanyagú rakéták indításáig, majd az állam érdeklődni kezdett a tevékenységük iránt és összeolvasztották egy állami szervezettel, amelynek Koroljov az egyik helyettes vezetője lett. Különböző személyes ellentétek miatt azonban egyre lejjebb került a ranglétrán és vesztett a jelentőségéből.
1938-ig a Gázdinamikai Laboratóriumban (GDL) dolgozott, amikor a Sztálin által elrendelt Nagy tisztogatás során letartóztatták és koholt vádak alapján letartóztatták, majd 10 év kényszermunkára ítélték és a rettegett GULAG kolimai büntetőtáborába hurcolták. Itt rettentő körülmények között tartották fogva, amelyek során komoly egészségkárosodást szenvedett. Kicsit később, a nagypolitikában beállt változások hatására a büntetésén enyhítették és egy afféle elitbörtönbe, orosz kifejezéssel saraskába zárták, ahol mérnöki munkát folytathatott. A saraskák váltották egymást, ahogy újabb és újabb feladatokat kapott, de mindenütt legalább a hivatásának élhetett és végül eljutott olyan mérnöki munkákig, amellyel a rakétatudományokban dolgozhatott. A második világháború végén szabadon engedték, majd alezredesként besorozták a Vörös Hadseregbe.
Alezredesként az első feladata az volt, hogy Németországba utazzon a háború utáni megszállás és az az alatti technológiai zsákmányszerzés végrehajtására, ami elsősorban a német rakétatechnológia, a V–2 rakétafegyver megszerzésére irányult. Nordhausen, a V–2 rakéták gyártóhelye szovjet megszállás alá került, bár az amerikaiak előbb értek oda és fosztották ki a rakétatechnológia legnagyobb részét elorozva a szovjetek elől, ám hátrahagyva egy csomó alkatrészt, illetve a gyártást vezető német mérnököket. Koroljov feladata Németországban az volt, hogy a hátrahagyott alkatrészekből összeállítson és sikerrel indítson el egy V–2-t, bizonyítandó, hogy a szovjetek birtokában vannak és uralják a technikát. Közben egy alkalommal részese lehetett, amikor az angolok demonstrációs céllal felbocsátottak egy német rakétát Cuxhavenben. 1947 elején a feladatot sikerrel teljesítette. Ekkor Sztálin parancsára meg kellett szerveznie, hogy a rakétagyártást hazaköltöztesse a Szovjetunióba és ott R–1 néven meghonosítsák a gyártását és megszervezzék a hazai szolgálatba állítását.
Koroljov hazaköltözésekor megkapta az NII-88 tervezőiroda vezetését és ez a szervezet kapta meg az R–1 rakéta előállításának feladatát. 1950-re, a magukkal hurcolt német mérnökcsapat segítségével elvégezték a feladatot, a német technikát orosz gyártásból származó részegységekkel felépítették, letesztelték és sikeresen fel is bocsátották, amelyet követően a hadsereg szolgálatba állította. A német rakétatechnika után szükség volt immár új, továbbfejlesztett, nagyobb teljesítményű rakétákra az időközben megszületett szovjet atombomba hordozására. Erre Koroljov az R–2 rakéta fejlesztésébe kezdett. Ezt a feladatot 1952-re sikerrel teljesítette. Közben születőfélben volt a szovjet hidrogénbomba is. Ennek hordozására közben a szovjet politika az egész katonai doktrinát a bombázógépekről a rakéták felé fordította. Így Koroljov vezetésével megkezdődött egy elegendő hatótávú verzió fejlesztése, amely az R–3 volt. Ebből a rakétából végül sohasem lett semmi, azonban a tervezésére fordított erőfeszítésekből egy sor később, az ICBM-ekhez és az űrrakétákhoz elvezető technológia született. Ezek a megoldások először az R–7-es jelű rakétában öltöttek testet, amely az 1957-es tesztekre 7000 km-es hatótávot ért el és célba volt képes juttatni egy kb. 5 tonnás nukleáris robbanófejet. Ugyanennek a rakétának a paraméterei lehetővé tették, hogy egy tárgyat az űrbe juttassanak vele.
Amikor Dwight Eisenhower amerikai elnök bejelentette, hogy országa elsőként fog egy műholdat a világűrbe juttatni, a Szovjetunióban Koroljovot bízták meg, hogy a lehető legnagyobb titokban érje el ezt a célt. A Szemjorka becenévre hallgató rakétát hamar átalakították, hogy egy műholdat hordozhasson. Az időközben NII–88-ról OKB-1-re átkeresztelt tervezőirodában pedig megterveztek több különböző műholdvariációt, amelyből végül az ún. Egyszerűsített műholdat választották, hogy azt juttassa Föld körüli pályára az átalakított R–7-es. 1957. október 4-én megtörtént a műhold felbocsátása, amelynek később a Szputnyik–1 (azaz Műhold–1) nevet adták. A világ első műholdja felbocsátásának hírére felkapta a nevét a világ. Koroljovot (bár nem ismerték a nevét, mert a program titok volt) ezért Nobel-díjra jelölték, ám Nyikita Hruscsov ezt nem engedte. Később még több korszakos sikert alkotó műholdat is felbocsátottak. A Szputnyikkal és az arra adott amerikai válasszal elindult az űrverseny.
Koroljov három és fél év alatt eljutott a Szputnyiktól odáig, hogy egy ember űrbe juttatását célzó repülést tervezzen. A következő lépés, amit a Szovjetunió Kommunista Pártja rábízott, az első ember világűrbe juttatása volt. Koroljov ehhez továbbfejlesztette az R–7-est, illetve az OKB–1 egy másik osztályával megterveztette a Vosztok űrhajót, a folyamatok harmadik égén pedig egy űrhajós-válogatási folyamatot indított el, amelyben összesen 6 űrhajósjelöltet választottak ki. Több sikeres teszt után 1961. április 12-én vezetésével felbocsátották a világ első embert szállító űrhajóját, a Vosztok–1-et, fedélzetén Jurij Gagarin űrhajóssal. A Szovjetunió ismét legyőzte az Egyesült Államokat az egyre nyíltabbá váló versenyben.

Az amerikaiak a csatavesztést követően emelték a tétet a Hold elérését megjelölve következő célként, de fenntartva az űrversenyt. Ezért Koroljov – aki az űrteljesítményeivel Hruscsovval közvetlen kapcsolatot épített ki és kitüntetett helyzetbe küzdötte magát – sorban bocsátotta fel a Vosztok űrhajókat. Egy napos repülés a Vosztok–2-n, páros repülés a Vosztok–3-on és a Vosztok–4-en, az első nő, Valentyina Tyereskova űrrepülése a Vosztok–6-on. A világ továbbra is csodájára járt a szovjet űrteljesítményeknek, Koroljov karrierje zenitjére ért.
Azonban, amikor tovább kellett volna lépni és többszemélyes, holdrepülésre alkalmas, manőverezhető űrhajókat kellett volna előállítani, Koroljov alapvető hibákat követett el. A Vosztok űrhajó átalakítását javasolta, hogy Voszhod néven bocsássanak fel vele űrhajósokat. Az átalakított űrhajóval még végrehajtották a világ első többszemélyes űrrepülését a Voszhod–1-gyel – és Vlagyimir Komarov, Borisz Jegorov és Konysztantyin Feoktyisztov űrhajósokkal –, majd pár hónappal később a Voszhod–2 repülésen Alekszej Leonov – Pavel Beljajev parancsnoksága alatt – végrehajtotta a világ első űrsétáját. Azonban ez alatt a két repülés alatt bebizonyosodott, hogy a Voszhod űrhajó konstrukciója használhatatlan, az egy tervezési zsákutca, ráadásul a fejlesztésére használt források, de különösképpen idő feleslegesen kidobott volt és a holdrepülésektől vette el a lehetőségeket. Koroljov még belekezdett a szovjet holdraszállás megvalósításába, amelyhez koncepció szinten a Szojuz űrhajót és a LOR koncepcióra alapozott LK holdkompot ajánlotta a Pártnak megvalósításra, amelyeket az N1 óriásrakéta vitt volna fel. Ám Koroljov ebben is hibát vétett. Hibája főként az N1 esetében volt feltűnő, mivel a Valentyin Gluskoval (pályatársával és a Szovjetunió legtermékenyebb rakétatervezővel) való rossz viszonya miatt egy gyenge rakétahajtóművet választott, ami miatt a szovjet holdrakéta sohasem valósult meg. Munkáját azonban nem tudta befejezni ezen a projekten.
1966. január 14-én egy rutinműtéten esett át a korábbi állandósult rosszullétei miatt, azonban a műtét közben az orvosok – az altatásakor felmerült nehézségek mellett – komoly elváltozásokat, többek között rákot állapítottak meg nála, amelyet ugyan sikeresen megműtöttek, azonban a műtétet követő fél órán belül a szervezete felmondta a szolgálatot és Koroljov 59 évesen váratlanul elhunyt. Halálával hatalmas űrt hagyott hátra, igazán sohasem sikerült őt szakmailag pótolni, ami nagyban hozzájárult, hogy a szovjetek később elvesztették az űrversenyt.

## Fiatalkora

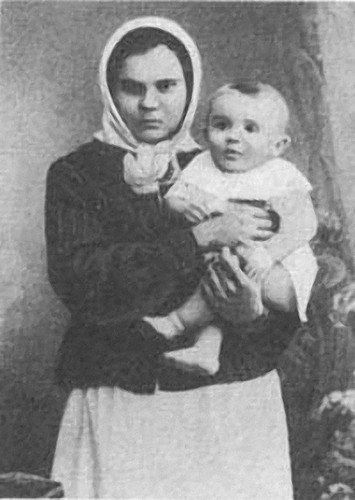
Koroljov a dadájával, Varvara Marcsenkoval (1907)

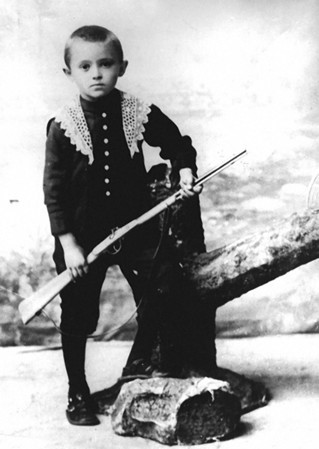
Koroljov 1912-ben

Szergej Koroljov az Orosz Birodalomhoz tartozó Zsitomirban (ma Ukrajna) született, az akkor használatban lévő julián naptár szerint 1906. december 30-án.) Szülei hároméves korában elváltak, ő az édesanyjánál maradt, aki azt hitette el vele, hogy édesapja meghalt – miközben az azért ostromolta a feleségét, hogy találkozhasson a fiával –, pedig egészen 1929-ig élt. Koroljov soha többé nem találkozott apjával, annak minden erőfeszítése ellenére. A kis Koroljov nagyszülei, Nyikolaj és Marija Moszkalenko felügyelete alatt nevelkedett Nyizsin városában, mivel édesanyja Kijevbe járt felsőbb iskolába. Ez az időszak egészen édesanyja 1916-os újraházasodásáig tartott, amely időszak alatt a gyermek Koroljov magányos, konok, folyton vitákba szálló, ugyanakkor állhatatos jellemvonásokat öltött magára. A kis Szergej ez idő alatt nem járt iskolába sem, részben a szegénység, részben pedig amiatt, hogy az első világháború, majd az azt követő szovjet forradalom ideje alatt nem működött az iskola. Anyja új házassága révén a nevelőapja, Grigoríj Balanyin villamosmérnök lett, aki aztán nagy szerepet játszott Koroljov tanításában, amikor iskola híján Szergejnek otthon kellett tanulnia. Nevelőapja Németországban végzett, magasan képzett és a reáltudományok terén jártas ember volt (ám szerencsétlenségére Oroszországban nem fogadták el a német diplomáját), de felkeltette a gyermek Koroljov érdeklődését a matematika és a fizika iránt. A család később Odesszába költözött, ahol a nevelőapa a vasútnál kapott munkát, azonban a háború, majd az azt követő forradalom és az annak nyomán kitört polgárháború keserves megélhetési körülményeket teremtett. E periódus mélypontjaként a szűkös élelmiszer-ellátás miatt Koroljov tífuszos lett.
Az iskolák újraindulása után beiratkozott az odesszai építőipari szakiskolába, ahol kitanulta az ácsmesterséget. Az érdeklődését a repülés iránt egy 1913-as repülőbemutató keltette fel, de ez a nyitottság ezekben az első iskola években kezdett elmélyülni a repülés iránt, de egy katonai repülőosztag Odesszába települése is hozzájárult, hogy eljusson a döntésig, hogy 1923-ban belépjen az Ukrajnai Repülési és Légi Navigációs Társaságba, ahol a helyi hidroplán egységgel többször is alkalma volt repülni, egyelőre csak utasként. Aztán kicsit továbblépve, immár a pilótafülke egyik ülésében kapott helyet és maga repülhetett: 1924-ben elvégezte az első önálló repülését egy hidroplánnal. Érdeklődése Ugyanebben az évben a repülés mellett maga a repülőgép felé is fordult, 17 évesen megtervezte élete első repülőeszközét, a K–5 vitorlázógépét, amelyet a repülőklubja el is készített. Széleskörű érdeklődésére jó példa, hogy amikor az iskolai elfoglaltságai engedték, még a helyi tornaklubba is eljárt testedzésre.
A repülés olyannyira a fő érdeklődésévé vált, hogy tanulmányait a Zsukovszkij Akadémián, Moszkvában akarta tovább folytatni, ahová kérte is felvételét, ám kiderült, hogy nem felel meg a felvételi sztenderdeknek. Ekkor a megoldást a Kijevi Politechnikai Intézet (mai nevén Igor Sikorsky Ukrán Nemzeti Műszaki Egyetem) jelentette, ahová beiratkozott annak repülőmérnöki szakára. Ebben az időszakban a megélhetésének megteremtése volt talán a legnagyobb gondja, Kijevben Jurij Nagybátyjánál lakott és alkalmi munkákból tartotta fenn magát. 1925-ben bekerült egy kislétszámú, vitorlázó repülőgép tervező osztályba, amely egy gyakorló vitorlázógép tervezését kapta feladatul. Koroljov az elkészült gép kipróbálásában is részt vett, amelynek két törött borda lett a végeredménye a balul sikerült leszálláskor. 1926-ban ismét felvételizett, ám ezúttal nem az áhított Zsukovszkíjra, hanem a Baumann Moszkvai Állami Műszaki Egyetemre, ahová az év nyarán fel vették, így Moszkvába került, hogy kifejezetten repüléssel kapcsolatos tudományok közelébe kerüljön. Ez egybeesett a Szovjetunió Kommunista Pártjának azzal az utasításával, hogy fel kell gyorsítani a repülőmérnök oktatást az ország technikai lemaradásának ellensúlyozására. A Baumanon Koroljov nagyon széles körű oktatásban részesült: új vitorlázógépet, majd diplomamunkaként motoros gépet is tervezett, de részes volt a tantervnek maga a repülés, sőt a repülőversenyeken való részvétel is, amelyeknek ő maradék nélkül meg is felelt. Diplomamunkaként 1929-ben egy repülőgép terveit készítette el, a konzulense pedig az akkor már híres repülőgép-tervező Andrej Tupoljev volt.

## Repülőmérnöki évek

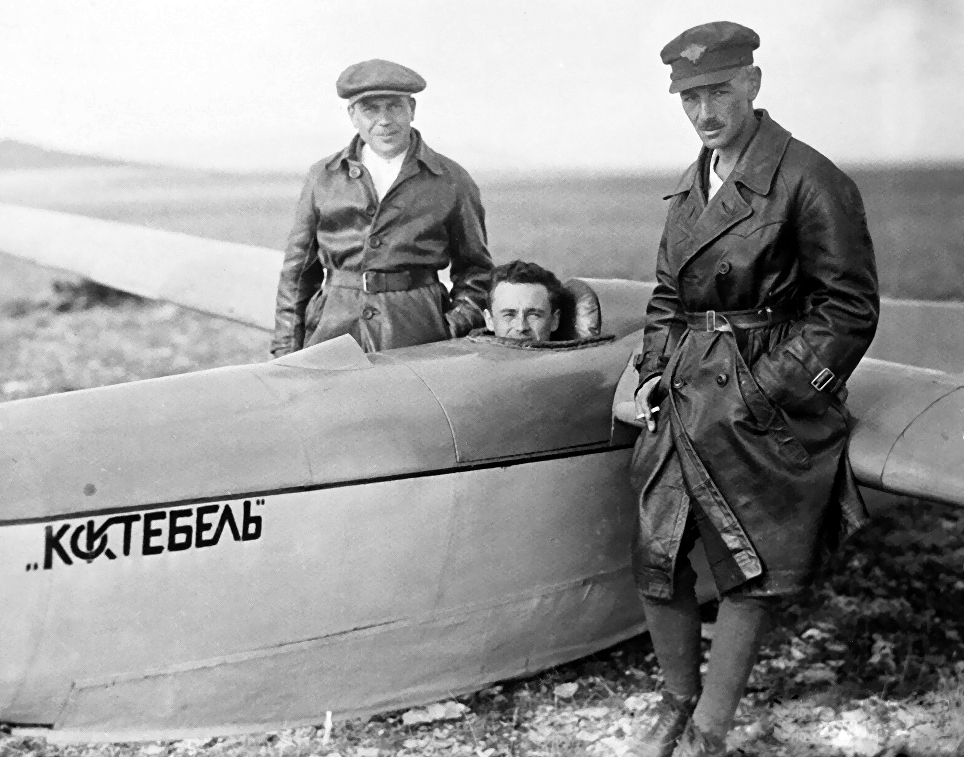
Koroljov (középen, a pilótafülkében), 1929-ben első saját tervezésű vitorlázó repülőgépében a Koktyebel-ben

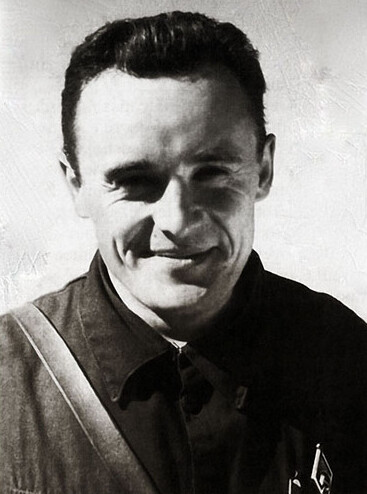
Koroljov a GIRD-es évek alatt, 1934-ben

Diplomájával a zsebében a 4-es számú kísérleti repülőgép tervező irodára, azaz az OPO–4-re került, amelynek vezetője egy az 1920-as években Franciaországból emigrált mérnök, Paul Aimé Richard volt. Az ő vezetése alatt különböző repülőgép-tervezési projektekben vett részt. A mérnökcsoportjából, ahová beosztották, kezdetben nem tűnt ki, első munkája egy műrepülésre is alkalmas vitorlázó repülőgép tervezésében való részvétel volt. 1930-ban új feladatot kapott, átkerült a Központi Aero- és Hidrodinamikai Intézethez, a híres CAGI-hoz (Центральный аэрогидродинамический институт), ahol ő lett a Tupoljev TB–3 bombázógép vezető tervezője. A CAGI több volt, mint tervezőiroda, inkább afféle szellemi műhely volt és itt dolgozva olyan témákhoz is közel került, mint a folyékony hajtóanyagú rakétahajtás és annak felhasználása repülőgépekhez. Érdeklődése nagyon hamar ez utóbbi irányba fordult.
1931-ben történt, hogy belépett a GIRD-be. A GIRD alapítója Fridrih Cander, egy lett mérnök volt, aki hosszasan ostromolta forrásokért, hogy létrehozhasson egy „reaktív hajtóművet”, végül egy újsághirdetést adott fel a Vecsernyaja Moszkva hírlapban, hogy „alulról jövő kezdeményezésként” gyűjtsön tagokat és állami támogatás híján közös erővel, egyesületi formában valósítsák meg a célt. A szervezet a német Verein für Raumschiffahrthoz hasonló társulat volt, hasonló célokkal és felépítéssel és hasonló témákon dolgozva, bár egymástól teljesen függetlenül. A csoport célja a világűr elérése lett (a tagok maguk között saját köszöntést használtak: „A Marsra! A Marsra! Előre a Marsra!”, jelezve a céljaikat). Az egyébként demokratikusan működő civil szervezetben aztán elindult egy természetes kiválasztódási folyamat is, vezetők emelkedtek ki a többiek közül és egyből két hatalmi centrum is kialakult. Az egyik Cander volt, aki az „Elme” szerepét töltötte be, őt a kutatások mozgatták és vajmi keveset törődött a szervezéssel és a működéssel. Koroljov pedig a „Főnök” lett, aki nem feltétlenül a kutatómunkában volt jó, hanem inkább az irányítás és a folyamatok hatékonyabbá tétele volt a fő működési területe. 1932-ben Cander lebetegedett és Koroljov természetes módon lépett előre az egyszemélyi vezetővé a GIRD-ben. Később Cander elhunyt a tífuszfertőzés eredményeképpen. Koroljov ekkor bontakozott ki teljesen. Átszervezte az egész GIRD-et, szervezetet, feladatkiosztásokat, határidőket, felelősöket nevezett meg. Végül egy fontos eredményt is fel tudott mutatni a csoport: felbocsátották a GIRD–X-et, a Szovjetunió első folyékony hajtóanyagot használó rakétáját.
A sikerek nyomán fontos változás következett be, a tevékenységük felkeltette a Vörös Hadsereg érdeklődését is, amely pénzelni kezdte a kutatásaikat. A GIRD–X mellett egy másik rakétát is sikerrel bocsátottak fel, a GIRD–09-t, így több irányon is sikert értek el. Koroljov ezek alapján publikálta Rakétarepülés a sztratoszférába c. első művét. A GIRD röviddel ezután, 1933-ban összeolvadt a hadsereg már meglévő,Leningrádban székelő saját kísérleti műhelyével, a Gázdinamikai Laboratóriummal (GDL) és az egykori fővárosba költözött, vele Koroljov. A GDL vezetője akkor Valentyin Glusko volt, Koroljov későbbi nagy ellenlábasa. Előbb élénk információcsere bontakozott ki a két szervezet között, majd a hadsereg részéről Mihail Tyuhacsevszkij marsall irányításával az összeolvadással létrejött az új szervezet, a Reaktív Tudományos Kutató Intézet (RNII – Реактивный научно-исследовательский институт). Az egyesített szervezet vezetője Ivan Klejmenov lett, Koroljov pedig egy szinttel lejjebb került, ő lett az egyik helyettes vezető Glusko mellett. Klejmenov és Koroljov viszonya meglehetősen viharos volt és előbbi folyamatos átszervezéseinek hatására utóbbi egyre lejjebbi szinteken találta magát a vezetésben és 1934-re már csak az egyik szekció – a szárnyas rakéták kutatását végző egység – vezetője lett, majd újabb átszervezéssel még lejjebb vezetett az útja, előbb Glusko, majd Tyihonravov is fölé került. Ekkor még senki nem tudta, hogy éppen ez mentette meg később Koroljov életét.

## A GULAG-évek
Koroljov életének legnagyobb hatású fejezete 1938-ban következett el. Az országot vezető Joszif Sztálin 1936-tól – elboruló elméje egyik jeleként – óriási politikai alapú tisztogatásba, lényegében egy olyan mészárlásba kezdett, ahol fűnyíróelvszerűen az értelmiségi és vezető réteg – akiknek csak a legcsekélyebb esélye volt, hogy megkérdőjelezzék a hatalmát, vagy esetleg konkuráljanak vele – fizikai megsemmisítése valósult meg. Az ország intézményein szisztematikusan végigsöprő akció 1937-re elérte az RNII-t is, ahol a vezetési láncon felülről-lefelé haladva tartóztatták le, vádolták meg és ítélték el a szervezet vezetőit. Így előbb az egészet felügyelő Tyuhacsevszkij marsallt tartóztatták le, vették rá kínvallatással beismerésre és végezték ki, aztán a tervezőiroda első számú vezetője, Ivan Klejmenov jutott ugyanerre a sorra, majd a tisztogatás a helyetteséhez, Georgij Langemakhoz ért, ugyanezzel a végeredménnyel. A vád mindegyikük ellen ugyanaz volt: trockista összeesküvés. Aztán következtek az immár színtisztán szakmai vezetők, először Valenytyin Glusko. Az ő esetében is megvolt a letartóztatás, kínvallatás folyamat, de a vád az ő esetében már enyhébb volt: ő „csak” a „nép ellensége” volt. És az ítélet is enyhébb lett: kényszermunka. A kínvallatás során Glusko Koroljov ellen vallott (pontosabban a vallomását előre megfogalmazták, amelyben Koroljovot nevezték meg koholt bűnök elkövetőjeként, a rakétatervező pedig a kínzás hatására csak aláírta a papírt). Ezek alapján tartóztatták le Koroljovot és vádolták meg azzal, hogy „különböző felforgató tevékenységben vett részt” (láthatóan, ahogy a szervezet ranglétráján egyre lejjebb haladt a tisztogatás, egyre enyhébbek voltak a vádak). A különböző felforgató tevékenységek pedig abban merültek ki, hogy a tervezés és kísérletezés során az egyes repülőeszközök néha nem elsőre működtek tökéletesen, hanem hibára futottak, amit aztán ki kellett javítani. A vádlók viszont az összes – egyébként a kísérleti eszközök első próbái során természetesen előforduló és a folyamatból kiküszöbölhetetlen – hibát Koroljov nyakába varrták és szándékos elkövetéssel vádolták, amellyel aláásta a kommunista iparba vetett bizalmat. A legkirívóbb koholt vád az volt, miszerint Koroljov tönkretette a kísérleti RP-318 rakéta-repülőgépet, miközben a prototípus épen és egészségesen álldogált egy hangárban.
Koroljovot két szakaszban hallgatták ki a Ljubjanka börtönben, ahová előzetes letartóztatásba került. Az első szakaszban még tagadott minden vádat (mert naivan hitt abban, hogy csak valamilyen adminisztratív félreértés áldozata lett), a második szakaszban aztán a már verésekkel alaposan „megdolgozott” ember megtörten aláírt egy dokumentumot, amelyben elismerte a vádakat. A szovjet jogalkotás egyik sarokköve volt, hogy egy vád bizonyításának legmegalapozottabb eleme a vádlott beismerő vallomása, ezek alapján pedig immár jogszerűen ítélhették el Koroljovot. Az ítélet szerint 10 év kényszermunkára ítélték az addigra kialakult GULAG rendszer egyik táborában, a Kolima Sarkköri Táborban és annak Maldjak Aranybányáiban, mellékbüntetésként pedig öt évre minden jogától való megfosztásra és teljes vagyonának elkobzására. Az ítélet cinikusságára jellemző, hogy lényegében ez is halálos ítélet volt, hiszen a kolimai táborban az elítéltek halálozási aránya évi 30% volt és egy elítélt várható túlélési ideje messze-messze a 10 éves ítélet időtartama alatt volt. Az ítéletet követően nem kezdődött el azonnal a végrehajtás is. Koroljovot a novocserkasszki börtönbe szállították, hogy ott várja be, míg a hivatalos formaságokat elintézve vonatra kerülhet, ami Szibériába szállította őt. Ezen időszak alatt Koroljov küzdött az igazáért. Egyenesen Sztálinnak írt levelet, amelyben tévedésre hivatkozott és perének újrafelvételét kérte. A levél vagy soha meg sem érkezett a főtitkárhoz, vagy az ügyet sem vetett rá. Az ártatlan Koroljov ügyének támogatói is lettek: Valentyina Grizodubova és egy másik ugyancsak híres szovjet aviátor, Mihail Gromov is levelet írtak Sztálinnak, illetve a Szovjetunió Kommunista Pártjának Központi Bizottságának, támogatandó a tévedésre alapozott perújrafelvételt.
A bebörtönzési folyamat haladt a maga útján és nem vette figyelembe a különböző próbálkozásokat a perújrafelvételre, vagy bármilyen politikai kegyelemre vonatkozóan és a szovjet vasút elszállította Szibériába, majd egy hajó átszállította az Ohotszki-tenger egyik szigetén kialakított börtönbe. A tábor és a büntetés végrehajtás helyszínéül szolgáló bánya a GULAG-rendszeren belül is az egyik legkegyetlenebb helyszín volt. A két fő tényező a hely kegyetlenségében az őrök bánásmódja és az egyébként is legendás szibériai klíma volt. Utóbbival kapcsolatban Koroljov esetében hangsúlyosan esett latba, hogy odaérkezésének évében jegyezték fel az egyik legzordabb telet az időjárás megfigyelések helyi történetében, míg az őrök bánásmódjára volt jellemző, hogy Koroljov pár hónap alatt beszerzett egy óriási sebhelyet a homlokára és a verések miatt elvesztette fogainak többségét. Koroljovot földmunkára osztották be a bányába, ami a fogvatartottak túlhajszolt munkakörülményei között is rendkívüli igénybevételt jelentett.
A táborból való szabadulása is éppen a Nagy tisztogatásnak volt köszönhető. A sztálini politikai tömeggyilkosság-sorozatnak is volt egy legdurvább szakasza, amit a köznyelv a végrehajtója Nyikolaj Jezsov NKVD vezető után „jezsovcsinának” nevezett el és groteszk módon, ennek az időpontnak a csúcspontján magát a névadó Jezsovot is perbe fogták és kivégezték. A helyét Lavrentyij Berija vette át, aki politikai számításból elhatározta, hogy elődje rettegett hírnevét saját igazságos és jóságos hírével cseréli fel, amelyet azáltal ér el, hogy olyan ügyeket karol fel, amelyek vége az elítéltnek való kegyelem lehet. Természetesen ehhez olyan fajsúlytalan jelölteket keresett, akiknek a perújrafelvétele nem kelti fel Sztálin haragját. Ilyen fajsúlytalan vezető volt Szergej Koroljov is és az ő ügye alkalmasnak látszott az új NKVD főnök imázs javítására. Berija felvette a kapcsolatot Vaszilij Ulrikh-kal, a Koroljovot elítélő bíróval és közösen írtak levelet a Központi Bizottságnak – a levél mellékleteként felhasználva a két híres pilóta támogatólevelét is –, amelyben „jogi tévedésre” hivatkozva maguk ajánlották Koroljov ügyének felülvizsgálatát. Eközben, mit sem tudva a háttérben zajló eseményekről Koroljov még Kolimáról is megpróbálta a saját igazát bizonygatva az ügyét megfordítani: levelet írt Andrej Visinyszkijnek, a Szovjetunió főügyészének továbbra is azt állítva, hogy ő semmiben sem vétkes, csak Klejmenov, Lagemak és Glusko igaztalan vádjai juttatták jelen helyzetébe (egyben bizonyítva, hogy mit sem tud a többiek sorsáról, hogy azok már nem élnek, vagy ugyanúgy börtönben sínylődnek, mint ő maga).

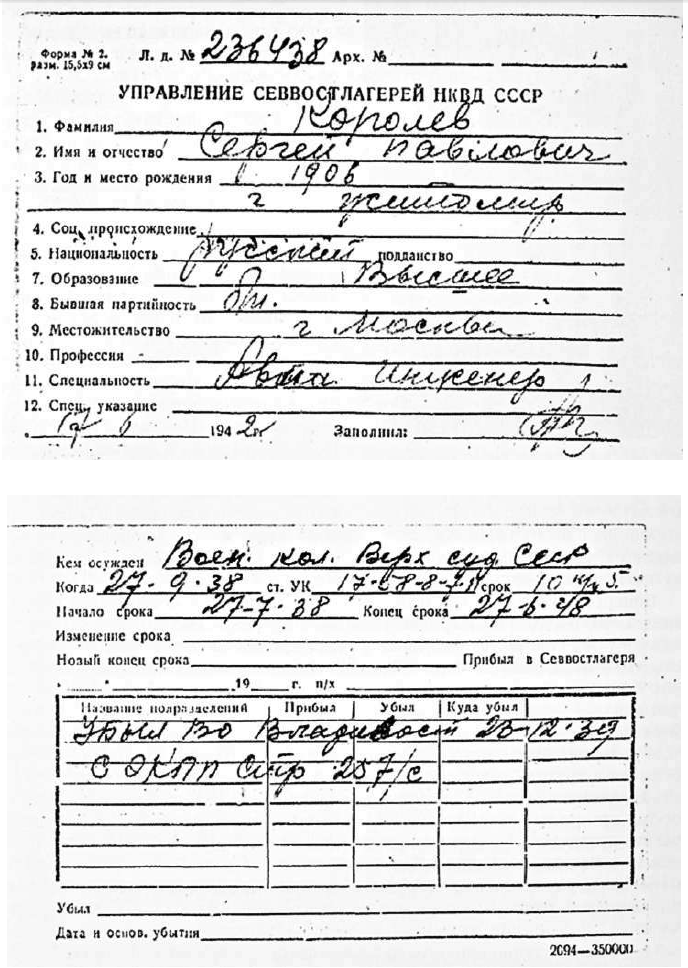
Koroljov rabnyilvántartó kartonja az NKVD börtönéből, 1942-ből

Aztán Berijáék mesterkedése egyszercsak beérett. A Koroljovot érintő vádat a „katonai technológia szabotőrére” változtatták, amellyel párhuzamosan az őt sújtó büntetést is enyhítették kényszermunkatábor helyett normál börtönre és 8 évre csökkentették. Koroljov majdnem másfél évet húzott le Kolimán, amikor 1939 decemberében Berija utasítására megkeresték a rabok között és hamarosan visszaszállították Moszkvába. Itt az új ítélet szerint börtönbe vonult, ám ez egyfajta speciális börtön volt, amelyet a szovjet köznyelv „saraskának” hívott. A saraskában nem köztörvényes rabok voltak, hanem ez afféle „értelmiségi börtön”, vagy „mérnökbörtön” volt. Az itt fogvatartottak a szovjet állam javára különböző projekteken mérnöki munkát, különböző fejlesztéseket végezhettek, természetesen sokkal szabadabb körülmények között, mint más börtönökben, így ez a forma inkább számított valamiféle elitbörtönnek. Itt a Butyirszkij börtönben érte egy újabb szerencse, ami immár kifelé vezetett a megpróbáltatásokból. A Nagy tisztogatásnak volt egy tőle nevesebb áldozata is egy másik ügyből kifolyólag: korábbi tanára, Andrej Tupoljev, a híres repülőgép tervező. A háború felé sodródó Szovjetunióban Sztálin hirtelen szükségét látta, hogy komoly repülőgép fejlesztésekbe fogjanak, mivel a lehetséges ellenlábasnál, a hitleri Németországnál is gőzerővel folytak az ilyen irányú erőfeszítések. Sztálin a börtönbe üzent Tupoljevnek, hogy álljon szolgálatba és egyben – legalábbis a legenda szerint – kapott egy üres papírt és egy tollat, hogy írja össze azon mérnökök neveit, akikre szüksége lehet ezekhez a fejlesztésekhez. És Koroljov neve rajta volt ezen a listán.
Az NKVD külön erre a feladatra létrehozott egy vadonatúj saraskát a Moszkva mellett Sztahanov faluban, amely a külvilág felé a 29-es számú Központi Tervező Iroda (CKB-29) nevet kapta, igaz a polgári név ellenére ez ugyanúgy börtön volt, ahol a mérnökök barakkokban laktak és őrök vigyázták őket. Egy darabig viszonylagos bizonytalanság mellett kezdődött a munka, ám 1941. július 22-én Németország megtámadta a Szovjetuniót, ami nagyon hamar konkrét mederbe terelte az igényeket: szükség volt egy frontbombázó repülőgépre. A CKB–29 feladata a Tupoljev Tu–2 nappali frontbombázó megalkotása volt, illetve párhuzamosan folyt a Petyakov Pe–2 zuhanóbombázó tervezési munkálatai is (előbbi 1942 novemberében, utóbbi 1941 júniusában állt aktív szolgálatba). Koroljov nem érezte jól magát ebben a feladatban, lévén ő rakétatervező volt és a repülőgép-tervezés idegen volt a számára. Ezért folyamatosan próbálkozott, hogy áthelyeztethesse magát. Ezen kérései 1942 novemberére találtak meghallgatásra, amikor áthelyezték őt Kazanyba, a 16-os számú Repüléstani Telepre. Itt az 5-ös számú Tervező Iroda vezetését kapta feladatul, ahol repülőgépek számára kellett azok starthosszát lerövidítő, vagy nagyobb teherrel való leszállását megkönnyítő startrakétákat fejleszteni. Az egyetlen diszkomfort érzést csak az adta számára, hogy Glusko – akiben a Kolimára kerülésének okát gyanította és aki ellen emiatt a gyűlölete egyre inkább elhatalmasodott rajta – a 2-es Tervező Irodát vezette, igaz földrajzilag egy elkülönült, másik helyen.
Újabb változást az 1944-es év hozott. 1944. június 27-én az NKVD javaslatára a Párt Központi Bizottsága egy különleges határozatban szabadon engedett 35 mérnök-elítéltet. Köztük volt Koroljov és Glusko is. Ez a szabadon engedés azonban nem jelentette a teljes szabadságot, inkább a mai értelemben vett „feltételes szabadláb” intézményének felelt meg. A határozat egy, a saraskához hasonló, csak fogvatartás nélküli, de civil felügyelet alatt működő intézmény, egy új tervezőiroda, a Különleges Tervezőiroda (OKB-SzD) felállítását rendelete el, amelynek főtervezője a Koroljov által gyűlölt Valentyin Glusko, helyettese pedig Szergej Koroljov lett. Az ide rendelt mérnökök nem mehettek máshová, kötelezően itt kellett dolgozniuk. Az iroda első feladatát hozta magával a saraskáról, továbbra is a Lavocskin, Tupoljev és Szuhoj harci gépekhez illeszkedő startrakétákat kellett fejleszteniük. Bár ebben sikerült részsikereket elérni, a Szovjetunió háború alatti egyetlen sikeres rakétafejlesztése a Katyusa néven elhíresült BM–13 jelű szilárd hajtóanyagú rövid hatótávolságú rakétafegyver lett.

## „Rakétaévek”

### Németország
16-os Repüléstani Telep nagy változásokat hozott Korojov hozzáállásában. A megtörten, mogorván, kimerülten és cinikusan érkező tervező nemsokára magára talált és hamarosan Pjotr Dementyevnél, a Légi Ipar helyettes főkomisszárjánál kopogtatott az elképzelésével, hogy érdemes lenne hosszabb hatótávú rakéták fejlesztésébe vágni – akkoriban a hosszabb hatótáv a 100 km-es távolságot jelentette – és neki van is ilyen terve, még a GIRD-es civil időkből D–1 és D–2 néven, amelyek 6 éve aludták csipkerózsika álmunkat. A hadsereg azonban elsőre nem nagyon tudott mit kezdeni a rakétafegyverrel, a Katyusa, vagy Sztálin-orgona nagyon is sikeres volt, de csak rövid hatótávon, viszont látszottak a németek sikerei a V–1-gyel és a V–2-vel, de saját fejlesztésekkel csak hosszú évekkel később tudtak volna hasonló eredményt elérni, még Koroljov „tervkezdeményeivel” számolva is. Aztán egy véletlen lendítette ki ebből a döntésképtelen helyzetből a rakétafejlesztés ügyét. A szövetségesek kibombázták Peenemündét, ahol a németek a V–2 munkálatait végezték Wernher von Braun vezetésével és a nácik kénytelenek voltak széttelepíteni az ottani fejlesztési kapacitásaikat. Az egyik ilyen újonnan létrejövő helyszín a lengyel területen levő Debica volt. Az egyik tesztrepülés során az egyik V–2 lezuhant, amelyről a brit hírszerzés értesült. Mivel a helyszín már csak kb. 50 km-re volt a szovjet erők által megszállt területtől Winston Churchill arra kérte Sztálint, hogy próbálják megszerezni a roncsokat és engedjék át azt az angoloknak, hogy kiismerhessék a német technológiát. Ebből adódott aztán a szovjetek rakétatechnikát illető továbblépése: a német technikát megszerezni, az angoloknak csak morzsákat és félinformációkat meghagyni és a zsákmányolt technikát, megspórolva a fejlesztés zegzugos és időt rabló útját, saját, szovjet technikává konvertálni.

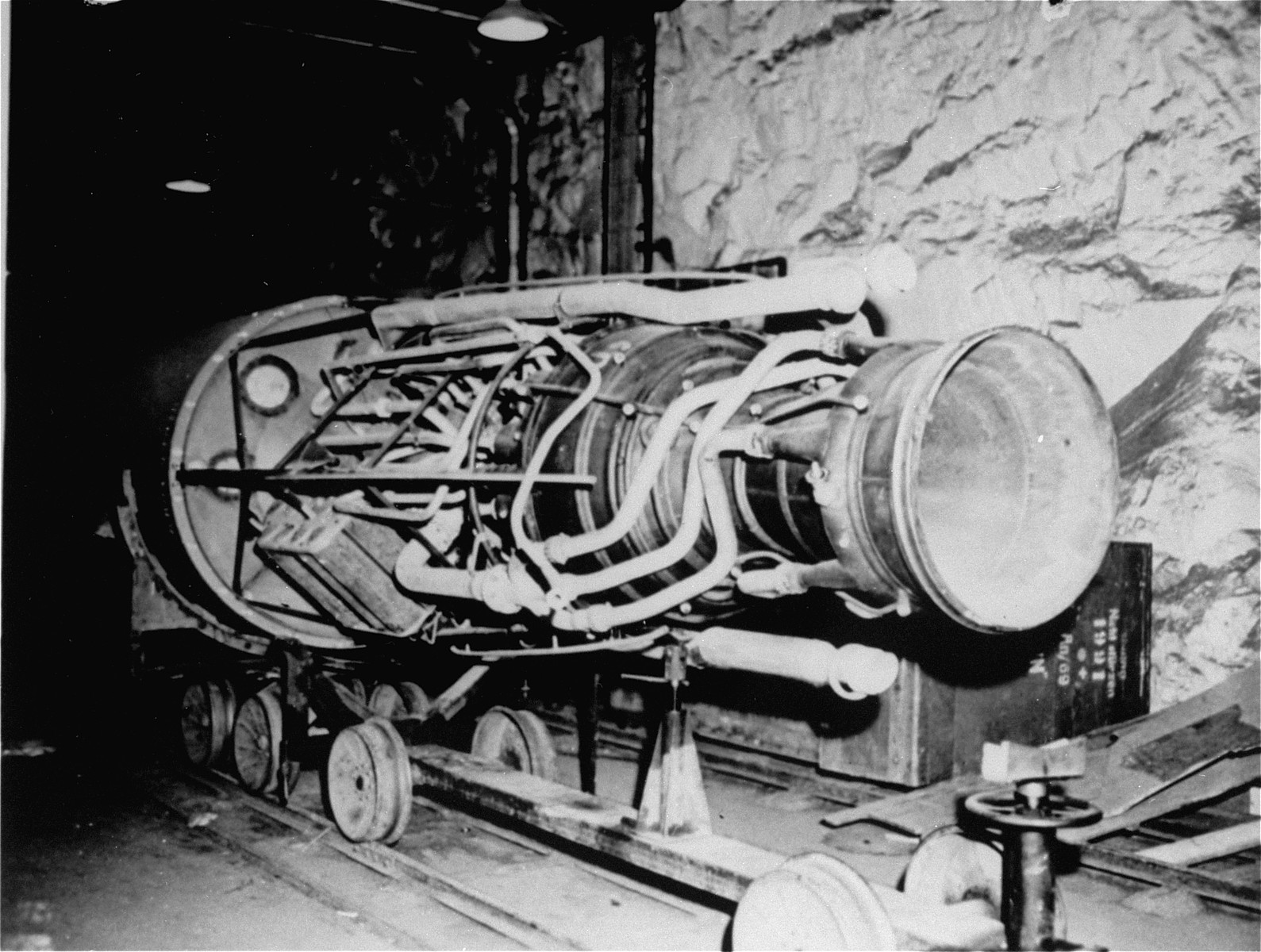
Egy félkész V–2 a Mittelwerk besejében

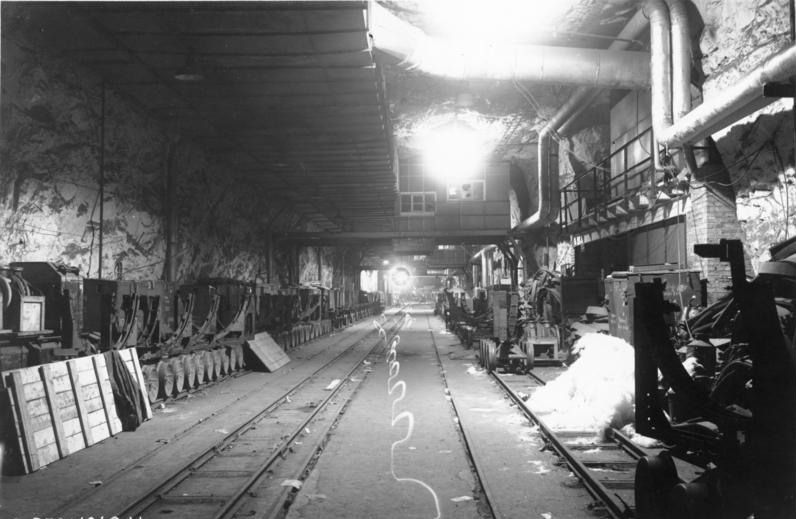
A Mittelwerk alagútjának belseje, ahol a V–2-eseket gyártották a németek

A következő lépés ebben az irányban a második világháború végnapjaira esett, amikor a két szövetséges erő nyugatról és keletről kezdte teljesen felszámolni a német ellenállást és köztük valóságos versenyfutás alakult ki, hogy a német hadi technológiából kinek jut a nagyobb szelet. Sztálin előtt volt egy ilyen technológiai lista, amelyen Peenemünde is szerepelt és a generalisszimusz – értesülve a V–2-esek Antwerpenben végzett pusztításairól – feltétlen híve lett a rakétafegyvernek, így a csapatoknak utasítást adott, hogy Berlin elfoglalása mellett célozzák meg Peenemündét is. De hiába, a szovjet hírszerzés nem tudta azt, amit az amerikai igen, az igazi koronagyémánt immár nem Peenemünde, hanem Nordhausen. A US Army alaposan ki is pucolta Nordhausent, ahol a nácik a háború utolsó időszakában a V–2-eseket gyártották, 100 rakétára való alkatrészt, több vagonnyi tervrajzot zsákmányolva. Aztán a nemzetközi egyezmények szerint átadták Nordhausent és a mellette levő Mittelwerk gyártóhelyet a szovjet megszállási zónába-
A szovjetek bevonultak Nordhausenbe, amely még így, az amerikaiaktól lerabolt állapotban is kincsesbányának bizonyult. A Mittelwerk hegyoldalba vájt alagút-üzemeiben a háború utolsó napjaiban is teljes erővel folyt a rakéták előállítása és garmadával maradtak hátra összerakatlan, félkész állapotban megrekedt példányok. Emnellett a Vörös Hadsereg az üzemben dolgozó és elérhető összes mérnököt és technikust is foglyul ejtették. Az üzembe özönleni kezdtek a szovjet rakétamérnökök, hogy a Szovjetunió számára hasznosíthassák a német technológiát. Köztük volt Koroljov is, akit a németországi zsákmányszerzés után elengedtek a Különleges Tervezőiroda kötelékéből. Koroljov előbb Moszkvába rohant, hogy megölelje feleségét, Kszényiját és lányát, Natasát, de ott rögtön be is hívták a Fegyverellátási Parancsnokságra, ahol azonnali hatállyal besorozták a hadsereg kötelékébe, igaz rögtön alezredesi rangban. Majd az újdonsült alezredest Nordhausenbe küldték.
Koroljov ezek között a körülmények között kezdett szárnyalni, olyannyira, hogy végül sikerült kitűnnie mindenki közül, aki részt vett a háború utáni megszállási feladatokban. A szovjetek megszervezték és projekt szintre emelték, hogy a Németországban zsákmányolt technológiákat a rakétáktól a tankokon át egészen a személygépkocsikig felmérjék és a Szovjetunióban való felhasználásra felkészítsék, majd otthon gyártásba és hadrendbe állítsák. Ennek a gépezetnek lett az egyik fogaskereke Koroljov, aki a szintén Németországba küldött Valentyin Gluskoval a rakétatechnika „szovjet adaptálásáért” felelt. Koroljov pillanatok alatt kibontakoztatta a korábbi években magába szívott sokoldalú tapasztalatát, elsősorban szervező és menedzseri képességeit és nagyon hamar maga mögé utasította megítélésben az addig mindig elébe helyezett és fölébe sorolt Gluskot is és kinn a terepen az első számú rakéta-szakértővé emelkedett. Köszönhette ezt egyrészt a fentebb említett menedzseri képességeinek – sokak szerint Glusko tehetségesebb mérnök volt, mégis könnyűszerrel szorította őt háttérbe Koroljov a maga sokrétűbb és rugalmasabb tudásával – és annak volt köszönhető, hogy tudott németül és kamatoztatta is ezt a képességét (vele szemben viszont Glusko, még ha tudott is volna az ellenség nyelvén, a zsigeri gyűlölete megakadályozta volna abban, hogy használja). Merthogy a németországi művelet kulcsa az volt, hogy a hadsereg által összegyűjtött német szakemberekkel kooperálni kellett és elsősorban az ő szaktudásukra támaszkodva kellett tudni talpra állítani egy működőképes V–2 rakétát. A német szakember felhozatal szegényesebb volt, mint a magukat az amerikaiaknak megadó, Wernher von Braun vezette német mérnökcsoport – akiket később az US Army a Gemkapocs művelet keretében az USA-ba menekített –, mindössze Helmuth Göttrup volt az egyetlen, aki akárcsak találkozott von Braunnal és vele mérhető volt a beavatottsági szintje a német rakétafejlesztési projektbe, a szovjeteknek mégis velük kellett beérniük és hasonló eredményeket produkálni, ráadásul a szovjet haditechnika és források messze kisebbek voltak, amire támaszkodni lehetett.
Sztálin azt a célt tűzte ki, hogy a Vörös Hadsereg még német földön szereljen össze és indítson sikeresen egy A–4-es rakétát, mielőtt hazaviszik a technológiát. Ennek legfőbb mozgatórugója az amerikaiak Hirosimára és Nagaszakira ledobott atombombája volt. Sztálin azonnal arra törekedett, hogy az amerikai atommonopóliumot megtörve a Szovjetunió is rendelkezzen atombombával. Ráadásul a katonai elemzők arra is hamar rájöttek, hogy a fegyver célbajuttatására használt B–29 bombázógép – amelynek szovjet kópiáját Tu–4 néven állították hadrendbe –, vagy azzal ekvivalens repülőgép sebezhetőnek, elháríthatónak, tehát elavultnak számít és erre a célra a rakéták jelentik az optimális jövőbeli eszközt. Az SZKP ezért egyszerre indította útnak határozatában a szovjet atombomba kifejlesztését és a ballisztikus rakéták megalkotását. Ennek kezdeti lépései pedig még Németországban történtek meg azzal, hogy a Koroljovot és Glusko-t felsorakoztató csoport feladatul kapta, hogy egy német rakétát reptessenek sikeresen. A fejlesztéseket elindító határozat a munkát elvégző szervezet felállítását is megfogalmazta. Ebben nagyban támaszkodtak a rendelet megalkotói Lev Gajdukov tábornok – a németországi „technológiai transzfer hadművelet” katonai irányítója – ajánlására, amiben a feladatra legalkalmasabbak névsorát kérte a Párt. Gajdukov nagyon jó véleménnyel volt Koroljovról és őt ajánlotta a rakétaprogram főmérnökének. Amikor az új szervezet kinevezett katonai vezetői – köztük Mitrofan Nyegyelin és Dmitrij Usztyinov marsallal – látogatást tettek Németországban, bíztatólag „megsúgták” Koroljovnak, hogy ő lesz a rakétafejlesztő főmérnök, amikor hazatérnek a Szovjetunióba. A rakétafejlesztéseket elindító dekrétum azt is meghatározta, hogy a németországi műveleteket 1946 végéig be kell fejezni és a szakembereknek haza kell térniük a Szovjetunióba, illetve az A–4-est otthon is össze kell majd tudni rakni, immár a szovjet ipar által előállított alkatrészekből és otthon is sikeresen fel kell tudni bocsátani. A rendeletben megfogalmazottakat kissé megkésve, 1947 elején sikerült végül egy németországi, német alkatrészekből épült, de már szovjet fennhatóság alatt repülő rakétát felbocsátani, amely a hadművelet sikerét és egyben végét is jelentette.
A sikert követően a szovjet kontingens haza-, a velük együtt, de lényegében fogságban dolgozó német mérnök kontingens pedig a Szovjetunióba költözött, hogy ott folytassák a munkát. A szervezet csúcsán ülő katonai vezető, Dmitrij Usztyinov kiválasztott egy, a háborúban még tüzérségi lőszert, majd tankokat gyártó üzemet, a 88-as számú Kalinyini Üzemet, hogy ez legyen az új, rakétákat előállító egység. A szervezetet átnevezték 88-as számú Tudományos Kutató Intézetre (orosz betűszóval NII–88-ra) és a kalinyingrádi telephelyét megkezdték átalakítani az új feladatra. Ennek a szervezetnek a szakmai vezetését kapta meg Szergej Koroljov (a kinevezését még kinn Németországban közölték vele hivatalosan, de a hivatalát csak a hazaérkezése után vehette át). A kinevezéssel együtt járt, hogy a többi vezető rakétamérnökkel egyenlő módon ő is ezredesi rangfokozatra emelkedett a Hadseregen belül.

### R–1

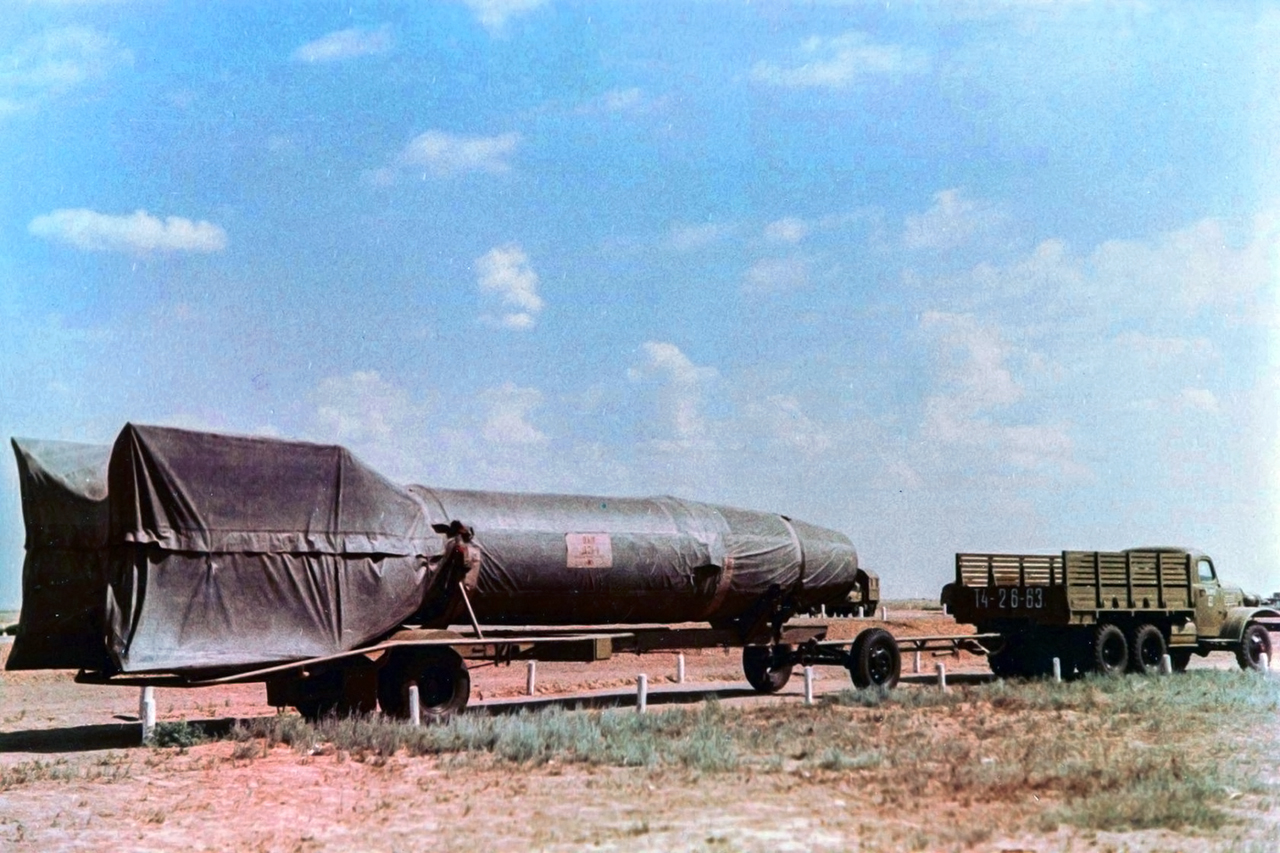
R–1 rakétát vontatnak a kapusztyin jar-i lőtéren

A Szovjetunióba való hazatérést követően a feladat még mindig ugyanaz volt, csak immár szovjet földön, új szervezettel és új projektnévvel. A munka azzal a projekttel indult be az NII-88-ban, hogy Sztálin parancsára otthon is meg kellett ismételni egy V–2 indítását, csak immár úgy, hogy azt szovjet gyártású alkatrészekből építették meg és R–1-nek hívták (hivatalosan az R–1-nek már a V–2-től különböző farokrésze volt és áttervezték az irányítórendszerét, tehát nagyítóval nézve nem egy egyszerű változat volt). Ebben az egyszerű elképzelésben több buktató is volt – a szovjet ipar messze nem tartott ott precíziós gyártásban, mint ahol a németek már évek óta tartottak és megfelelően képzett szovjet szakember sem volt annyi, amennyi kellett volna – és Koroljov kapta a feladatot, hogy ezeket a buktatókat kiküszöbölje. Koroljov azonban kezdetben ellenezte, hogy az A–4/V–2 szovjet másolatát készítsék el. Alig 2 hónapja volt otthon, amikor Sztálinnál rendeztek egy megbeszélést és a főmérnök bátran azt ajánlotta a főtitkárnak, hogy ne foglalkozzanak az R–1-gyel, mert az csak egy helyben toporgó időhúzás, hanem máris lépjenek tovább egy továbbfejlesztett változatra, mivel a végső cél nem a német rakéta 300 km-es hatótávjának elérése, hanem ennek legalább a tízszerese hatótávban. Koroljovnak vázlatosan ugyan, de már birtokában volt egy fejlettebb rakétaváltozat vázlata, ami megduplázhatta az A–4/V–2/R–1 hatótávolságát. Sztálin azonban világossá tette, hogy a következő lépés az R–1, akkor lehet továbblépni, amikor biztosan a birtokában van a Szovjetunió a megbízható rakétatechnikának, amit egyelőre csak a lényegében hadifogolyként magukkal hurcolt német mérnökcsoporttal tudtak megvalósítani, önállóan nem.
Koroljov kénytelen kelletlen belátta, hogy jobb, ha nem hívja ki maga ellen a sorsot Sztálin parancsának megkérdőjelezésével és kb. 1 év alatt megépítették az R–1-et. Közben gondja volt rá, hogy a német mérnökcsoport egyre kisebb szerepet játsszon a folyamatokban. A rakéta elkészültét annak sikeres kipróbálása zárhatta le és amennyiben ez valóban sikeres volt, a Vörös Hadsereg szolgálatba állíthatta a rakétafegyvert az időközben ellenségessé vált Nyugat elrettentésére. Ennek megfelelően következett a rakéták kipróbálása, ám ez újabb problémát vetett fel: olyan fogalom még nem létezett, hogy „rakétalőtér”. A hadseregnek keresnie kellett egy területet, ahol kipróbálja a rakétákat, azaz kellett egy olyan hatalmas, lehetőleg kihalt terület, amelynek az egyik pontjáról kilőve a rakétát, annak hatótávolságának határán tud földet érni és közben pedig nincs semmi, mert ha hiba lép fel valahol út közben, akkor se zuhanjon emberre, állatra, épületre, vagyontárgyra. Ezt a területet, több jelölt kirostálásával Kapusztyin Jarban, a Szovjetunió európai területének déli részén, a Fekete-tenger és a Kaszpi-tenger között találták meg. Koroljov ide szervezte meg Szovjetunió első rakéta lövészetét. A hely egyszerre volt ideális, mivel vasútvonal vezetett át rajta és Sztálingrád viszonylagos közelségben volt, ha valamire sürgős igény támadt és a vasút is lakatlan vidéken futott keresztül, nem kellett tartani a kíváncsi szemektől a szállítások közben, ugyanakkor olyan spártai volt, hogy még szovjet viszonyok között is erőt próbáló volt ott lenni, az oda érkezőknek sátorokban és vasúti kocsikban kellett megoldani a szállását és természetesen mindent oda kellett szállítani, miközben nyáron a hőmérséklet a 40 °C-ot is elérti, miközben télen –30 °C-ig süllyedt.
Koroljov 9-9 darab rakétát szállíttatott oda tesztelni, amelyek két gyártási sorozatból származtak. Az „N” sorozat 9 példánya még a Németországból hadizsákmányként hazahozott alkatrészekből épült, míg a „T” sorozat példányai már a szovjet ipar által gyártott részegységekből épültek. A próbákra összesen kb. 2200 ember gyűlt össze (magasrangú szovjet pártfunkcionáriustól, a szovjet mérnökökön és a német mérnökön át az egyszerű katonákig), hogy 1947. októberében tanúi legyenek a sikernek. Az első tesztrakéta startjára 1947. október 18-án került sor, amikor egy „T” sorozatbeli példányt indítottak. A start sikeres volt, majd a keresőcsapatok jelentették, hogy 206,5 kilométeres messzeségben találtak rá a becsapódott roncsokra. A kísérlet teljes sikerrel végződött. A Szovjetunió hivatalosan is rendelkezett nagy hatótávolságú rakétafegyverrel (már ha nyilvánosságra hozták volna a próbát). Apró szépséghibák azonban voltak: Wernher von Braun csapata White Sandsen ugyanezt az indítást az Amerikában épített V–2-vel már egy évvel korábban elvégezte és a rakéta oldalirányban kb. 30 km-rel eltért a kijelölt célponttól (azaz a rakéta irányítórendszere nyilvánvalóan hibás volt). A következő indításnál a céltől már 180 km-es volt az eltérés (ami annak fényében, hogy a repült távolság kb. 200 km volt, elfogadhatatlanul nagy eltérésnek számított). Végül összesen 11 rakétát lődöztek el (5-öt a „made in USSR” és 6-ot a „made in Germany” sorozatból), de csak 5 db csapódott be a kijelölt célpont viszonylagos közelségében. Ezzel is sikerült reprodukálni a V–2 megbízhatatlanságát, mivel a német rakéta is ugyanilyen pontatlanul működött a háború alatt.
A próbák egyik érdekes mellékvágánya volt, hogy a Lebegyev Fizikai Intézetben, ahol nukleáris kutatások folytak, tudomást szereztek a rakétákról és javasolták, hogy felső légköri méréseket kellene végezni általuk. Hamar megegyezés született a Lebegyev és az NII-88 mérnökei között egy kb. 500 kg-os műszercsomagról, amelyet a rakétákra telepítettek és 1948. november 2-án elvégezték az első tudományos célú felbocsátást.
A kapusztyin jar-i próbákat a kudarcok ellenére mind, kivétel nélkül sikeresnek jegyzőkönyvezték és ezt jelentették Sztálinnak. A főtitkár nemsokkal később magához rendelte Koroljovot jelentéstételre. A kérdés egy bonyolult döntésről szólt: Koroljovék Kalinyingrádban egyre inkább mellőzni kezdték a német mérnökcsoportot, akik viszont az így felszabaduló idejükben új rakétafejlesztési elképzelésekkel álltak elő, miközben Koroljovéknak is megvolt már a fejlesztési vonala, de a főtitkár tudni akarta, hogy milyen fejlesztési lehetőségek vannak és milyen idővonalon fognak ezek beérni. Koroljov természetesen a saját elképzeléseit propagálta Sztálin és az őt kísérő katonai-politikai plénum felé. Az előadásának eredményeként a Sztálin vezette plénum korszakos döntést hozott: a Szovjetunió katonai doktrínáját az atombombák célba juttatására a bombázógépes elképzelés helyett a rakétákra alapozták. Koroljov ebben az előadásában ismét az R–1-es váltótípusát propagálta, amelynek hatótávolsága immár 600 km-t ígért.
A hangsúly a tökéletesítésen maradt, ezért még 1948-ban ismét visszatértek Koroljovék Kapusztyin Jarba, hogy tesztelhessék a tökéletesített R–1-et. Eredetileg egy 12 darabos, majd egy 20 darabos sorozatot teszteltek, ám a próbák olyan borzalmasra sikeredtek (az első 12-es sorozatból összesen 1 db rakéta érte el a célját és volt olyan is, amely a ballisztikus repülés helyett vízszintesen a föld felett repült, de csak kb. 10 km-t, hogy ott zuhanjon le).
Azonban mivel Sztálin mindenképpen hadrendbe akarta állítani a V–2-n alapuló R–1-esről való továbblépés helyett az R–1 tökéletesítése maradt a legfontosabb feladat a Koroljov vezette tervezőiroda előtt. Ezért a javító változtatások kipróbálására 1949 elején, közel másfél évvel az első próbák előtt újabb tesztsorozatra került sor Kapusztyin Jarban. Koroljov az R–1 javításába egy sor olyan változtatást is belevitt, ami nem feltétlenül a rakéta irányítórendszerén, vagy a megbízhatóságán javított, hanem inkább már a soron következő R–2 generáción alkalmazni kívánt újítás volt. Ezeket a változatokat R–1A néven jegyezték. A tesztek felemás eredményeket hoztak.
1949 őszén ismét Kapusztyin Jar volt reflektorfényben, ezúttal a régi R–1-esek módosításait kellett kipróbálni ismét, a típus szolgálatba állítása előtt. A tesztekre a helyszínre utazó katonai vezetők világossá tették Koroljov előtt, hogy a siker, vagy kudarc élet, vagy halál döntést indukál, amennyiben a rakéta ismét sikertelen, vagy félsikerű eredményeket produkál, leállítják az egész rakétafejlesztési projektet. A tervben egy 20 db-ból álló sorozat egymás utáni indítása volt és a szakemberek nagy megkönnyebbülésére, ahogy haladtak előre az indítások, úgy látszott, hogy a problémák megoldódtak és a típus immár jó úton jár. A húszból 17 rakéta csapódott a kijelölt célkörzetébe, amely immár mind a fejlesztőket, mind a hadsereget teljes elégedettséggel töltötte el. A teszt eredményeképpen a típust továbbengedték a szolgálatba állítás folyamatán, megkezdődhetett a rakétás csapatok kiképzése és a fegyver alkalmazási feltételeinek, infrastruktúrájának lefektetése, majd az R–1-et a Szovjetunió harcrendbe is állította.

### R–2

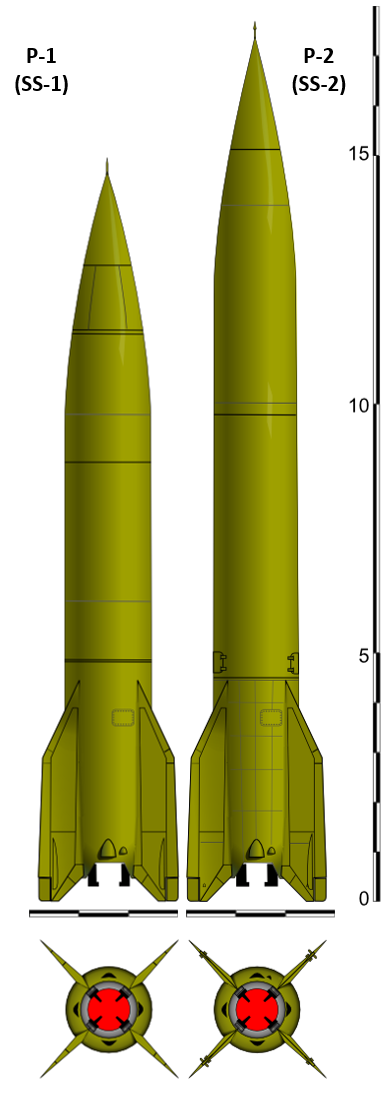
Az R–1 és R–2 változatok összehasonlítása

Az R–1-esekkel való munka befejeztével következhetett a következő generáció, mivel az nyilvánvaló volt, hogy a rakéták valódi alkalmazásának, atomhordozó eszközzé válásának kulcsa a hatótáv volt. Ez nyilvánvaló volt a politikai vezetés előtt is, aki szorgalmazni is kezdte, hogy Koroljov és tervezőirodája kezdjen bele az R–1-en alapuló fejlesztésekbe, ami ezt a célt szolgálta. Koroljov kezében erre megoldásul már ott voltak az R–2 rakéta kezdeti tervei. Pontosabban tervek helyett egy ötlet- és követelmény gyűjtemény, amely egy valós rakéta megalkotásához vezetett.
A rakéta története még Németországban kezdődött, amikor Gajdukov tábornok azt a feladatot adta az összegyűjtött német szakembereknek, hogy írják össze, milyen ötleteik lennének a V–2 továbbfejlesztésére. Ezek a következők voltak:
- a tartályok beépítésén változtattak volna, azt etilalkohol hajtóanyag és a cseppfolyós oxigén tartályai közül, amelyeket az A–4/R–1 változatban még külön egységként építettek be, az előbbit integráltartállyá építették át, azaz a tartály nem külön került beépítésre, hanem a rakétaszerkezet részévé vált, emellett megnövelték volna a tartály méretét és ezáltal a rakéta hosszát;
- a rakétára szerelt robbanófejet leválaszthatóra építették. A V–2-nek nem volt külön robbanófeje, hanem az egész rakétatest is becsapódott a célba. Az új dizájn azonban megengedte, hogy mivel a rakétatestnek nem kellett becsapódnia, csak a leválasztható fejnek, hogy csak a fej kapjon hővédelmet, a nagy rakétatest ne és így az egész szerkezet tömege csökkenjen;

A szovjet tervezők pedig a következő ötleteket tették még hozzá a német elképzelésekhez:
- az új eszköz új irányítórendszert kapott volna
- Valentyin Glusko tervezőirodájában már készült a V–2 hajtóművének szovjet másolata, az RD–100 továbbfejlesztett, 50%-kal nagyobb tolóerejű változata, az RD–101, amelyet ehhez a rakétaváltozathoz kívántak felhasználni.

Koroljov összeszedte az összes ötletet, amellyel az R–1-et nagyobb teljesítményre bírhatta és belevágott ezek összeépítésébe. A számítások azt adták, hogy a tolóerő növekedése, a megnövelt hajtóanyag kapacitás és a lecsökkent szerkezeti tömeg eredője, hogy az R–1 kb. 300 km-es hatótávolságát kb. 600 km-re lehet kiterjeszteni. Kezdetben az R–2-nek konkurenciát jelentett a német mérnökcsoport által javasolt, önálló ágra terelt és végül önálló nevet – G–1 – kapó rakétaelképzelés is (amelyet az oroszok később R–10 néven mégis megvalósítottak), amelynek folyományaként a német csoportot leválasztották az NII-88-ról és önállóan dolgozhattak egy másik telephelyen, de ez csak a Koroljov által is egyre inkább táplált bizalmatlanság volt és inkább csak nem akarták, hogy a németek tanúi legyenek az egyre titkosabban folyó szovjet rakétafejlesztéseknek. Koroljov és irodája így szabad kezet kapott a fejlesztésekkel és önállóan immár csak rájuk hárult, hogy hogyan látják el a hadsereget ballisztikus rakétákkal. Nem sokkal később szabadon engedve a német csoportot, a szovjetek vissza is telepítették őket Németországba.
Az R–2 fejlesztési folyamata az R–2E változattal (E=ekszperimentalnij, azaz kísérleti) indult. Koroljov először építtetett néhány olyan rakétát, amely még nem kapta meg az RD–101-et, de minden más fejlesztési elképzelést megvalósítottak rajta. Ezeket egy R–1-es tesztre elvitték Kapusztyin Jarba és a 20+20 felbocsátott rakéta között ott volt 5 db R–2E is. Az öt rakéta közül négy mind túlszárnyalta az R–1-esek repülési teljesítményét 500 km feletti repüléssel (sőt, ezek a rakéták a parabolapályájuk tetején mind túllépték a világűr 100 km magasan meghúzott határát).
Ezután Koroljovnak még egy évébe telt, mire teljesen összeállt az NII-88-ban a kész R–2, immár integráltartályokkal, RD–101-essel és minden más új elemmel. A típust 1950 októberében vitték el Kapusztyin Jarba és a legelső példányt 1950. október 21-én bocsátották fel. Az első rakéta repülése totális kudarc volt. A második elérte ugyan a 600 km-es hatótávot, csak teljesen rossz irányba repült. A mérnökök mindenáron javítani akarták a hibákat a helyszínen, de ahogy haladt előre a teszt, csak egyre rosszabb eredmények születtek. Végül összesen 12 rakétát indítottak, de csak a „valaha volt legsikertelenebb tesztsorozat” értékelést sikerült elérni, a 12-ből egyetlenegy rakéta sem érte el a célkörzetet. Azonban volt pozitív hozadéka is a sok kudarcnak: a hibákból rengeteget tanultak és a későbbi rakétafejlesztésekre nagy hatással voltak az ennél a rakétánál tanultak. A szovjetek ezzel léptek át a V–2/R–1 esetében tapasztalt másolásból a valódi rakétafejlesztés térfelére
A hibák javítása 9 hónapot vett igénybe, amikor 1951. júliusában visszatértek Koroljov vezetésével újratesztelni a típust. Az első rakéta július 2-án startolt és végül összesen egy 13 dab-os szériát indítottak útjára a mérnökök, amelyből 12 sikeresen eltalálta a kijelölt célkörzetet, nagyon is biztató eredményt mutatva. Ezt követte egy 18 darabos tesztindítás sorozat, amelyből 14 lett sikeres. Az R–2-t így szériaéretté lehetett nyilvánítani. Az első darabokat 1952-ben kapták meg a rakétacsapatok, még tesztelésre, majd 1953-ban megtörtént a típus éles hadrendbe állítása is.

### R–3
Az R–3-as ballisztikus rakéta története 1947-ben kezdődött és végül egy soha meg nem valósult – pontosabban eredeti formájában soha, de R–5 néven később, kissé más műszaki tartalommal megvalósult – katonai eszköz lett. A Szovjetunióban a rakétafejlesztés hajnalán hamar nyilvánvalóvá vált, hogy az R–1/A–4 aligha elegendő harcászati értékű, mivel az ország következő harci ellenfele az Amerikai Egyesült Államok lesz, amelynek elérésére a rakéta alkalmatlan. A kibontakozó hidegháború nyilvánvalóvá tette, hogy olyan rakéta kell, amellyel el el lehet érni az amerikai kontinenst, azaz egy interkontinentális ballisztikus rakéta. Sztálin ezért 1947-ben felkérte Szergej Koroljovot, hogy készítsen egy tanulmányt, amely egy 3000 km hatótávolságú rakétáról szól – bár a 3000 km még messze nem elég Amerika eléréshez, de az éppen előkészületben levő R–1-hez képest 10-szeres hatótáv növekedést jelentett volna –. Koroljov az utasításhoz hűen el is készítette a tanulmányt, ám az jóval bővebb tartalmú lett és lényegében a bármilyen, hosszú hatótávú (a Föld bármelyik pontját bombázni képes, vagy éppen a világűrbe kijutó) hordozórakéta tervezési elveit fektette le benne, amely később alapműként szolgált az ilyen jellegű fejlesztéseknél. Ebben szerepelt a klasszikus, többfokozatú, a fokozatokat tandem szerelésben alkalmazó rakéta, külső üzemanyag-tartályos változatú hordozóeszköz, vagy a később a Szputnyikokhoz ténylegesen megvalósuló oldalsó gyorsítórakétás verziójú rakéta számbavétele is. Az egész tanulmánynak csak egy rövidebb alfejezete volt maga a 3000 km-es hatótávú, R-3-as sorozatjelet kapó rakéta.
Az R-3-as megmaradt volna a klasszikus, egy rakétafokozatban egy hajtómű építési elvű változat, viszont minden más fejlesztési elképzelést kipróbáltak volna rajta:
- mindkét tartálya integráltartály lett volna, azaz teherviselő funkcióval nem a rakéta belsejébe szerelve, hanem maga lett volna a rakéta szerkezete (további súlycsökkenéssel).
- új farokvezérsíkokat kapott volna, amelyek az elődtípuson nehezek voltak és ráadásul az aerodinamikai anomáliák nagy többségét okozták.
- legnagyobb változásként az alkoholt, mint hajtóanyagot felváltotta a kerozin, ami vadonatúj hajtóművet feltételezett. A hajtóanyagok karakterisztikája közötti különbség 20% tolóerő többletet tett hozzá a dizájnhoz.
- a Glusko tervezte új, RD-110-es hajtómű, vagy alternatívaként a Polijarnij tervezte D-2 is beépíthető lett volna, immár 120 tonnányi tolóerővel.
- optimalizálták az irányító berendezések elhelyezését.
- másképpen oldották még a kiürülő tartályok feltöltését,
- új irányítórendszert kapott.
- méreteiben 27 méter magas, 3 méter átmérőjű lett és hetvenegy tonnát nyomott és egy három tonnás robbanófejez hordozott volna.[71]

Végül ez a projekt lett az addigi legnagyobb, legkomplexebb és legköltségesebb fejlesztési projekt a Szovjetunió történetében, ám a nehézségek miatt sosem jutottak el egy végtermékhez. Új anyagokra, új tervezési és új gyártási eljárásokra lett volna szükség, amelyek meg sem születtek, olyan gyártókapacitások kellettek volna, amelyekről szó sem volt korábban. Ráadásul a hadsereg is fanyalogva fogadta, mivel a 3000 km pont az volt, amire már, vagy még nem volt szükség (Európán belül túl sok, Amerika eléréséhez túl kevés lett volna). De a legnagyobb probléma az volt, hogy Glusko képtelen volt az RD–110 fejlesztése során az égéstérbeli instabil égésen túllépni, amelye az alkoholról kerozinra való váltás okozott. A végén úgy döntöttek a tervezők, hogy míg magukra az anyagokra, eljárásokra irányuló kísérletekre szükség van továbbra is és azok jük lesznek későbbi fejlesztéseket megalapozni, sőt folytatni kell a további kísérleteket, magát a rakétát nem fogják megépíteni. Ez a végül sikertelen fejlesztés juttatta el a Szovjetuniót és Koroljovot az igazán nagy hatótávolságú rakéták fejlesztéséhez.

### R–7

#### Fejlesztése
Az R–7 vagy ahogy általában beszéltek róla, a Szemjorka, (am. Hetes), illetve az a rakétacsalád, ami kifejlődött belőle tekinthető Koroljov élete főművének és egyben akár a szovjet, akár a világ űrrepülésének egyik legnagyobb hatású eszközének. Az R–7 megszületésének igénye visszamutat az R–1-ről való továbblépés körüli döntéshez, oda ahol még csak az igény fogalmazódott meg: el kell érni Amerikát egy szovjet rakétával, hogy az atomfenyegetéssel megtörjék az amerikai atommonopóliumot. Másik komponensként Igor Kurcsatov vezetésével a szovjetek is megalkották a maguk atombombáját, amelynek első példányát 1949. augusztus 29-én robbantották fel Kazahsztánban. Mindenképpen kellett hozzá egy potens hordozóeszköz, amellyel a valós nukleáris fenyegetést lehetett közölni az ellenféllel. Még Sztálin volt, aki megfogalmazta az ehhez fűződő követelményt: egy 1-10 tonna közötti robbanófejet kell 5000 – 10 000 km távolságra juttatni, később tovább finomodtak a paraméterek 3-5 tonna közötti robbanófejre és 7000 km-es hatótávval (azért csökkent a maximális hatótáv, hogy a hordozott tömeg növekedhessen, illetve mert a 7000 km-be éppen belefért Amerika keleti partja, New Yorkkal, vagy a főváros Washingtonnal).
Ehhez a rakétához már nem volt elegendő, hogy az egyfokozatú, egyetlen hajtóművet használó technológiát tökéletesítgessék tovább, abból soha nem lehetett volna kihozni a kellő teljesítmény. Koroljov ismét elkezdte gyűjteni az ötleteket, amelyeket összeépítve eljuthatott a célig. A legkézenfekvőbbnek a több hajtóműves kialakítás tűnt. Ezt az NII-4 tervezőiroda vezetője, Mihail Tyihonravov dolgozta ki nem sokkal korábban és a megoldásnak a „csomag-séma” nevet adta. Ez lényegében megegyezett az Atlanti-óceán túlpartján Wernher von Braun által feltalált elvvel, csak ott cluster kialakításnak, azaz a hajtóművek csokorba kötésének hívták. Ez azt jelentette, hogy több hajtóművet szereltek bele egyetlen fokozatba és összehangolták a működésüket, így sokszorozva meg a rakétafokozat tolóerejét. Koroljov ehhez összegyűjtötte a lehetséges hajtómű variánsokat, majd a Szovjet Tudományos Akadémia Msztyiszlav Keldis által frissen alapított Alkalmazott Matematikai szekciójához fordult, hogy végezzék el a számításokat, hogy melyik összeépítés lenne a legoptimálisabb. A megoldás az lett, hogy 5 db elméleti R–3-as csomag-sémába fogásával és kis módosításával 7,5 km/sec égésvégi sebesség érhető el, kis híján a Föld körüli pályára állás sebessége. Ehhez a kis módosítás a számítások szerint azt mutatta, hogy egy központi rakétatestbe a Valenytyin Glusko fejlesztette RD–108-at kell ültetni, míg a rakétatest köré 4 db RD–107-essel gyorsító fokozatokat kell szerelni (a két hajtóműtípus lényegében megegyezett azt leszámítva, hogy hány irányszabályozó Vernier hajtómű és milyen mértékű gázsugárkormányzás vált lehetővé általa). Az öt hajtómű a startkor egyszerre működött, majd a négy gyorsítófokozat az emelkedés közben leállt és csak a központi fokozat repült tovább, egészen a pályára állásig.
1953-ban két nagy változás is segítette Koroljov munkáját. 1953. március 5-én meghalt Joszif Sztálin és a megüresedett posztjáért hatalmi harc indult, amelynek végén a rakétafejlesztések Nyikita Hruscsov fennhatósága alá kerültek. Hruscsov létrehozta a Közepes Gépipari Minisztériumot, mint az ügyet összefogó szervezetet, amelynek Koroljov hivatalosan alárendeltje lett, ám a sztálini gyakorlattal megegyezően a legtöbb esetben Koroljov közvetlenül az időközben pártfőtitkárrá emelkedő Hruscsovval egyeztetett. Ennek hallatlan nagy előnye az azonnaliságon és az információ esetleges torzulásain kívül az volt, hogy Hruscsov rajongott a high-tech dolgokért, így különösen a rakétákért is. A másik fontos esemény 1953. augusztus 12-én történt, amikor Szemipalatyinszkban a Szovjetunió felrobbantotta saját első hidrogénbombáját, az RDSZ–6sz-t. Az amerikaiak addigra már rendelkeztek a saját hidrogénbombájukkal és a Wernher von Braun fejlesztette, 2700 km hatótávolságú Redstone rakétával, amellyel a Szovjetuniót körülvevő támaszponthálózatról lényegében a teljes Szovjetunió bombázásának lehetősége az amerikaiak kezébe került. Erre az egyetlen logikus válaszlépés az lehetett, hogy viszont-fenyegetésként az Amerikát is elérni képes ICBM rakéta fejlesztését favorizálják. Hruscsov ezt meg is tette politikai szinten. Egy kormányhatározatban rögzítették, hogy a hidrogénbomba által megkívánt paraméterekkel épüljön egy interkontinentális ballisztikus rakéta, amely hivatalosan is az R-7 jelet és a 8K71 ipari kódot kapta.
Koroljov munkássága elismeréseként 1953-ban beléphetett az SZKP-ba, ugyanebben az évben a Szovjet Tudományos Akadémia levelező tagja lett. 1957. április 19-én rehabilitálták őt, elismerve, hogy büntetése igazságtalan volt.
Az R–7 fejlesztése közbeni intermezzo volt, hogy az R–3-as elvetett fejlesztési alapjain a Szovjetunió, Koroljov vezetésével mégiscsak kifejlesztett egy, a Redstone-hoz hasonló, ún. közepes hatótávolságú ballisztikus rakétafegyvert, az R–5-öt, amelynek sikeres, egy atomrobbantással egybekötött (Bajkál fedőnevű) tesztjére 1956. február 2-án került sor. A sikeres atombombázási teszt, amellyel elméletben Nyugat-Európa jelentős része sakkban tartható lett, jelentős mértékben emelte Koroljov ázsióját. A szovjet vezetők (Hruscsov, Bulganyin, Molotov, Kaganovics) sorra látogatták a kalinyingrádi gyárat, ahol a rakéta készült Koroljov vezetése alatt és a rakétatervező megkapta a Szocialista Munka Hőse kitüntetést. Informális hozadéka volt ezeknek a találkozóknak, hogy Koroljov nyíltan elkezdhette propagálni régi, még a GIRD-ből hozott álmát, a világűr elérését, amelyhez az eszköz lassan megvalósulni látszott, csak politikai és pénzügyi támogatást kellett szerezni hozzá.
A fejlesztés legnagyobb problémáját a szükséges hajtómű jelentette. Ennek tervezését az OKB–456 tervezőiroda kapta, Valenytyin Glusko vezetése alatt. A fejlesztés elakadt ott, hogy Glusko nem volt képes úrrá lenni az égési instabilitáson. A probléma abban állt, hogy a működés során nagy nyomás keletkezett, amelynek elviselésére vastag faló égéstérre volt szükség, de nagy hő is, amelynek hűtéséhez éppenhogy vékony falú. Ezt az ellentmondást nem sikerült feloldani Gluskonak, az instabil égés pedig elfogadhatatlan volt. A megoldást Koroljov irodáján találta ki Alekszej Iszajev: több részre kell osztani az égésteret, elosztva a nyomást és a hűtést. A megoldást átvéve Gluskoék sikeresen építették meg a hajtóművet, illetve mindjárt két altípust, az RD–107-et és 108-at. Az így előállt rakéta elméletileg a hidrogénbomba 5,5 tonnás tömegét 8000 km-re volt képes elrepíteni. Másik probléma volt a rakéta kormányzása. Az R–1-től kezdve a szovjetek hagyományosan a rakéta kormányzását grafitból készült aerodinamikai felületekkel oldották meg, ami ennél a típusnál több okból is – egyrészt nem tolerálta jól a hőt, márpedig a rakéta tervezett sebessége miatt nagy hőterhelésnek volt kitéve, másrészt a rakéta pályája elérte a 100 km-es magasságot, így a pálya egy nagy részén az aerodinamikai felületnek semmilyen hatása nem volt – problémát jelentett. Alternatívaként vetődött fel a gázdinamikai kormányzás (kis Vernier hajtóművek alkalmazása), amit Koroljov először elutasított. Ám a tervezőirodáján éppen az egyik helyettese, Vaszilij Misin lett olyan lelkes az ötlettől, hogy hamarosan megfelelő megoldással állt elő. Utolsó nagyobb problémaként pedig a rakéta irányítása merült fel. A rakétának el kellett repülnie 7–8000 km-t, majd ott tűpontosan kellett megtalálnia a célt és leválasztani a robbanófejet úgy, hogy az pontosan találjon be a célpontba. Az R–1-nél erre a német A–4 inerciális navigációs rendszerét alkalmazták, de 8000 km-en ez egyszerűen használhatatlan volt. Ezért végül egy hibrid, inerciális és rádiótávirányítású rendszert alkalmaztak: felszálláskor csak az inerciális rendszer működött, amely elnavigálta a rakétát „nagyjából” a célkörzetbe – amit a hajtóanyag kifogyása jelzett –, ahol aztán átkapcsoltak rádióirányításúra, amely elvégezte a pontos végső iránybeállításokat.
Az R–7-es fejlesztési folyamata közepette Koroljov tervezőirodáját átszervezték. Az NII-88-ból kivált OKB–1 néven a rakétafejlesztéssel foglalkozó csoport, élén Szergej Koroljovval és ennek az új szervezetnek kizárólag a rakéták jelentették a feladatot a továbbiakban.

#### Bajkonur

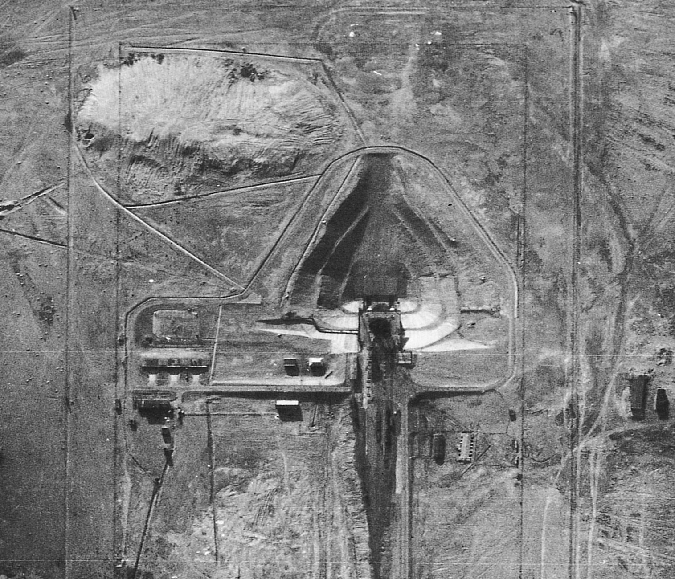
Töretamban az R–7-esek indítóállása egy CIA U–2 fotón

Az R–7-hez kellett egy új rakétalőtér is, pontosabban egy indítóhely, hiszen a 7–8000 km-es hatótávval nem volt a Szovjetuniónak olyan pontja, amely alkalmas lett volna ahhoz a kritériumhoz, hogy az indítás és a földet érés pontjai is beleférjenek és baleset esetére ne legyen közben semmi a röppálya alatt, sőt ezzel a távolsággal a legtöbb irányban ki lehetett lőni a mégoly hatalmas országból is. Ehhez felállítottak egy követelményrendszert, amely elsősorban a titkosságot szolgálta, hiszen az amerikaiak felderítése a Szovjetunió határai mentén felállított bázisokról mélyen belátott az ország belsejébe is és megfigyelhette volna egy ICBM létrehozására irányuló kísérleteket. Az addig alkalmazott Kapusztyin Jar például ezért nem lehetett a helyszín, mivel az USA törökországi bázisairól könnyedén meg lehetett figyelni az ottani tevékenységet. A helyet végül a hadsereg a Kazahsztán-beli Töretam falu mellett találta meg, Bajkonur várostól kb. 370 km-re (a kor szokásos titkolózása miatt viszont később a Bajkonur nevet választották neki, hogy aki esetleg keresné, azt félrevezessék). A hely neve hivatalosan 5-ös számú Tudományos Kutatási és Teszt Lőtér lett, oroszul NIIP-5.
Azt, hogy mit építsenek meg azen a helyen, azt ismét Koroljov, illetve az OKB–1 mondta meg. A rakéta összeszerelése és indítás kemény diónak mutatkozott. Az R–7 egy 37 méter magas és feltöltve 280 tonnás monstrum volt. odaszállítani lehetetlen volt, mindenképpen a helyszínen kellett összeszerelni. Ehhez összeszerelő épületek kellettek, valamint egy vasúti vágány, amellyel az épülettől az indítóállásba vontathatták az elkészült rakétát. Kellett egy óriási betonteknő, amely az indításkor a rakéta kicsapó lángját és a vele érkező tolóerő erejét „kezelte” és a legbonyolultabb szerkezet, kellett az indítóállás betonteknőjének tetején egy olyan alkalmatosság, amely az indítás pillanatáig fogta a rakétát, hogy azon szerelési műveletek folyhassanak, vagy éppen az üzemanyaggal feltöltés megtörténhessen. ez utóbbi volt a legbonyolultabb egység, amelyet Koroljov Vaszilij Misin ötletéből állított talpra. Az ötlet a következő volt: az indítóállás nagy platformja középen lyukas – a kicsapó lángnak – a négy sarkára állítsunk négy támkart, amelyeket behajtogatva az átlók mentén, a rakéta derekánál (egész pontosan a tömegközéppontjánál) fogják meg a rakétát. A startkor ezek a karok – hogy véletlenül se tegyenek kárt az emelkedő rakétában – virágszirmokként kihajlanak oldalra, szabaddá téve az utat a rakéta előtt, amely így emelkedhet a magasba. A támkarok szeniális módon nem hidraulikusan nyílottak, hanem egy ellensúlyos rendszer biztosította a nyitás, amely ráadásul egyszerre történt meg, ezzel bolond- és hibabiztossá téve a azt.
Az indítóállást 1956. május 15.-június 15. között tesztelték le, de még nem R–7-tel, hanem egy R–5R-rel.

#### Tesztek
1957 tavaszán megkezdődtek az első tesztpéldányok gyártási munkálatai is. Ezek során az összeszerelést végző munkások kezdték el a gyártmányt kedvesen becézni, Szemjorka (kb., a „jó öreg heteske”, vagy egyszerűbben, „heteske”) néven, amely becenév később ráragadt a rakétára. Az első tesztpéldány 1957. május 1-jén érkezett meg Töretamba. Május 4-én Koroljov javaslatára egy startszimulációt, afféle jelmezes főpróbát tartottak, amikor kivitték az indítóállásba a rakétát és felállították függőlegesbe, majd csatlakoztatták. A próba jól ment, egyedül a vészhelyzeti jelzőrendszer működött rosszul, egy gondatlan kezelő miatt nem indult be, majd amikor később megtalálták a hibásan maradt kapcsolót, beindult és rendeltetésszerűen vízzel árasztotta el az irányítóhely bunkerét, bőrig áztatva a próbára megjelent magasrangú politikusokat és katonákat.
Május 6-án – megismételve az előző tesztet – ismét kivontatták a rakétát az indítóállásba és felállították, amelynek során hagyományt teremtettek: Koroljov, a rakétafejlsztésekért és indításokért felelős katonai vezető Mitrofan Nyegyelin marsall és az NIIP-5 katonai parancsnoka, Vaszilij Rjabikov gyalog követték az útján a rakétát az indítóhelyig, amely hagyományt később is követték minden indításkor. Ezúttal minden tökéletesen működött. Ennek alapján ki is jelölték az első start időpontját 1957. május 13.-18. közé. Majd május 14-én este másnapra tűzték ki a startot 15:00-ra (a követelmények között volt, hogy az indítóhelyen világosnak, míg a Kamcsatka-félszigeten levő célkörzetben már sötétnek kellett lennie, hogy látható legyen az izzó fényben leérkező harci fej makett és lehetőleg ott már minél közelebb kellett lenni az éjszakához, megnehezítendő az esetleges amerikai megfigyelők dolgát). A rakéta aztán terv szerint el is startolt, ám csak 98 másodpercig tartott az útja, az egyik gyorsítóhajtómű leállását rögzítették a műszerek. Később, a roncsok 400 km-es távolságból, a sztyeppéről történő begyűjtésekor derült ki, hogy a hajtómű nem leállt, hanem az egész hajtóműgondola leszakadt a rakéta oldaláról, majd az így aszimmetrikussá vált rakéta darabjaira tört és lezuhant. A következő próbát majd egy hónap múlva tűzte ki Koroljov javaslatára a próbákat felügyelő állami bizottság. 1957. június 9-én azonban a rakéta az indítóasztalról sem tudott elemelkedni. Egy szelep maradt zárva, aminek pedig ki kellett volna nyitnia. A javítás után június 11-én újrapróbálkoztak a starttal. Ugyanaz a hiba merült fel még egyszer. A három kudarc mély nyomot hagyott Koroljov csapatán: a rakétatervező jellemhibája volt, hogy nehezen ismerte be a saját hibáit és mindenki mást kezdett hibáztatni. A következő startra a hibajavítások után 1957. július 12-t tűzték ki. Ezúttal sikeresen elstartolt a rakéta, ám csak 33 másodpercig tartott a normális repülés, akkor a telemetria azt rögzítette, hogy a rakéta gyorsan pörög a hossztengelye körül és a gyorsítórakéták hajtóművei leálltak (persze nem leálltak, hanem mind a négy gyorsító rakéta gondola leszakadt a pörgés erőitől). A sorozatos kudarcok még mélyebbre lökték a morált, sőt a politikai vezetéstől olyan jelek kezdtek érkezni, hogy akár az egész rakéta projektet hajlandók leállítani a kudarcok miatt. Ekkor Koroljov taktikát váltott. Beáldozva saját hiúságát és felhagyva a másra mutogató stílussal magára vállalta a hibákat és közben nagyon udvariasan közelítette meg a próbákban részt vevő társszerveket a hibák minél hatékonyabb és gyorsabb kijavítása érdekében.
1957. augusztus 21-én újabb rakéta – az Mi–8 gyártási számú – példány állt ismét az indítóasztalon. A startjára a megszokott délutáni időben került sor és a rakéta ezúttal elrepült egészen Kamcsatkáig, ahol a kiküldött megfigyelők sikeresen figyelték meg az izzva visszatérő harci fej makett pályáját az éjszakai égen. Öt nappal később a TASzSz bejelentette a világnak, hogy a Szovjetunió felbocsátotta a világ első interkontinentális ballisztikus rakétáját.

## A világűr elérője
Sok forrás említi Koroljovot – tévesen – úgy, mint az első tervezőt, aki elsőként küldött egy tárgyat a világűrbe úgy, hogy ezt az elejétől a végéig ő valósította meg. Koroljov ehelyett inkább az élére állt egy már meglévő kezdeményezésnek, amelyet végigmenedzselt az alapötlettől, a tervezésen át egészen a kivitelezésig, amelynek végén egy ember alkotta tárgyat sikerült a világűrbe juttatni, elsőként a világon. Erre a teljesítményre alig két hónappal azután került sor, hogy a Szemjorkával a világ első interkontinentális ballisztikus rakétájával – a világűrbe jutás kulcs eszközével – sikeres repülést végeztek. A két esemény közelsége szintén azt sugallja, hogy az utóbbi egyenes folyomány az előzőnek, de inkább egy másik történetszál véletlen időzítésű bekövetkezése.
Az „érjük el a világűrt” ötlet még az 1930-as évek GIRD-jéből származott és ott Koroljov is részese volt. Azonban később hosszú időre a hadsereg vette át az erre a képességre vonatkozóan és ők a rakétafegyver kidolgozását engedték egyedül megvalósulni és csak az ehhez szükséges források biztosításáról lehetett szó. Ezért a GIRD 1933-as katonai átvételétől egészen a második világháború utánig ez az ötlet teljesen elhalt. Először az 1940-es évek végén Mihail Tyihonravov vette fel újra a fonalat és írt róla értekezést, illetve kezdett róla előadásokat tartani. Egy ilyen előadáson találkozott vele Koroljov, aki még a GIRD-es időkből ismerte őt. Tyihonravov szintén rakétatervező volt, az NII-4 iroda vezetőjeként, ahol mint vezető mérnök megalakított egy kutatócsoportot a téma kidolgozására. Koroljov és Tyihonravov találkozásából indult aztán útjára az ötlet, hogy előbbinek sokkal jobb kapcsolatai vannak ahhoz, hogy esetleg kijárhassa az állami támogatást, cserébe azt kérte, hogy Tyihonravov részletesebben dolgozza ki az ötletet. Ezek az elképzelések kezdetben a soha meg nem valósult R–3-as rakétán alapultak és Sztálint próbálta meggyőzni Koroljov, aki nem volt fogékony az ötletre.
A következő lépést az 1953-as év hozta el az ügy számára. Koroljov továbbra is bátorította Tyihonravovot, hogy a kidolgozott ötletet publikálják és az így „látványossá tett” programmal próbálkozzanak a politikai döntéshozóknál. Tyihonravov ezért készített egy demonstrációs anyagot és elment a rakétafejlesztéseket összefogó szervezet, a Közepes Gép Ipari Minisztérium illetékeséhez. A demonstrációs anyag egyik része olyan újságkivágásokat tartalmazott, amelyek azt taglalták, hogy Amerikában milyen ilyen irányú erőfeszítések történnek és levonható volt a következtetés, hogy a szovjetek le vannak maradva a témában. Ez az érvelés hatott és az ügybe bevont Honvédelmi Minisztériummal karöltve Tyihonravov hamarosan kapott egy kétéves támogatási programot, amely alatt a témán dolgozhatott csoportjával. Koroljov azonnal bekapcsolódott a csoport munkájába és bevonta Msztyiszlav Keldist és a Szovjet Tudományos Akadémiát a munkába. Ekkor már az R–7-es kifejlesztése eldöntött kérdés volt, de Koroljov még magasabbra tette a tétet. Fogta az R–7-est, mellévette a Tyihonravov-csoport eredményeit és levelet írt Nyikita Hruscsovhoz támogatásért (mivel megérezte, hogy Szálin halálával alapvetően megváltozott a politikai környezet és Hruscsovval egy támogató vezetőre találtak). Ez volt az első alkalom, hogy valaki hivatalosan támogatást kért a kormányzattól űrkutatási programhoz. Fogta az R–7-est, mellévette a Tyihonravov-csoport eredményeit és levelet írt Nyikita Hruscsovhoz támogatásért (mivel megérezte, hogy Szálin halálával alapvetően megváltozott a politikai környezet és Hruscsovval egy támogató vezető. A levélből azonban gondos kezek kicenzúrázták a fontos részeket, így a kezdeményezés a bürokrácia útvesztőiben elveszett. Koroljov ekkor taktikát váltott. Úgy gondolta, nem lehet ő egyszemélyes hadsereg, támogatókkal felvértezve kell újrapróbálkozni. A támogatói a Tyihonravov-csoport tudósai és Keldis akadémiájának tudósai lettek, akikkel a háttérbe Dmitrij Usztyinov védelmi minisztert keresték meg. Usztyinov nem volt lelkes, de kért egy írásos összefoglalót a témáról. Koroljov pedig szólt Tyihonravovnak, hogy készítsen el egy vázlatot, amit aztán Koroljov, majd Glusko, majd azután Keldis is lektorált, továbbszerkesztett – természetesen mindenki aláírta és pecséttel látta el –, majd így adták be elbírálásra. Azonban az iratot nem csak Usztyinov kapta meg, hanem megküldték a rakétakérdés polgári felügyeletét ellátó Közepes Gépipari Minisztériumhoz is. A dolog mellé az ügy kapott egy váratlan támogatót is: Dwight Eisenhower amerikai elnököt. Az amerikai elnök bejelentette, hogy országa a Nemzetközi geofizikai év keretében fel fogja bocsátani a világ első műholdját. Koroljovék anyaga amúgy is arra volt kihegyezve, hogy az amerikaiak már dolgoznak a maguk projektjein, így valakinek megakadt a szeme a javaslaton és Georgij Malenkovnak küldte el, aki úgyszintén nyitott volt rá. Koroljovék javaslata két részből állt, rövidtávú és hosszútávú teendőkből. A rövidtávúak tartalmaztak egy műholdra vonatkozó tervet. Malenkov azt kérte, hogy dolgozzák ki teljes körűen a rövidtávú teendők javaslatait és tárják a Párt elé. Ezzel megvolt a formális engedély egy műholdat létrehozó program elindítására, amely engedély aztán 1956. január 30-án a 149-88. kormányhatározatban öltött testet.

### A műhold
A kormányhatározat – természetesen úgy, hogy a tartalmát lényegében Koroljov mondta tollba – háromféle műholdopció kidolgozását javasolta:
- Object–D: azaz egy általános műhold, kb. 1,3 tonna tömeggel és kiterjedt műszerezettséggel (a nevében levő D betű a cirill ABC-ből vett sorrend szerint az ötödik eszközt jelentette, amit az R–7 rakéta hordozhat, az első négy, A, B, V, G már foglalt volt nukleáris robbanófejek számára)
- Object–MPSz: ahol az MPSz jelentése, Malij Prosztejsij Szputnyik, vagyis „legegyszerűbb kicsi műhold” volt. Ez egyfajta B-tervet jelentett, ami a nagyobb műhold megvalósulásának nehézségei esetén gyorsan és egyszerűen indítható volt, ha a körülmények úgy hozták.
- Object–OD: ahol az O, Orientyirujemnüjt, azaz irányíthatót jelentett, de a mélyebb jelentése az volt, hogy ember ülhet a fedélzetén és irányítani is képes. Ez inkább volt egy távolabbi cél, mint valós alternatíva az első felbocsátáshoz.

A műholdat nagy tudományos együttműködésben, de Koroljov által összehangoltan készítették. Ám már az Akadémiának a műhold tudományos programjának kidolgozására is hosszabb időre volt szüksége és a fejlesztés elkezdett csúszni. Időközben aztán az Egyesült Államok hadserege 1956 szeptemberében felbocsátotta a Jupiter–C rakétáját Cape Canaveralről, és az eseményt övező hírek arról tudósítottak, hogy ha a rakétának lett volna még egy kis végfokozata, akkor már alkalmas lett volna egy kisebb műhold pályára állítására is. Koroljov meg volt győződve róla, hogy ez az amerikaiak próbálkozása az Eisenhower által bejelentett műhold felbocsátásának előkészületeként és lemaradásba kerültek. Tetézte a bajt, hogy az R–7 tesztjei is azt mutatták, hogy a rakéta csak papíron tudja teljesíteni a műhold tömegének megfelelő működést, a valóságban azonban kissé alatta marad annak, így az Object-D-t nem lehetne az űrbe juttatni vele. Ekkor javasolta Tyihonravov neki, hogy inkább bocsássák fel elsőre az Object–D helyett az Object–MPSz-t. Koroljov ekkor elhagyta a szerkezet nevéből az „M” betűt és utasítást adott a kollégáinak az „egyszerű műhold” előállítására.
1957. január 5-én Koroljov le is jelentette az állami szervek felé, hogy megváltoztatta a tervet és két 40–50 kg közötti műholdat fog felbocsátani 1957 áprilisa és júniusa között. Emellett utasítást adott az OKB–1-en belül, hogy mindennek ott, az ő üzemükben kell készülnie, semmilyen külső beszállítóra nem támaszkodhatnak. Ezek alapján aztán szép lassan – az R–7-es első kudarcai miatti csúszásait kihasználva maga is lassabban a tervezettnél – összeállt a kis műhold. A mérnökök eredetileg kúpos formát javasoltak, de végül Koroljov döntötte el, hogy gömb alakú legyen. Eredetileg 1 m átmérőjű lett volna, aztán megállapodtak az 58 cm-nél. Kialakultak a műszerek, a mérési metódusok, a rádiójelek (amelyek a hosszukkal és frekvenciájukkal egyébként a a híres „bip-bip” jelek formájában magukat a mérési eredményeket is közvetítették). Amikor az R–7 sikerének híre érkezett Töretamból, azonnal megkezdődött a szonda összeépítése.

### R–7 OK71PSz
Az egész műholdinítás kulcsának a hordozóeszküz számított és természetszerűleg ehhez Koroljov és a Szovjetunió kezében egyetlen eszköz volt, az R–7 ICBM. A Föld körüli pályához azonban kissé más karakterisztika szükségeltetett, mint egy atomtöltet óceánokon átívelő reptetéséhez, így kissé át kellett építeni az atomhordozóként éppencsak sikert arató szerkezetet. Eleve a rakéta határozta meg azt is, hogy nem a nagy, hanem az egyszerű kis műholdat viszik fel elsőként. Az 1957 nyarán végzett statikus hajtóműtesztek során akárhogy próbálták, nem jutottak tovább 304 másodperces égésidőnél, pedig a Föld körüli pályára álláshoz 309-310 másodperc kellett. A rakéta egy óriási parabolaívet repült volna, akár Európába átlőve, csak éppen a Csendes-óceán felől, de nem tudta volna a műholdat a Föld körüli pályára álláshoz szükséges első kozmikus sebességre gyorsítani. Ezért lett a könnyebb műhold a választás, mert ahhoz elég volt a 304 másodperc is.
Amikor a töretami teszteken sikert aratott az atomhordozó változat, azonnal nekiláttak a műholdhordozó változat átépítéséhez is. Ehhez a Szemjorka tetejéről kiszereltek egy 300 kg-os rádióegységet, egy kicsit finomhangolták a hajtóművek égésidejét, leszerelték a vibrációmérő egységet, kicserélték a harci fej leválasztó egységét egy olyanra, amely a rakéta és a műhold szétválasztására alkalmas és egy teljesen új orrkúpot kapott a rakéta amely egyszerre helyettesítette a robbanófejet és fogadta magába a műholdat. A rakéta így 29,167 méter hosszú lett, majdnem 4 méterrel rövidebb, mint az interkontinentális rakéta változat. A rakéta új jelzést is kapott: 8K71Psz.

### Szputnyik–1
A műhold indításának előfeltétele volt, hogy a katonai változatú R–7 még egy sikeres próbarepülésen essen át, amelyre 1957. szeptember 7-én sor is került. Ezt követően Koroljov formálisan is engedélyt kért a rakéta indításokat felügyelő állami bizottságtól a következő, immár űrstartra. Ez a bizottság 1957. szeptember 20-án ült össze Moszkvában, ahol Koroljov felszólalt és a startdátumot október 6-ban jelölte meg. Ezen az ülésen arról is határozat született, hogy a sikeres startról a TASzSz be fog számolni, a műhold első keringésének végén.
1957. szeptember 29-én Koroljov Töretamba repült, hogy felügyelje a startelőkészületeket, amelyek rendben zajlottak. A főkonstruktőr egyetlen félelme az volt, hogy az amerikaiak felbukkannak valahonnan a semmiből a saját kísérletükkel és megelőzik a szovjet műholdindítást, ezért úgy határozott – látva a sikeres előkészületeket –, hogy két nappal előrehozza, október 4-re a Szputnyik–1 startját. Október 3-án kivontatták a rakétát az indítóállásba és megkezdődtek a végső előkészületek (Koroljov arra intette a személyzetet, hogy a legkisebb rendellenesség esetén is inkább álljanak le, mert még az amerikaiak elsőbbségénél is rosszabb hír lett volna egy rakétarobbanás).
A startnak kissé furcsa rituáléja volt. A start gombnyomásra ment végbe, amely gomb aktiválásáért egy katona volt felelős, de az engedélyt, hogy megnyomhatja, Koroljov adta ki neki. 1957. október 5-én, éjjel 00:28:44 volt a helyi idő (moszkvai idő szerint még csak október 4. 22:28:44. míg UTC szerint 19:28:44), amikor megtörtént ez a jelzés. Megtörtént a felszállás, és csak egy kisebb rendellenesség lépett fel a telemetria szerint. A hajtómű végül 314,5 másodpercig működött és a PSz–1 műhold Föld körüli pályára állt. Ezt akkor erősítették meg, amikor egy keringést megtéve a műhold ismét átrepült a Szovjetunió felett és venni lehetett a műhold rádiójeleit. Kimérték a pályaadatait, ami a startnál tapasztalt kisebb hiba miatt eltért a tervezettől, de stabil ellipszispályát rajzolt. Még egy titkos telefonon jelentették Nyikita Hruscsovnak a sikert, majd a TASzSz is világgá kürtölte a hírt, amellyel végleg hivatalossá vált: a szovjet rakétaépítő csapat Föld körüli pályára állította a világ első műholdját.

## Koroljov = a szovjet űrprogram

Koroljov az első űr sikerek idején, 1960-ban

A szovjetek valójában nem vártak sokat a Szputnyik–1-től, azt csak afféle zsigeri odaszúrásnak szánták, borstörésnek Eisenhower elnök orra alá a Nemzetközi geofizikai évhez szóló bejelentése mellé. Ám a teljesítmény váratlanul óriásit robbant. Az amerikai sajtó hathatós segítségével az amerikai közvélemény váratlanul pánikként élte meg, hogy a fejük felett egy szovjet gép repül, háborítatlanul, vagyis a sajtónak sikerült szétterítenie az egész népességen azt az üzenetet, amit eredetileg csak a vájtfülűbbek értettek volna meg: a Szovjetuniónak az egész Földre kiterjedő atombombázási potenciál áll rendelkezésre. Az USA-ban kitört az ún. szputnyik-krízis. Teller Ede a következőképpen fogalmazta meg ezt az újdonsült érzést:
„a Szputnyik-1 felbocsátása a Pearl Harbori japán támadással egyenértékű hatással bír az Egyesült Államokra”.
Koroljov a műholdindítás másnapján szabadságra küldte az egész csapatát, ám Hruscsov, rádöbbenve a Szputnyik–1 váratlanul jött, hihetetlen propagandaértékére Koroljovot kezdte faggatni, hogyan lehetne fokozni a hatást. A Szovjetuniónak semmiféle terve nem volt a világűrbeli tevékenységre, pláne nem volt neki semmilyen űrprogramja, a Szputnyik csak egy egyszerű kísérlet volt. Hruscsov magához rendelte Koroljovot egy élménybeszámolóra a műholdindításról, amelynek végén megkérdezte, nem lehetne-e valami teljesítményt kitalálni a Nagy Októberi Szocialista Forradalom közelgő 40. évfordulójára. Koroljov válasza pozitív volt: fel lehetne juttatni egy műholdon egy kutyát. Ennek az előkészületei azonnal meg is kezdődtek – Koroljov visszarendelte az embereit a szabadságról – és munkába vettek egy amolyan átmeneti műholdat, amit úgy vettek munka alá, hogy az valóban átmenetet mutasson a PSz és a nagy Object-D műhold között. És mivel már más rakétákkal is végeztek állatkísérleteket korábban és a jövőben is szándékukban állt, kutyákból is állt rendelkezésre több példány, akit kísérleti repülésre lehetett küldeni.
A rohammunka eredményeként összeállt a Szputnyik–2 nevű műhold, egy Lajka nevű kutyával és 1957. november 3-án meg is történt a Hruscsov kérése szerinti rakétaindítás. A világ közvéleményének hazudtak a kutya sorsát illetően, de a ugyanez a közvélemény értesülhetett róla, hogy elképzelhetetlenül rövid időn belül a szovjetek megismételték – pontosabban a műhold bonyolultsága és tömege miatt messze überelték – az előző rakétaindítás nagyszerű teljesítményét.
Az újabb sikert követően ismét elhangzott Koroljov felé a főtitkári kérdés, hogy mivel lehetne folytatni a repülések sorozatát, amire Koroljov az Object–D (az eredetileg elsőnek szánt nagy műhold) felbocsátását javasolta. 1958. május 15-én felszállt a Szputnyik–3, magával víve a bődületes tömegű, 1327 kg-os műholdat. A rakétatervező az R–7 új változatával, a 8A91-gyel rukkolt elő ehhez a feladathoz (amelynek fejlesztési ötleteit a katonai, atomrobbanófej hordozón is kipróbálták. Kémiai maratással távolítottak el anyagot a tartályok belső felületéről, ezzel is könnyebbé téve a szerkezetet. A Tral nevű rádió-parancs kapcsolati rendszert kiszerelték a gyorsítófokozatokból, csak a végfokozatban hagyták meg, ezzel is további súlyt csökkentve. Megváltoztatták a fokozatok karakterisztikáját: a középső végfokozat tolóerejét 73 tonnáról 60 tonnára csökkentették, míg a gyorsítófokozatok tolóerejét a repülésük utolsó 17 másodpercében 25%-kal lehetett növelni. Emellett a fokozatszétválasztásnál használt leválasztó fúvókák visszaható erejét is csökkentették. Ezek a változtatások bőven elegendőek voltak a sohasem látott tömegű műhold problémamentes pályára állításához. Az Object–D óriási siker lett és a három szovjet műhold, amelynek ellenében az amerikaiak csak egyetlen-egyet, az aprócska Explorer–1-et tudtak felvonultatni, fényes győzelmet jelentett a szovjeteknek ezen a vadonatúj területen. Hruscsov fürdött a dicsőségben, Koroljov ázsiója pedig az egekbe emelkedett. Az csak egy másik kérdés, hogy azt a tényt csendben elhallgatta a szovjet tömegtájékoztatás, hogy a végül pályára állt óriásműhold igazából a második kísérletre jutott fel és csak a tartalék volt a végül feljuttatott eszköz, mert az első felbocsátáskor április 27-én Koroljov rakétája csütörtököt mondott és 96 másodperccel a start után egyfajta káros vibráció miatt darabokra tört és roncsként zuhant alá. A megsemmisült műholdat egy szerencsének köszönhetően – mivel az OKB–1 épített egy másodpéldányt is – pótolták és a világ előtt, mintha mi sem történt volna, felbocsátották (a lezuhant példányt pedig ha meg is figyelték az amerikaiak, nyugodtan rá lehetett fogni, hogy egy ballisztikus rakéta tesztje volt). Koroljov megítélésén ez a kis botlás mit sem változtatott.

### A Luna-sorozat
Nyikita Hruscsov nagyon rövid idő alatt átlátta, hogy a világ félelemmel teljes bámulattal szemléli a szovjet űrteljesítményeket, miközben az USA-ban a folyamatos szovjet sikerek a vereség érzését ültették el. Emiatt az űrteljesítményeket azonnal át akarta állítani propaganda üzemmódba, azaz minél több, minél nagyobb sikert elérni, ami egyre növelte országa presztízsét. Ez egyben azt jelentette, hogy az űrrepülések addig csak a hadsereg első számú célja – az atombombázási potenciál megteremtése és fejlesztése – mellett éppencsak megtűrt állapotból előléphetett. A téma megtűrt mivolta miatt eladdig semmiféle átgondolt, előre tervezett űrprogram nem futott a Szovjetunióban. Egyedül Koroljov fejében létezett elképzelés arról, vajon milyen teljesítménnyel lehet előrukkolni a világ előtt. Ki is alakult egyfajta közvetlen kapcsolat a pártfőtitkár és a főkonstruktőr között (mégha a normál szolgálati útvonalat követve kettejük között még jónéhány döntési szint és felelős vezető sorakozott vele). Hruscsov így közvetlenül tudott tájékozódni és irányítani a következő szovjet űrteljesítményt. A Szputnyikok után is feltette a pártfőtitkár újra a kérdést: „Szergej Pavlovics, mit küldhetnénk fel legközelebb?”. Koroljov válasza pedig egy új lehetőséget lebbentett fel: eljuthatnának a Holdra. Az engedély szinte azonnal megérkezett.
Koroljov javaslata egy olyan űrszonda volt, amely átlépve a második kozmikus sebességet, képes eljutni a Holdig, majd ott becsapódik az égitestbe, képletesen kitűzve a Szovjetunió zászlaját és címerét a Hold innenső oldalán. A szovjet lajstromban ez a műhold típus a Je nevet kapta, mivel ezt következett a cirill ABC-ben a D után. Ennek a repülésnek a kulcsa a második kozmikus sebesség volt, azaz a korábbi 7,9 km/sec helyett 11,2 km/sec. Koroljov erre azt a megoldást találta ki, amit Wernher von Braun is alkalmazott az első amerikai műholdnál: a meglevő rakéta, a Szemjorka tetejére még ráépít egy harmadik fokozatot, ami áthidalja a 7,9 és 11,2 km/sec közötti különbséget. Ez lett a Je–1 fokozat, ami a Je szondát a Holdhoz vitte. Ott pedig a cél a holdfelszínbe való becsapódás volt. Az egyetlen problémát csak az jelentette, hogy a fokozathoz nem volt hajtómű. Előbb Koroljov és Glusko erről való egyeztetésekor utóbbi egy vadonatúj UDMH (asszimetrikus dimetil hidrazin) hajtású gépet, az RD-109-est ajánlotta, amit még meg kellett tervezni, le kellett tesztelni és szolgálatba kellett állítani. Koroljov ezt nem fogadta el, mert erre nem volt idő. Ehelyett a saját iroda háza táján keresett megoldást. Az R–7-es RD–107-esét szedték darabjaira és kicsit másképpen összeépítve, egyszerűsítve rakták össze az RD–0105 hajtóművet, amelynek tolóereje az RD–107-ének a fele volt, de ez is elegendő volt a második kozmikus sebesség elérésére.

#### Luna–1
A sebtében összerakott eszköz azonban az egyik legnagyobb kudarcsorozatot hozta el Koroljovnak. Először 1958. szeptember 23-án bocsátották fel az első szondát, ám a rakétáról a repülés korábban is kritikusnak bizonyult 90. másodpercében leszakadtak a gyorsítófokozatok a rakétafejlesztők körében hírhedt pogo oszcilláció miatt és az egész szerkezet visszazuhant a sztyeppére. A pogo oszcilláció, avagy az öngerjesztő nyomásváltozások okozta vibráció az egykori rakétafejlesztők körében ismert jelenség volt és még nem találták meg az ellenszerét, így Koroljovnak sem volt ötlete ellene. Ezért a második Je–1-gyel szerelt rakétát úgy állították a startasztalra, hogy nem változtattak rajta, hátha csak egyszeri hiba volt az előző kísérletnél. 1958. november 10-én startolt a No. 2. számú holdszonda, amely a 104. másodpercben esett szét a levegőben. Ezek után találomra próbálták a gázáramlást egyenletesebbé tenni a rakétában néhány módosítással és 1958. december 4-én újabb holdszondát indítottak útnak. Ez sikerrel lépett túl a kritikus 90-100. másodperc közötti részen és nem jelentkezett a vibráció, ám ekkor a hidrogén-peroxid szivattyú kenése állt le, amitől az beállít és a hajtómű leállt az egész szerkezet lezuhanását okozva. A negyedik szonda előtt az volt a bíztató, hogy a pogo oszcilláció legalább nem jelentkezett az előző egységnél. Ennek a startjára 1959. január 2-án került sor. Sötétben, este 21:47-kor (16:47 UTC) startolt el a Je–1 jelű szonda, amelynek még nevet sem adtak. A szovjetek ezzel az eszközzel a direkt felszállás technikáját választották, azaz a három fokozat azonnal, egymás után indult (később a Holdhoz küldött űreszközök előbb Föld körüli parkolópályára álltak általában és csak kis szünet után történt meg a második, Hold irányú hajtóműindítás).
A szondát teletömték Koroljovék műszerrel, nem elégedtek meg azzal, hogy egy kisebb krátert üssön a felszínen. Magával vitt 1 kg nátriumot, amelyet kiengedve egy mesterséges, narancsárga üstököst hozott létre az odaúton – amit földi telepszkópokkal lehetett megfigyelni. Volt rajta egy magnetométer, ami a Hold mágneses mezejét volt hivatott mérni először a történelemben – ami a földiének a 10 000-ed részére adódott –. Vitt magával a szonda egy részecskeszámlálót, ami a Van Allen-övet volt hivatott felmérni. És vitt négy ioncsapdát is, ami a napszél észlelésére és mérésére volt alkalmas. És még utazott két gázkisüléses Geiger számláló és egy Cserenkov detektor is. Ezek a 34 óráig tartó odaúton voltak hivatottak a mérésekre, aztán a terv szerint a szonda beleütközött a Holdba. Ehelyett azonban kb. 6400 km-rel elrepült mellette, a rádió iránymérő rendszer banális gyártási hibája miatt. De a szonda óriási siker volt a tudományos közösségben, olyan közel repült el a Hold mellett, ráadásul Nap körüli pályára állt. A világnak ismét volt elámulnia Koroljov és a Szovjetunió teljesítményétől, a versenytársaknak hasonló sem volt a tarsolyában. Egy kisebb baj volt a szondával: alkotói elfelejtettek nevet adni neki. Egy moszkvai újságíró tette ezt meg helyettük és hívta Mecstának (Álomnak) a szondát, de a moszkvaiak is aktívak voltak a névadásban, ők a Luna (Hold) és a Szputnyik (Műhold) kifejezés összeragasztásával Lunyiknak keresztelték el a szerkezetet. Csak utólag, 1963-ban adta meg a hivatalos szovjet minisztériumi lajstrom neki a Luna–1 nevet.

#### Luna–2
A Hold melletti véletlen és hibás elrepülés szinte azonnal két további repülés ötletét szülte meg Koroljov fejében, amelyet be is ajánlott Hruscsovnak. Ez egyik ötlet a legtermészetesebb folytatás volt: ki kell javítani a rádió állásszögmérő hibáját és valóban be kell csapódni a Holdba. Miután Hurscsovtól megkapta az engedélyt, 1959. június 18-án érkezett el a nap, hogy újabb holdszondát állítsanak a startasztalra Töretamban. Az emelkedő rakétával ezúttal is baj történt, az emelkedés közben a rakéta letért a megfelelő irányról és nem is a világűr felé ment. Az utólagos vizsgálat a giroszkópl hibáját mutatta ki, de a 153. másodpercnél ki kellett adni a parancsot az önmegsemmisítésre.
A hibát hamarjában kijavították és 1959. szeptember 12-én 11:39:42-kor (6:39:42 UTC) elstartolt az újabb szonda, a Je–2 a Holdhoz. Ez a szonda is vitt magával nátriumot, részecskeszámlálót, magnetométert, Geiger számlálót, Cserenkov detektor, azaz mindent, amit a testvérszonda is vitt korábban. Végül a szonda elérte a Holdat és valahol a Mare Imbrium tájékán, az Aristides, Autolycus és Archimedes kráterek között csapódott a Holdba. Magával vitt egy szovjet címert is, amelyet a becsapódás előtt kiengedett a tartójából így képletesen a Szovjetunió jelezte a Hold meghódítását, mint teljesítményt, a hegymászók zászlókitűzéséhez hasonlóan. A munkanéven Je–2-nek nevezett holdszonda az elődjéhez hasonlóan szintén csak 1963-ban kapta meg hivatalosan a Luna–2 nevet.

#### Luna–3
A következő holdrepülés volt a legravaszabb ötlet, ami kipattant Koroljov fejéből. Az alapötlet a Luna–1 véletlen mellélövéséből indult ki: lőjünk mellé ismét, csak most szándékosan és amint a Hold mögé kerültünk nézzünk vissza – mondjuk egy kamerával – az emberi szem által még soha nem látott túlsó oldalra. Ez azonban sokkal bonyolultabb volt, a szondába szerelt fényképezőgép pozicionálása (hogy tényleg a holdgömböt nézze) teljesen más szondaszerkezetet kívánt meg. A Je–1 és Je–2 gömbje helyett a Je–3-hoz egy henger alakú űreszközt építettek, alul felül félgömb alakú lezárással. A belsejébe építették a fényképezőgépet, amelynek felső félgömbjére került a fényképező kitekintőnyílása, míg az alsó félgömbre a helyzetszabályzó hajtóművek. Emellett egy sor műszert kapott ez a szonda is. De a fő feladat a fényképezés lett. A legmegmosolyogtatóbb részlet az volt, hogy a szovjet ipar képtelen volt a feladathoz filmet gyártani, ezért titokban amerikai filmet – az USA Genetrix projektjében felderítő ballonokkal a Szovjetunió fölé küldött és a lelőtt ballonokból kinyert speciális filmet – használtak fel.
A Je–3 1959. október 4-én startolt, három héttel az előző holdszondát követően. Mintaszerű manővert követően elérte a Holdat és a később sok űreszköz által használt szabad visszatérés pályáján kerülte meg, azaz az égitest gravitációja hagyta, hogy teljesen megkerülje azt és pontosan a Föld felé parittyázta vissza a szondát. A repülés időzítését úgy kalkulálták, hogy a Földről nézve éppen újhold legyen a szonda odaérkezésekor, így a teljes túlsó oldal legyen megvilágítva. A fényképezőgépeket fotocella, azaz a holdgömb fénye aktiválta. A túlsó oldal felett 63 000 km-rel történt meg az átrepülés, amelynek során összesen 29 fénykép készült. A hazaúton megpróbálták letölteni a szonda fedélzetén előhívott és leszkennelt fényképek adatait, de csak 17-et sikerült. Végül a Szovjet Tudományos Akadémia tett közzé egy, a fényképekből összeállított holdatlaszt a túlsó oldalról, mintegy 500 felszíni formációt azonosítva.

### A Vosztok-program
Szergej Koroljovot két fő cél vezérelte: egy embert a világűrbe juttatni és eljutni a Holdra (melyekhez egy tárgyat az űrbe juttatni csak az oda vezető út volt, nem a végső cél). Amikor a Holdat a Luna szondákkal elérte a Szovjetunió, az utóbbi célját teljesítette a rakétatervező. A következő logikus lépés, az ember űrbe juttatása lett és ezt is ajánlotta Koroljov a Párt és elsősorban Hruscsov figyelmébe. Természetesen már ez a program is előkészületben volt és futott ennek a megvalósítása, a Luna–3 1959-es sikerekor már az emberes űrrepülés is előrehaladott állapotban volt.
Az első lépést a cél felé Korojov Tyihonravov VR–190-es programjának – amelyben végső soron embert szerettek volna nagy magasságba juttatni rakéta repülőgépeken – továbbvitele volt. Koroljov terve az volt, hogy az R–1-esekkel küld a magasba – igaz nem embert, hanem – kutyákat. Ebbéli igyekezete elvezetett az első komoly kutatásokhoz, amelyek élő szervezet nagy magasságba való eljuttatását célozta. 1951-ben sikerrel végeztek egy tesztsorozatot Kapusztyin Jarban kilenc kutyával. A próbák során a kutyák kabinja elérte a 101 kilométeres magasságot, azaz a világűr határát, bár csak függőleges repülésben.
A következő lépés az volt, amikor Tupoljevtől egy tehetséges kutatóorvos nevét – Vlagyimir Jazdovszkijét – kapta meg. Koroljov átcsábította Jazdovszkijt a Hadseregtől az NII–88-ba, akinek az lett a feladata, hogy kidolgozza az űr elérésének orvosi aspektusát. Az ő általa kidolgozott elvek egyik eredménye volt a kutyák kiválasztása a kísérletekhez. A másik eredmény pedig a későbbi emberes repülések egészségügyi aspektusainak és az azokból fakadó követelményrendszer kidolgozása volt.
Időrendben a következő lépés az embert szállító űrhajó fejlesztésének kidolgozása volt. Ehhez először is a fentebb említett, az első műhold megvalósításáról szóló kormányrendelet javaslatába csempészte be a főkonstruktőr távlati célként az Objekt–OD (azaz orientyirümennij, vagyis irányítható, még finomhangoltabb értelmezés szerint ember irányította) verzió megalkotását. Azonban a Szovjetunióban – az érdekek és ellenérdekek államában – ez a „ravaszság” nem volt elegendő. Volt egy hatalmas nagy politikai erő, amely ellenérdekű volt az űrkutatással szemben, a Hadsereg. Az űrteljesítmények, legyenek bármilyen világraszólóak, csak pillanatokra tudtak felülkerekedni a kommunista államban a katonai megfontolásokon és Koroljovnak is komoly küzdelmébe került, hogy az űrrepüléseket be tudja szorítani a katonai fejlesztések réseibe. Amikor felmerült egy embervezette műhold (azaz űrhajó) kérdése, a katonai vezetés élénken ellenezte azt azzal, hogy a honvédelem érdekei előrébb valóak és csak akkor juthat fejlesztési forrás az űrrepülésekre, ha a hadsereg megkapta a maga eszközeit. Ez az eszköz pedig 1957-ben a Zenyit felderítő műhold volt. Koroljov második ravaszsága abban merült ki, hogy amikor megkezdődött a konok vita arról, hogy a kémműhold, vagy az embervezette űrhajó kapjon-e fejlesztési forrást, azt – igaz csak hónapok meddő vitája után – azzal oldotta fel, hogy legyen az embert szállító űrhajó és a kémműhold ugyanaz a konstrukció. Ebben a vitában katalizátorként hatott az a tény, hogy az Egyesült Államok időközben bejelentette a NASA megalakulását, majd kisvártatva a szándékaik szerint az első embert a világűrbe juttatni kívánó Mercury-programot, így az emberes űrrepülés is nagyobb fontosságú lett, ezért volt a Párt számára megnyugtató megoldás, hogy egyszerre gyorsíthatják fel mindkét projektet. És a főtervező harmadik ravaszsága az volt, hogy megkérte barátját Tyihonravovot, hogy amíg nem tudnak zöldágra vergődni a kémműhold és az űrhajó közötti vitában, addig a Tyihonravov vezette, sokkal kevésbé szem előtt levő NII–4 tervező iroda kezdje kidolgozni az emberes repülés és az azzal kapcsolatos technika részleteit. Később Tyihonravov NII–4-es irodáját beolvasztották Koroljov OKB–1-esébe. A munka vezetője Tyihonravov legtehetségesebb mérnöke, Konsztantyin Feoktyisztov lett, aki később maga is űrhajósként eljutott a világűrbe.
Amint eldőlt a vita, hogy a Zenyit és a leendő (még név nélküli) embert szállító űrhajó szerkezetileg azonos lesz, elkezdődött a kabin kialakítása, a repülési karakterisztikától, a műszaki és leszállóegység formáján és csatlakoztatásán át az orbitális repülés hőciklusainak kezeléséig, vagy a kormányrendszertől a nyomonkövetési és kommunikációs rendszeren át a végezhető kísérletekig. A végső kialakításban aztán egy kúp alakú műszaki egységet és egy gömb alakú legénységi kabint illesztettek össze. Koroljov rendelkezésére egy sor elképzelés állt, ebből kellett neki kész űrhajót összeválogatnia. Ő döntött úgy, hogy a kúp alakú űrhajóegységet, amely a műszaki egység – azaz a technikai kiszolgáló rész – szerepét tölti be, az Objekt–D-ről veszik át, hogy csak ejtőernyőt használó leszállító rendszert használnak, a kombinált ejtőernyős és fékezőrakétás helyett, mivel utóbbi fejlesztése elhúzódna és a tömege is nagyon terhelné a dizájnt (és hogy a leszállás utolsó szakaszában az űrhajósnak katapultálnia kell). Amint összeállt a koncepció, az OKB–1 elvégezte az űrhajó összeállítását.
A felkészülés egy másik ága is Koroljov kezében futott össze: a legénységválogatásé. A szervezetébe integrált, egyre növekvő létszámú repülőorvosi csoporttól kapott egy szempontrendszert és azt maga egészítette ki továbbiakkal. Végül az ő általa egzakttá tett feltételek szerint kerestek 25-30 év közötti, 170-175 centiméter közötti és 70–72 kg súlyú pilótákat, akik a legkiválóbb egészségi kondíciókkal rendelkeztek és kizárta, hogy bizonyos betegségeket soha nem eshettek át. Ezt a konkrét listát kapta meg a szovjet légierő és vizsgálták át ez alapján 3000 katonai pilóta kartonjait, majd a különböző rostákon átesettekből válogattak ki egészségügyi szempontok alapján 200 főt, majd a pszichikai tesztek után 20-at, gyakorlati tesztek után 12-t, aztán 8-at és végül 6 főt, mint űrhajósjelöltet. A Hadsereg a pilóták űrhajóssá képzését Nyikolaj Kamanyin tábornokra bízta, de a felkészülés felügyeletében és a jelöltek megítélésében később Koroljov is tevékenyen részt vett.
Az embert szállító űrhajó felbocsátásához még egy dologra volt szükség, az R–7-es rakéta kisebb átalakítására. Az input adatot az űrhajófejlesztők adták: a készülő prototípus tömegét sehogysem tudták 4.730 kg alá vinni. A különböző rakétaváltozatok közül a Luna szondákat a Holdhoz juttató 8K72 R–7 variáns volt a legnagyobb teljesítményű, de ennek csúcsteljesítménye is csak egy 4500 kg-os tárgy Föld körüli pályára állítására volt alkalmas. A hiányzó 230 kg-hoz új ötletre volt szükség. A megoldást az OKB–1 zseniális, modulrendszerű fejlesztési koncepciója nyújtotta. Fogták a holdrepülésekhez fejlesztett RD–0105 típusú hajtóművet, amely a Je fokozatot hajtotta, kiszerelték ennek az égésterét és az RD–0102-esével cserélték fel és így előállt a kívánt tolóerő.
Amint minden összeállt Koroljov nekikezdett a tesztsorozatnak. Ehhez variánsokra osztotta a különböző fejlődési lépcsőket képviselő űrhajókat, amelyek az 1K, 2K, 3K és 4K betűjeleket kapták. Az 1K volt a prototípus és a 3K az ember reptetésére alkalmas verziók (a 2K és 4K pedig a Zenyit kémműhold tesztpéldányai). Koroljov új munkanevet adott a teszteken felbocsátandó űreszközöknek: Korabl–Szputnyik (azaz hajó-műhold, szabadabb értelmezésben „űrhajó”). 1960. május 15-én sor is került a Korabl-Szputnyik–1 repülésre, amelyen az 1K jelű prototípus (más források szerint a Vosztok 1KP, azaz „1”, mert az 1.-es számú prototípus volt, „K”, mert Korabl, azaz űrhajótípus volt és „P”, mer prosztyejsij, azaz egyszerűsített verzió volt) jutott fel az űrbe. Az űrhajó egyszerűsített voltát jelezte, hogy a starttömege csak 4540 kg volt, így a fejlesztett rakétát nem állította megoldhatatlan feladat elé. Koroljov tervei szerint egy bábut ültettek az ülésbe, amelyet egy kamera figyelt és a belsejébe érzékelőket szereltek, amelyekkel azt figyelhették, milyen hatás érhet egy igazi űrhajóst. A teszt nem járt sikerrel, mert a fékezőrakéta az űrhajó térbeli helyzetének beállításáért felelős orientációs rendszer hibája miatt nem működött a tervezett visszatéréskor és így nem sikerült visszahozni az űreszközt. Koroljov úgy döntött, hogy nem tekinti az orientációs rendszer hibáját végzetesnek (bár egy igazi űrhajós számára igenis az lett volna), ezért a következő próbára már a teljes értékű, azaz nem prosztyejsij/egyszerűsített verziót küldik és a fedélzeten kutyák is fognak utazni, bár az űrhajó még mindig csak az 1K altípus, azaz nem a végleges, ember repülésére is alkalmas példány lesz. A második tesztstartra 1960. július 28-án került sor Csajka (Sirály) és Liszicska (Kis róka) kutyával a fedélzeten, ám az emelkedés közben az egyik gyorsítófokozatban tűz ütött ki, majd a hajtómű le is állt és a rakéta lezuhant, a kutyák odavesztek. Koroljov ekkor a korábban szokásos gyakorlatot követte: nem vesztegették az időt a kivizsgálásra, hanem bíztak benne, hogy egyszeri hiba merült fel és változtatás nélkül felküldték a következő, ugyanolyan gyártmányt. 1960. augusztus 19-én megismételték a próbát Bjelka és Sztrelka kutyával és amikor az űrhajós sikerrel pályára állt, megkapta a Korabl-Szputnyik–2 nevet (amelyet az előző sikertelen próbától elvettek és annak megtörténtét letagadták). A teszt célja elsődlegesen az állatok épségben való hazahozatala, de másodlagosan az orientációs rendszer előző repülést tönkretevő hibájának kiküszöbölése volt. A teszt sikeres volt, bár egyetlen nagyon fontos eredményt hozott: a negyedik keringésben Bjelka előbb öklendezni, majd hányni kezdett, amiből a repülőorvosok azt a következtetést vonták le, hogy az emberes repülés nem tarthat tovább – biztonsági tartalékkal is számolva – egyetlen keringésnél, amelyet Koroljov el is fogadott és belevett a későbbi emberes repülés szabályai közé.
Mielőtt további próbákra került volna sor megakadályozta azokat egy, a Bajkonuri Űrkomplexumot sújtó rettenetes katasztrófa, a Nyegyelin-katasztrófa. Ebben a korábbi hadsereg kontra űrteljesítmények konfliktus jutott a csúcspontjára, mivel a haderő képtelen volt átengedni a terepet az űrrepüléseknek és mindenáron a saját hadi célú eszközei próbáit erőltette Bajkonurban. Egy vadonatúj katonai rakétát, a Koroljov egyik konkurense, a Mihail Jangel tervezte R–16 prototípusát akartak kipróbálni, de a hibás konstrukció és a biztonsági szabályok semmibe vétele miatt az a startasztalon felrobbant és kb. 250 embert – köztük kulcsfontosságú tervezőket és mérnököket – rántott a halálba (köztük a rakétaprogramok katonai irányítóját, Mitrofan Nyegyelint is), de lerombolta magát az indító infrastruktúra nagy részét is. Ebből a sokkból fel kellett állnia a szovjet rakétafejlesztő csapatoknak és csak nagyobb késéssel folytathatták a munkát. Koroljov óriási szerencséjére éppen azért nem volt jelen, mert a feltörekvő konkurenciája kapott lehetőséget és ő itt felesleges volt.
Ahogy a tragédia hatásain túl voltak ismét Koroljov kapta meg a terepet Töretamban, de ezúttal katonai konkurencia nélkül. Gyorsan visszaállt a tesztsorozatba – szerencséjükre az R–16-os robbanása nem az R–7-esek indítóállásán történt – és 1960. december 1-jén felbocsátották a Korabl-Szputnyik–3-at, ismét egy 1K jelzésű prototípussal és ismét kudarcot hozó repüléssel. Ezúttal a fékezőrakéta működött hibásan és nem a Szovjetunióban ért volna földet a tesztűrhajó, ezért működésbe hozták az önmegsemmisítő robbanótölteteket, lemondva egy csomó mérési eredményről. A kudarcon Koroljov a szokásos metódussal, egy új példány felküldésével akart továbblendülni, amely a Korabl-Szputnyik–4 három héttel későbbi, 1960. december 22-i startjában jelent meg. Ezúttal ismét két kutya is utazott a kabinban és a próbát kudarc követte: a rakéta emelkedés közben meghibásodott, de ezúttal működésbe lépett a mentőrendszer és a kabint leválasztva az legalább épségben ért le az ejtőernyőjén, a két kutya életét megkímélve. Emiatt el is vették a Korabl–Szputnyik–4 jelzést a repüléstól és nem hozták nyilvánosságra a próbát. Mindezt a sietséget az indokolta, hogy 1961 februárjában felszállhasson az igazi emberes űrhajó, de a kudarcok azt vetítették előre, hogy ez egyelőre lehetetlen. Koroljov kénytelen volt lassítani a tempón és hibát keresni ahelyett, hogy sietve újabb és újabb tesztűrhajókat áldoz fel.
A következő tesztindításra csak 3 hónappal később, 1961. március 9-én került sor, az igazi Korabl–Szputnyik–4-gyel. Koroljov nagy váltása az volt, hogy ezúttal már a 3K-t, azaz az emberes repülésre alkalmas verziót állította startasztalra annak ellenére, hogy az előző verzió négy repüléséből 3 sikertelen volt. A fedélzetre egy bábut ültettek, szokásosan érzékelőkkel megtöltve és nagyon kíváncsiak voltak a létfenntartó rendszer működésére, ami a korábbi 1K verzióban még nem működött. A bábu – amelynek a mérnökök az Ivan Ivanovics becenevet adták – mellé még Csernuska kutyát is beszíjazták, hogy az élő szervezetre ható tényezőket mérhessék. Az űrhajóval egyetlen Föld körüli fordulatot kívántak tenni – mint majd később az igazi űrhajóval –, amit az űrhajó rendben teljesített is és a leszállás is tökéletesen sikerült. Koroljov kezében végre volt egy igazi siker. Amelyet 1961. március 26-án ismételt meg. Az utolsó tesztrepülésen ismét egy 3K változaú űrhajót küldött fel, amelynek fedélzetén ezúttal is a bábu/kutya páros foglalt helyet, csak a bábu ezúttal nem kapott tréfás nevet, a kutyát pedig Zvjozdocskának hívták. Ez is sikerrel repülte le az egyetlen Föld körüli fordulatot és szállt le simán – igaz hóviharban, ami jelentősen elsodorta a kijelölt leszállási körzetből –, de a fő szempont az volt, hogy ezzel a típussal Koroljov kikapaszkodhatott a sikertelenségből és jelenthette a Pártnak, hogy készen állnak az ember világűrbe bocsátására.

#### Vosztok–1, a világ első űrrepülése

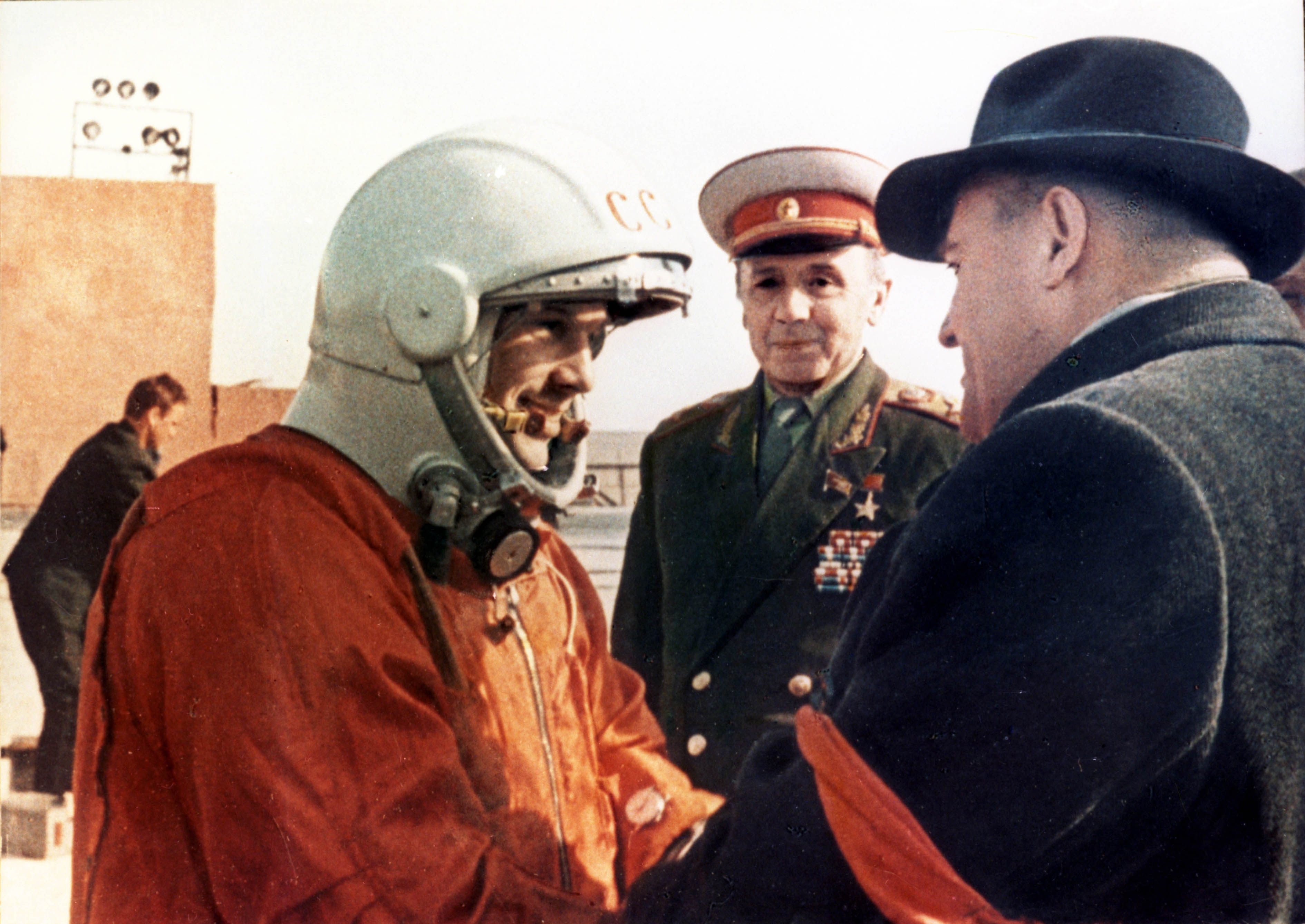
Koroljov Jurij Gagarint engedi útjára annak történelmi repülése előtt (a háttérben Kirill Moszkalenko marsall

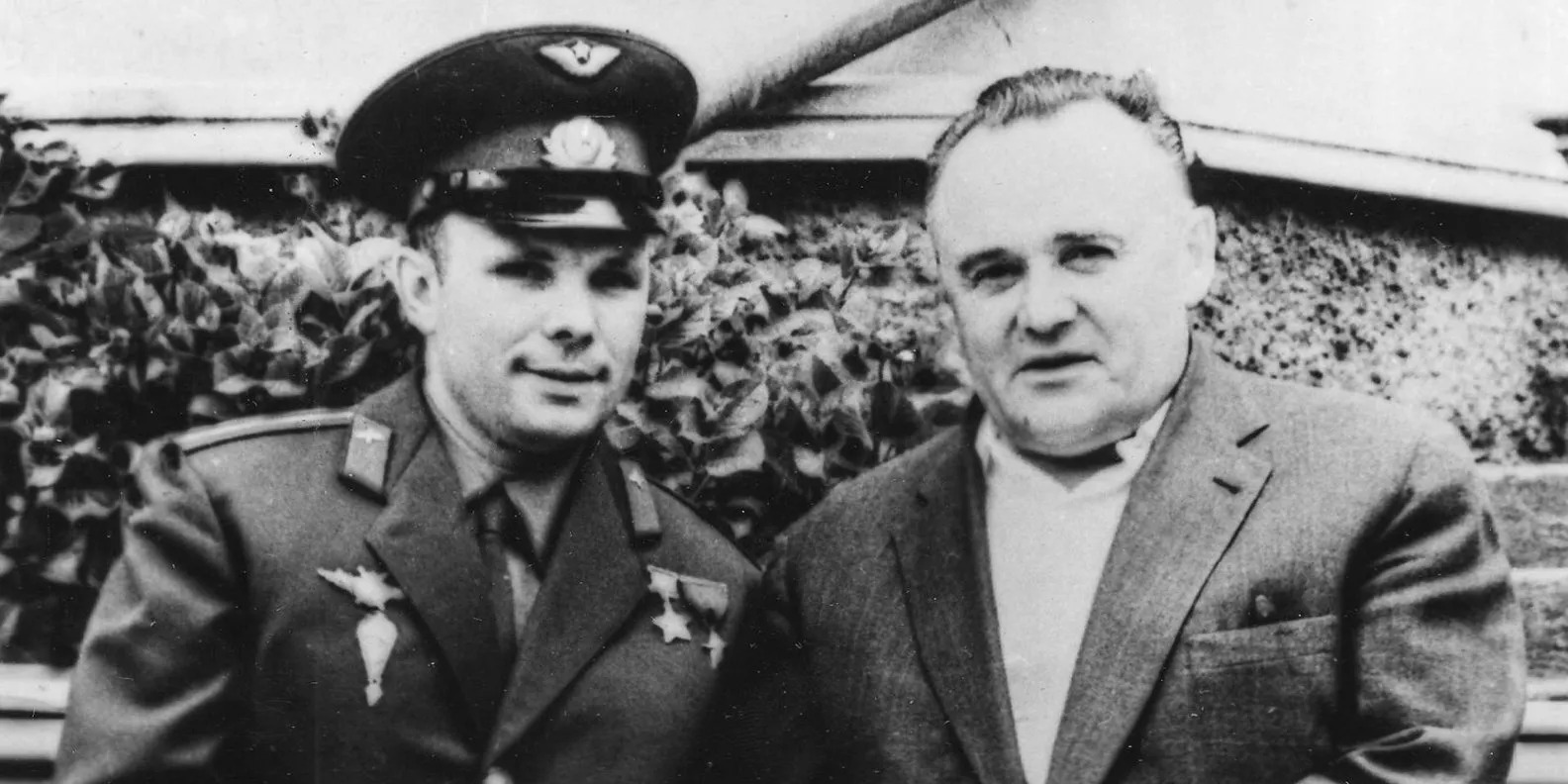
Koroljov és Gagarin

A sikeresnek minősített tesztsorozat végén megkezdődtek az előkészületek a történelmi, első űrrepüléshez. Ebben Koroljov kétféle szerepkörben is részt vett. Az egyik szerepköre a hagyományos, rakéta és űrhajótervező volt. Ennek keretében késznek minősítette a 3K űrhajót és repülésre ajánlotta az SZKP felé, engedélyt kérve a repülésre. Ennek az ajánlásnak kis oldalhajtása volt, hogy mivel többen is szerencsétlennek tartották a Korabl–Sztpunyik–6 elnevezést, amely sorra került volna, helyette javasolták a már addig is titkosan használt Vosztok (Kelet) név hivatalossá tételét. A javaslatokat és a tervezett felbocsátás idejét elfogadta a Párt, így Koroljov Töretamba utazott, ahová 1961. április 3-án érkezett meg.
Itt lépett bele a másik szerepkörébe. Április 5-én a teljes, 6 tagú űrhajós különítmény még úgy érkezett meg a start helyszínére, hogy nem tudták ki lesz kijelölve az első repülésre. Kamanyin tábornok és Koroljov megvitatta a kiképzésen tapasztalt teljesítményeket és egyetértettek benne, hogy Jurij Gagarin és German Tyitov lehet a jelölt, kettejük közül fog kikerülni az első szovjet űrhajós. Kamanyinnal eldöntötték, hogy a teljes teszteredményt figyelembe véve Gagarin lesz az első számú jelölt, Tyitov a tartaléka. Kamanyin aztán ezt a felállást is javasolta a helyszínen tartózkodó állami bizottságnak (amit egyébként előzetesen Hruscsovval is leegyeztettek) és így jelölték ki ténylegesen Gagarint április 8-án a repülési feladatra. A két jelölttel másnap Koroljov közölte a döntést.
A következő napokban Koroljov ismét szerepkört váltott és a repülés előkészületeit felügyelte. Az R–7/Vosztok űrhajó végszerelési munkálatait, az összeszerelt űrszerelvénynek az indítóállásba szállítását, az üzemanyagfeltöltést, az ellenőrzési folyamatot és minden mást, az április 11-ről 12-re pirkadó éjszakán nem is aludt, hiszen a közvetlen startelőkészületek hajnal 3:00-kor kezdődtek. Reggelre járt már az idő, amikor Koroljov (kialvatlanul és hullafáradtan) személyesen kísérte ki Gagarint az indítóállásba. Ekkor Koroljov negyedszerre váltott szerepkört: átlépett az irányítás vezetőjének a szerepébe. Helyet foglalt az irányítás magába fogadó bunker egyik termében és onnan vezette az irányítók munkáját. Néha személyesen véve fel a kapcsolatot rádión a rakéta csúcsán ücsörgő Gagarinnal, néha maga intézkedve, hogy az unatkozó űrhajósnak játszanak be valamilyen zenét. 1961. április 12-én 9:06:59,7-kor pedig útnak indult az űrhajó, ekkor is Koroljov volt a rádióban, aki kommentálta a történelmi eseményt:
„Fokozatindítás, segédhajtómű... főhajtómű... FELSZÁLLÁS! Jó utat kívánunk. Minden rendben működik.”
Aztán Gagarin űrhajója felszállt és elsőként a világon Föld körüli pályára állt, utasa pedig az első ember lett a világűrben, megelőzve minden riválist. Majd megtett egy Föld körüli fordulatot és leszállt Szaratov mellett egy szántóföldön. Nem itt várták ugyan, hanem valahová Sztálingrád mellé. Koroljov előbb a többiekkel pezsgőt bontott – a beszámolók szerint elfeledve a fáradtságát, nevetve, viccelve úszott a boldogságtól –, aztán jelentette a Fekete-tenger melletti Picundában nyaraló Hruscsovnak a sikert, majd sietve útra kelt, hogy megnézze a leszálló egységet és megölelhesse Gagarint.

#### Egynapos űrrepülés, páros űrrepülés, az első női űrhajós
Gagarin repülésének sikere legalább akkora propagandaértéket hordozott a Szovjetunió számára, mint a Szputnyik–1: a világ másik részén ámulattal – és néha irigységgel – vegyes tisztelettel szemlélte. Az árgus szemekkel szemlélt ellenfél USA lemaradása mit sem csökkent (míg a Szputnyikra négy hónap múltán tudtak választ adni az Explorer–1-gyel, addig Gagarin repülésére csak 10 hónap múltán jött a válasz John Glenn Friendship 7-ére). Ellenben alig másfél hónappal Gagarin repülése után John F. Kennedy elnök újabb óriási kihívást intézett a szovjetek felé, a Holdat tűzte ki célként egy következő versenyre. Hruscsov pedig tudta, hogy amíg az ő kezükben a kezdeményezés, addig nyeregben vannak az űrversenyben. Ezért Gagarin repülése, az újabb világraszóló teljesítmény nem maradhatott a végcél, folytatni kellett tovább az újabb és újabb teljesítményeket. És ehhez ekkorra egyetlen egy kulcsember maradt a Szovjetunióban, aki képes volt még újabb teljesítményekkel előállni: Szergej Koroljov.
A nagy sikerre való tekintettel, Gagarin repülését követően az OKB–1 vezető mérnökei testületileg Szocsiba utaztak szabadságra, pihenni. Koroljov rendelkezett már az első ember repülése utáni időkre is tervekkel és a pihenés közben a szakemberek nem tudták megállni, hogy ne kezdjenek el szakmai dolgokról is vitatkozni. Koroljov felvetése szerint a következő lépés egy 17 keringéses, még egyszerűbb megközelítésben 24 órát meghaladó repülés lehetett. Mire végetért a szabadság, a szakemberek, Koroljovval az élükön ki is dolgozták az ehhez szükséges feltételeket. Moszkvába visszatérve Koroljov pedig beajánlotta a tervet Hruscsovnak. A Szovjetuniónak jogilag létezett űrprogramja, kormányhatározatba rögzítetten, ám az csak egyfajta keretrendszer volt és nem volt tartalommal megtöltve, egymás utáni repülések felépített sorozatával. Ezt Koroljov javaslataival töltötték ki. A célba vett 24 órás repülést 1961 augusztusára tűzték ki és kiválasztották hozzá German Tyitovot, Gagarin egykori tartalékát.
1961. augusztus 6-án el is startolt a Vosztok–2, fedélzetén Tyitovval. A repülés nem ment zökkenőmentesen, az űrhajóst hatalmába kerítette a később űrbeli mozgásbetegség néven összegzett szindróma, ami miatt kis híján nem volt képes értékelhető tevékenységet végezni. De Tyitov kitartott és a repülés elérte a 17 keringést, amelynek végére 1 óra 11 perccel sikerült túllépni a 24 órás időhatárt. Tyitov rosszullétét elhallgatták, Koroljov és az OKB–1 iroda pedig továbbra is kulcspozícióban maradt.
Az előny nőni látszott Tyitov repülésével és a szovjet pártvezetés ezt ki akarta használni. Koroljov ekkor ismét újabb ötlettel állt elő. Pontosabban egy kettős filozófiával: 
1. csak a sikerek után léphetünk tovább
2. minden repülésnek valamilyen jelentős újdonságot kell elérnie[154]

Koroljov új ötlete, amelyet Hruscsov elé terjesztett, megfelelt ennek a kívánalomnak: szálljon fel egyszerre három űrhajó, amelyből az első három napot, a második kettőt, a harmadik pedig egy napot repül. Az ötlet annyira merész volt, hogy még a Koroljovot körülvevő mérnökök is kétkedéssel fogadták. De Hruscsov adott időt a kidolgozásra, mivel a hadsereg meggyőzte, hogy tartsanak kis szünetet az űrrepülésekkel és kapjon teret ismét a Zenyit műhold fejlesztése. A Zenyitek tesztrepülései sorra kudarcokat hoztak, de addig kiforrott az emberes űrrepülések következő lépcsőjét jelentő koncepció is. Koroljov kissé megalkudott és csak két űrhajó ment fel egyszerre a tervek szerint, viszont 3 napra (amivel jócskán teljesült a jelentős újdonság követelmény). A Vosztok–3 egy év kihagyás után, 1962. augusztus 11-én startolt Andrijan Nyikolajevvel a fedélzetén. Másnap pedig a Vosztok–4 Pavel Popoviccsal. Az űrhajók pályáját, pontosabban a második űrhajó startidőzítését úgy állították be, hogy Nyikolajev láthassa Bajkonur felé érve a Vosztok–4 startját és a pályára állás után a két űrhajó kerüljön olyan közel egymáshoz amennyire lehet. Koroljov számítása bevált, a nyugati sajtó a katonai adatok érzékelésére támaszkodva azt kezdte terjeszteni, hogy a szovjetek egyfajta űrrandevút hajthattak végre, mivel az űrhajóik 5 km-es közelségbe kerültek egymástól. Bár a szimultán repülés és az időtartam így is világra szóló teljesítmény volt, a nyugati sajtó még segített kissé túl is értékelni a teljesítményt. Mindenesetre a leszállás után Andrijan Nyikolajev neve mellé új űrbeli időtartamrekordot jegyeztek fel. Mindemellett Hruscsov annyira belelkesedett, hogy a leszállás előtt maga állt elő azzal az öltettel, hogy a Vosztok–3 repülését hosszabbítsák meg 4 napra, a Vosztok–4-ét pedig 3 napra, ám éppen Koroljov volt, aki mert és tudott ellentmondani és leszállította az űrhajósokat az előre tervezett időben.
A páros repülés sikere után az újabb ötlet abból fakadt, hogy az SZKP határozatára korábban női űrhajósjelölteket is kiválasztottak. Azaz a következő repülésen jöjjön egy nő repülése. Hosszas gondolkodás alakult ki, hogy ez egy szóló repülés legyen-e, vagy szimultán egy férfivel és egyébként milyen időtartamban. De végül közel egy év telt el, mire – a már legyártott Vosztok űrhajók szavatossági idejének lejárta miatt kissé kapkodva – Koroljov előállt egy kiválasztott nő, Valentyina Tyereskova szimultán repülésére egy férfivel, Valerij Bikovszkijjal. Bikovszkij startolt először a Vosztok–5 fedélzetén, 1963. június 14-én, majd Tyereskova június 16-án követte őt a Vosztok–6-on. Velük nem is próbálták a szovjetek a minél nagyobb megközelítést bár a startidőzítés még így is 5 km-re hozta a két űrhajót pályájuk legközelebbi pontján. Elég volt Tyereskova nőkénti elsősége. És bár a kettős repülés – Tyereskova űrbeli mozgásbetegsége ellenére – teljes siker lett és a világ előtt a női űrhajós propagandaértékét is sikerült learatni, Koroljov terve és lendülete először szenvedett csorbát: a repülés szinte semmiféle technikai, űrrepülési újdonságot nem hozott.

### A Voszhod-program
Koroljov lendülete a Vosztok repülések végére kifulladt és tetézte a bajt Kennedy Apollo-programjának zsenialitása, amellyel kivették a vezetést a szovjetek kezéből. A Hold célként való kitűzésére válaszolnia kellett a Szovjetuniónak is és immár nem a saját elképzeléseik szerint és Koroljov spontán tervei szerint haladtak tovább, hanem választ kellett adni Amerika versenyfelhívására. És ebben Koroljov, először életében rossz irányt választott. Az USA meghirdette az irányt, a NASA beindította a többszemélyes, irányítható űrhajókkal repülő Gemini–programott és elkezdte fejleszteni a Hold eléréséhez szükséges Apollo űrhajókat és Saturn rakétákat is. Hruscsov erre a kihívásra a nemzetközi porondon (hamis) érdektelenséggel válaszolt, miszerint a Szovjetuniót nem érdekli a Hold elérése, a háttérben azonban azt a határozatot hozta a Párt és a Kormány, hogy titokban igenis meg kell előzni az amerikaiakat a holdraszállásban. Ezen felül Hruscsov azt a határozott kívánságot is kitűzte a feladattal megbízott Koroljov elé, hogy nem elég a végső győzelmet megszerezni és először szállni le a Holdon, hanem a „részhajrában”, azaz a Gemini űrhajó képviselte többszemélyes űrhajó témájában is előbb kell a Szovjetuniónak előállni valamivel, mint az amerikaiaknak. Arról ellentmondó források beszélnek, hogy vagy Hruscsov ötlete volt, hogy a szovjet űrhajó legyen háromszemélyes, mert az egyel több, mint az amerikaiaké, vagy Koroljov ajánlotta ezt a megoldást, hogy lenyűgözze Hruscsovot és ő maradhasson a feltörekvő konkurencia felett álló űrügyi főember a Szovjetunióban.
Az amerikai kihívásra Koroljov „másolással” válaszolt. Ő is egy új űrhajót, a Szojuzt ajánlotta a Hold elérésére, ő is egy óriásrakétát, az N1-et kínálta a Szojuz hordozórakétájának és ő is az amerikai holdkomphoz hasonló megoldást ajánlott az LK űrhajóval. De legelőször is kellett valamit kiállítani a NASA Gemini űrhajójával szemben, mert az előrejelzések szerint az repült először. Koroljov tévedései közé sorolható az is, hogy csak 1963. december 5-én majdnem napra pontosan két évvel a Gemini-program bejelentését követően született meg a Szovjetunióban a kormányhatározat egy többszemélyes űrhajó kifejlesztésére. A Gemini két év előnyben volt. Ennek behozatala csak egyszerűsítésekkel volt lehetséges. Koroljov a legnagyobb egyszerűsítésnek azt találta ki, hogy nem épít új űrhajót, hanem a Vosztokot építi át. Egészen pontosan inkább kettéosztja a Geminiben egyesített két fő feladatot – ti. az űrhajó többszemélyes voltát és a manőverezőképességét – és az elsőre használja az átépített Vosztokot és az ehhez kapcsolódó repülési feladatokat az első repülésekre csoportosítja, míg a manőverezőképességet a szintén tervezésbe vett Szojuzzal oldja meg. A Vosztok átalakításának ötlete is egy véletlenen múlott és nem egy jól átgondolt terv része volt. A Hadsereg megrendelt még korábban négy darab Vosztok űrhajót az OKB–1-től, amelyre katonai repüléseket akart alapozni, ám később a költségvetésből megvonták tőlük ennek a fedezetét és ottmaradt Koroljovék nyakán négy legyártott űrhajó. Ezt az elfekvő készletet húzta elő Koroljov, mint tervezési és átépítési alapot a többszemélyes űrhajókhoz. Ez a lépés már tipikusan az időzavar feloldására szolgált.
A Vosztok átépítésének intenciójával átadta a fejlesztést egy erre a célra az OKB–1-en belül elkülönített csapatnak, hogy dolgozzák ki a részleteket. Az addigi gyakorlathoz képes szokatlan módon az új, átalakított űrhajó új elnevezést is kapott már azelőtt, hogy megszületett volna: Voszhod (Napfelkelte). A csoport vezetője, a Voszhod fejlesztések koordinátora Konsztantyin Feoktyisztov lett. Alig száradt meg a tinta a csoport megbízásán, amikor Moszkvából újabb igény jelentkezett: az űrhajónak űrsétára is alkalmasnak kell lenni (mivel az amerikai lapok nyíltan cikkeztek a Gemini előrehaladásáról és nyilvánvaló lett ezekből a híradásokból, hogy az amerikaiak űrsétá(ka)t is terveznek). Ebből a megfontolásból egyből két alváltozatot is tervbe vettek. A Voszhod 3KD egy háromszemélyes űrhajó lett, külön képességek nélkül, míg a Voszhod 3KV egy kétszemélyes verzió, űrséta kapacitással. Az űrhajósok száma is beszédes volt, mivel addigra, mire kettéosztották a fejlesztést eldőlt, hogy a Voszhod csak úgy tud háromszemélyes lenni, ha az űrhajósok nem viselnek űrruhát. Viszont egy űrsétához nem lehet elhagyni a szkafandert, ergo nem férnek be hárman, ezért kellett kétszemélyes verzió is.
A tervezés nem indult gördülékenyen. Mindenki tudta – különösen maga Koroljov –, hogy egy egyszemélyes űrhajót nem lehet könnyen háromszemélyessé alakítani, kompromisszumok nélkül. Koroljov a nehézségek láttán a „mézesmadzag-taktikát” választotta. Beígérte a mérnökeinek, hogy kijárja, hogy az egyikük kapja meg az egyik ülést a repülésen, ha sikerül megoldani a feladatot. Erre a felhívásra érkezett Feoktyisztovtól az ötlet, hogy ne viseljenek az űrhajósok űrruhát és szereljék ki a nagy, ormótlan katapultüléseket, megváltoztatva a beülési irányt is, ami addig a Vosztokban az előre iránynak számított (ahová az egyetlen űrhajós nézett), az oldalra kerül (így például a műszerfal is az egyik űrhajós baljára). Ez persze alapjaiban változtatta meg a leszállási profilt is, katapultülések híján szó sem lehetett a leszállás utolsó fázisában való katapultálásról, az űrhajósoknak magában az űrhajóban kellett földet érnie. Erre a megoldás a tervezés alatt levő Szojuzban már megvolt, azt vették át: fékezőrakétákat kell szerelni az űrhajó aljára, amelyek az utolsó métereken tompítják a leérkezés energiáit. Ez azonban ismét tömegnövekedéshez vezetett. Ergo súlycsökkentésbe kellett fogni az egész űrhajót illetően (amin egyébként már Vosztokkénti fejlesztése során is átesett egyszer és a végletekig kihegyezett volt a tömegre tekintettel). Többek között még a hőszigetelésből is lecsippentettek. De volt még a tervezési elvek között néhány további hajmeresztő kockázat is. Egy esetleges felbocsátás közbeni problémánál a tervezők leírták, hogy a katapultülések elhagyása miatt egy mentőrakétára lenne szükség, ennek elhagyásával az emelkedés 25. és 44. másodperce között bekövetkező startbaleset esetén a legénység lényegében menthetetlen lenne. Egy másik faktor pedig a tervezett légveszteség volt. A mérnökök kiszámolták, hogy a változtatások eredményeként az űrhajó napi légvesztesége, ami elszökik a kabinból, percenkénti 180 liter lesz, ami messze több, mint a Vosztok percenkénti 50 litere volt. A megoldás erre az volt, hogy maximum egynaposra lehetett tervezni vele bármilyen repülést (és nem volt vésztartalék arra az esetre, ha nem sikerül a fékezés a visszatéréshez és még esetleg napokig fenn kell maradni, amíg a természetes fékeződés lehozza az űrhajót). Ezekkel a tervezési elemekkel született meg a Voszhod űrhajó, amelyből a sietség és a takarékosság oltárán lényegében minden biztonsági elemet is kiszelektáltak. Koroljov kezében volt az összes döntés és ő vállalta is az összes biztonsági kockázatot.
Tesztek nélkül természetesen nem engedték fel a konstrukciót, különösen az ejtőernyő/fékezőrakéta kombináció működőképességét kellett igazolni. Ezt helikopterből kidobva végzett ejtőtesztekkel végezték el. Az eset különlegessége abban állt, hogy a tesztekhez az OKB–1-nek nem volt felesleges, felhasználható űrhajója (csak egy sor Zenyit műhold várakozott a repülésére, de azokat szigorúan tilos volt felhasználni). Koroljovnak támadt az az ötlete, hogy egy GIRD-es régi ismerősétől elkéri Tyitov Vosztok–2-esének múzeumban kiállított kabinját és azt szerelik fel a fejlesztésekkel és vetik alá az ejtőteszteknek. A később lezajlott ejtőteszt azonban fatális eredménnyel zárult és a Vosztok–2 kabinja tönkrement és elveszett a történelem számára.
Utolsó lépésként még a hordozórakéta képességeinek növelése merült fel. Koroljov eredetileg azzal a követleménnyel indította útnak a Voszhod űrhajó fejlesztését, hogy annak a tömege nem lehet több, mint a Vosztoké. Ám mire végetért a fejlesztés, a Vosztok 4730 kg-os tömege 5700 kg-ig emelkedett. Közel 1 tonnával kellett a rakéta teljesítményét is megnövelni. Koroljovnak természetesen erre is volt ötlete. Az irodán éppen folyt a Molnyija műhold fejlesztése is, amelyhez a hordozóeszköznek ugyan teljesen más követelményeknek kellett megfeleljen – itt 40 000 km magasság elérése volt a cél –, de elvileg megfelelt az emberes űrhajóhoz is. A Molnyija rakéta hordozóeszközének továbbra is az R–7 volt az alapja, ám kapott egy végfokozatot „I” jelöléssel. Koroljov ötlete az volt, hogy a Je fokozatot leemelik a rakétáról, a helyére beszerelik a Molnyija I-jét, majd a tetejére visszaillesztik a Je fokozatot. Így a Szemjorka immár négyfokozatú lett, de a módosítások lehetővé tették a további közel 1 tonnás tömegnövekedést a hasznos teher számára. Az így kialakított rakéta új betűjelet is kapott: 11A57.

#### Az első többszemélyes űrhajó repülése

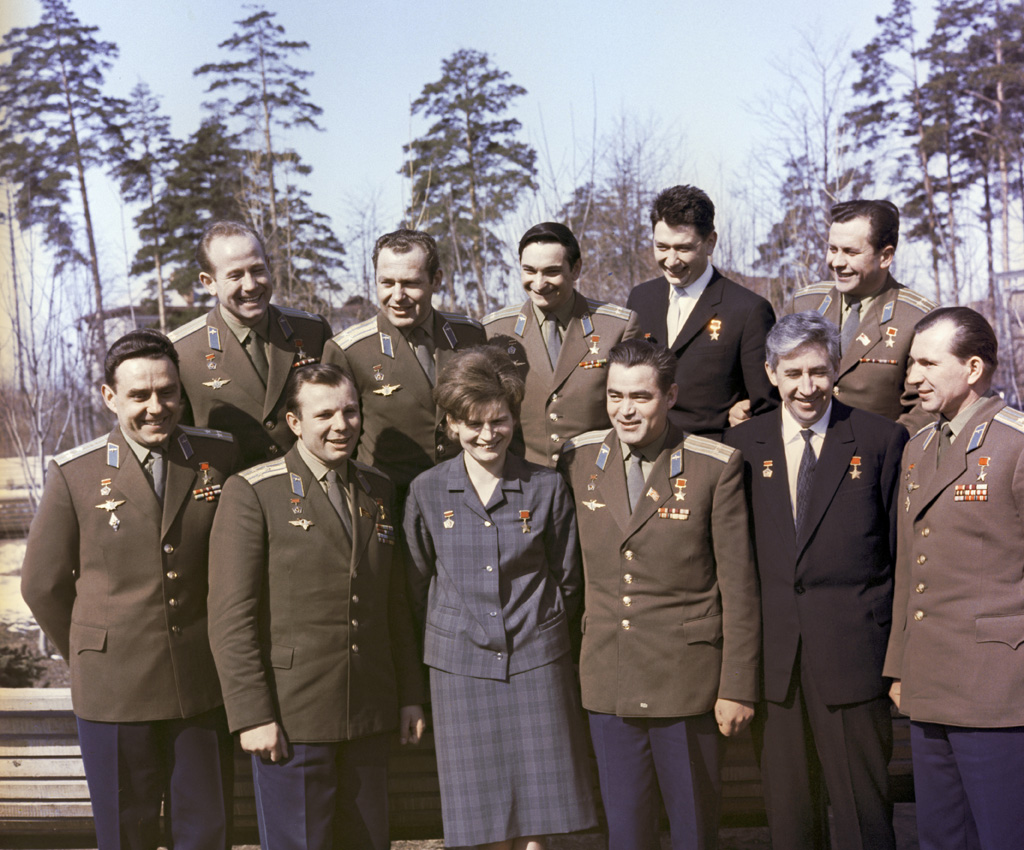
Koroljov űrhajósai

Amikor a technikai feltételek összeálltak, Koroljov az emberi oldallal is elkezdett foglalkozni a legénység összeállításánál. Az űrhajósok kiválasztásakor mind Amerikában, mind a Szovjetunióban felmerült, hogy bár a képzett katonai pilóták látszanak bizonyos szempontból ideálisnak, mégis helyet kellene kapniuk orvosoknak, különböző tudományok tudósainak, művészeknek is. Koroljov az első adandó alkalommal, amikor több személy is repülhetett, nekilátott annak a feladatnak, hogy ilyen vegyes összetételű legénységet ültessen az űrhajóba. Azt korábban megígérte a saját mérnökeinek, hogy az egyikük ülhet a három ülés egyikébe (egyes források szerint ő maga szeretett volna repülni, ám egészségi kondíciói miatt ez soha be nem teljesült álom maradt a számára és ezzel tisztában is volt), de még mindig maradt egy másik ülés is, ha azzal számolt, hogy a parancsnoknak mindenképpen a hagyományos katonai pilóta körből kell kikerülnie. Ezt az ülést Koroljov egy orvosnak szánta. Elkezdett lobbizni a légierőnél, amely el is fogadta a javaslatát, hogy a hadsereg különböző egészségügyi szolgálatainál végezzenek felmérést, melyik orvos lenne alkalmas űrhajósnak, amelynek végén 4 jelölt került ki a rostából. Koroljov ezek közül Borisz Jegorovot találta különösen alkalmasnak űrrepülésre és elérte, hogy ő kaphassa meg a harmadik ülést a következő repülésen.
Közben lefutott a mérnökök egészségügyi alkalmassági válogatása is és kiderült, hogy ebben egyetlen jelölt maradt állva, az egyébként is legalkalmasabbnak tartott Konytantyin Feoktyisztov. Már csak a parancsnoki ülésre kellett választani valakit, akik Vlagyimir Komarov személyében találtak meg. Ezzel összeállt a legénység, lehetett indítani az űrhajót.
Előbb még felküldtek egy Zenyit műholdat tesztűrhajóként 1964. október 6-án, amely kísérlet a Koszmosz–47 fedőnevet kapta, csak éppen a fényképezőgépek helyén ezúttal bábuk ültek és a műholdat felszerelték a visszatéréskor szükséges fékezőrakétákkal is. A próba sikeres volt, és igazolta Koroljov koncepcióját.
A világ első többszemélyes űrhajója 1964. október 12-én startolt három utasával, Komarov parancsnokkal, Feoktyisztov fedélzeti mérnökkel és Jegorov kutató űrhajóssal. Minden tökéletesen ment, hacsak az nem, hogy az indítás napján nem hívta fel senki Hruscsovot a hírrel, mert valami készült a pártfőtitkár ellen. A három űrhajós kitűnően érezte magát és rendben végezték a feladataikat. De az egy napos repülési időtartam hamar ki is telt és amikor eljött az ideje a leszállási előkészületek megkezdésének, az űrhajósok kapacitálni kezdték az irányítás, élén Koroljovval, hogy hosszabbítsák meg a repülést. De mindeközben Moszkvában történelmi események játszódtak le, igaz annyira a háttérben, hogy lényegében titok volt: Leonyid Brezsnyev egy puccsot készített elő Hruscsov ellen és meg is buktatta, átvéve a hatalmat a Szovjetunió felett. Informális csatornákon hírt kapva az események alakulásáról, Koroljov hajthatatlan volt: le kell szállni a tervezetnek megfelelően.
„Több dolgok vannak földön és égen Horatio, mintsem bölcselmetek álmodni képes. Megyünk tovább a program szerint”.
Ezzel az intelemmel Koroljov nem engedett jottányit sem elhajlani a lefektetett és a Párt által jóváhagyott tervektől sem, mert nem akart semmilyen eltérést, amit az új vezetés rossz néven vehetne – vagy éppen a régi, ha sikerül elhárítani a bajt – majd.
Az űrhajósok leszálltak és a repülést sikeresnek minősítették, majd várt rájuk a megszokott moszkvai ünnepelés, csak annyi különbséggel, hogy a kezükbe adott beszédek szövegében Hruscsov nevét áthúzták és helyére Brezsnyev nevét írták. Koroljov pedig elvesztette fő támogatóját és kiváltságos helyzetét.

#### A világ első űrsétája
Koroljovot annyiban érintette Hruscsov távozása, hogy Brezsnyev éppen azzal a váddal döntötte meg a korábbi főtitkár hatalmát, hogy az túlzottan egy kézbe futtatott minden pártügyet és a jövőben azt ismét szét kell teríteni, decentralizálni kell. Ez alapjaiban számolta fel azt a szokást, hogy Koroljov – megkerülve minden szolgálati utat – közvetlen kapcsolatban van a pártfőtitkárral és minden űrrepüléssel kapcsolatos döntést ki tud járni.
A következő repülésre ez azonban még nem volt érvényben. Az amerikaiak legyőzése a következő vezetésnek is legfőbb érdekében állt, így a Voszhod-sorozat mehetett tovább az útján. A következő repülésre Koroljov egy űrsétát tervezett be. És ehhez alakították ki a második Voszhod űrhajóvariánst, a 3KV-t, amelynek „V” betűje a vühod, azaz kijárat rövidítése volt, azaz kialakítottak az űrhajó oldalán egy ajtót, amin keresztül ki lehetett szállni az űrbe. Ezen kívül kapott az űrhajó még egy külső légzsilipet is (erre szintén Koroljov kissé átmeneti ötlete miatt volt szükség, a Vosztok/Voszhod kabin nem bírt volna el egy teljes kihermetizálást, így csak egy légszilipnyi levegőt vesztettek a kiszállással). Ez egy rugalmas falú, felfújható alkalmatosság volt, lényegében egy nagy strandlabda, ami azért lett ilyen, mert az végképp nem fért volna még a 11A57 rakéta súlylimitjébe sem. Ennek a tartozéknak a fejlesztését átengedte Koroljov egy külső közreműködő, az egyébként űrruhákat is készítő gyárnak. Egyébként az űrhajós az űrsétához vadonatúj Berkut (Szirtisas) típusú űrruhát is kapott.
Hátra volt még az ilyenkor szokásos teszt, amelyre 1965. február 22-én került sor és ami a Koszmosz–57 lajstromszámot kapta. A próba sikeres volt, ám a visszatéréskor sikerült véletlenül aktiválni az önmegsemmisító rendszert, így a tesztadatok és a visszatérő űrhajó megsemmisültek. Ekkor újabb biztonsági korlátot sikerült átlépni. Hiába nem voltak meg az adatok, a zsilip tesztjeit sikeresnek nyilvánították. Egyet nem tudtak azonban átlépni, a visszatérés teszteredményeire nagy szükség volt, mert senki nem tudta hogyan süllyed a légkörben az űrhajó, oldalán a légzsilippel. Ezért ismét egy Zenyit műholdat vettek be a tesztbe, felszerelve az oldalára a légzsilipet és 1965. március 7-én Koszmosz–59 jellel bocsátották fel. Ezen a teszten is gondok voltak az adatrögzítéssel és csak indirekt módszerrel mutatták ki, hogy a rendszer a biztonsági limiteken belül teljesít. Két félig sikerült tesztre alapozva adta ki Koroljov az engedélyt, hogy indítsák az igazi embereket szállító űrsétára alkalmas űrhajót. Mindezt azért, mert az amerikai újságok arról cikkeztek, hogy a Gemini űrhajóval záros határidőn belül űrsétát fognak végezni és ez a kissé ködösen megfogalmazott határidő végzetesen közeledett. Végül az amerikai sajtó leközölte, hogy az első Gemini űrhajó startjára 1965. március 20. után nem sokkal kerül majd sor, ezért Koroljovék március 18.-ra, vagy 19-re jelölték ki a saját felszállásukat.
Végül 1965. március 19-én elstartolt a Voszhod–2, fedélzetén Pavel Beljajev parancsnokkal és Alekszej Leonov másodpilótával, akire az űrséta feladata várt. Az űrsétát rögtön az első keringés végén, a második elején, azaz a Szovjetunió és a starthely körzete felett elvégezték és Alekszej Leonov lett az első űrhajós az a világon, aki űrsétát tett. Ezzel egy újabb űrbeli elsőséget arathatott le a Szovjetunió, amelynek csodájára járt a világ. Azonban a Voszhod-program és Koroljov számára megkezdődött egy kudarcfolyamat. Előbb Leonov próbált a zsilipbe visszamászni, de nem sikerült, mert az űrruha tervezési hibás volt és felfújódott a belső nyomástól és az űrhajós nem fért vissza a hengerbe, amiből eredetileg kimászott. Csak élete kockáztatásával, minden biztonsági tiltást felrúgva sikerült visszamásznia és a kabinba félholta húzta be a parancsnok. És az űrhajóval is sorjázni kezdtek a bajok. Előbb spontán pörgésbe kezdett, majd az űrsétához használt ajtót nem sikerült hermetikusan zárni, ezért szökni kezdett a levegő a kabinból. Az űrhajósoknak csak oxigén állt a rendelkezésükre, hogy utántöltsék az elillant gázt, de ezzel felborították a nitrogén/oxigén arányt és tűzveszélyessé tették a belső légkört a kabinban. Amikor eljött a hazatérés pillanata, az automatikus fékezés nem indult be, ezért kézi módszerrel kellett aktiválni azt, óriási nehézségek árán, de ezt annyira elrontották, hogy az űrhajó végül kb. 2000 kilométerre a kijelölt leszállási zónától ért földet. Előbb azt hitte mindenki, meghaltak, majd többnapos mentőakcióval sikerült őket az erdő mélyéről kimenteni, ahol végül leszálltak.
Koroljov pedig kénytelen volt belátni, hogy a Voszhod konstrukciója teljesen hibás és nem lehet vele továbblépni, így törölték az összes későbbi Voszhod repülést.

### A szovjet holdprogram

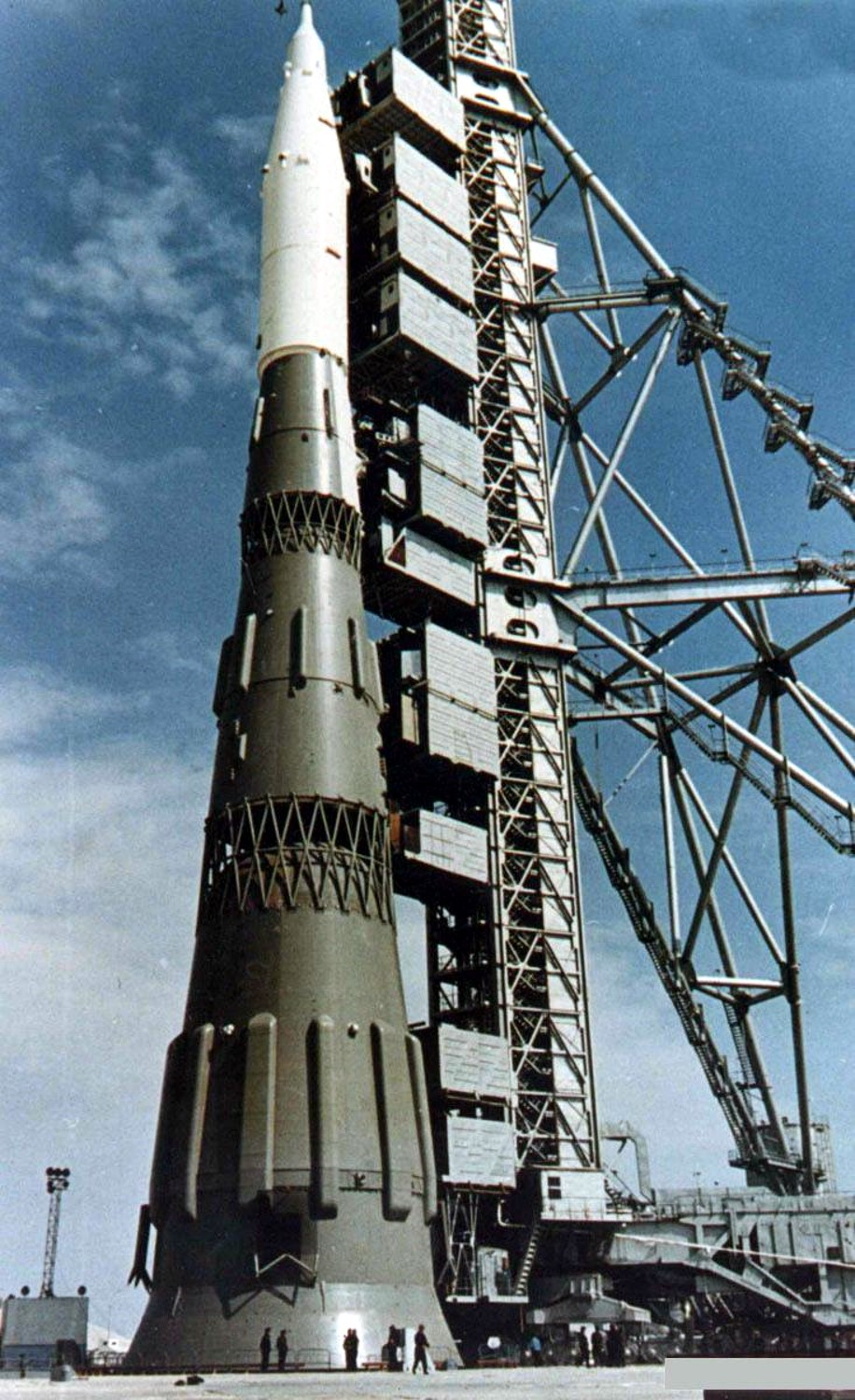
Az N1 rakéta a bajkonuri indítóálláson: Koroljov utolsó munkája

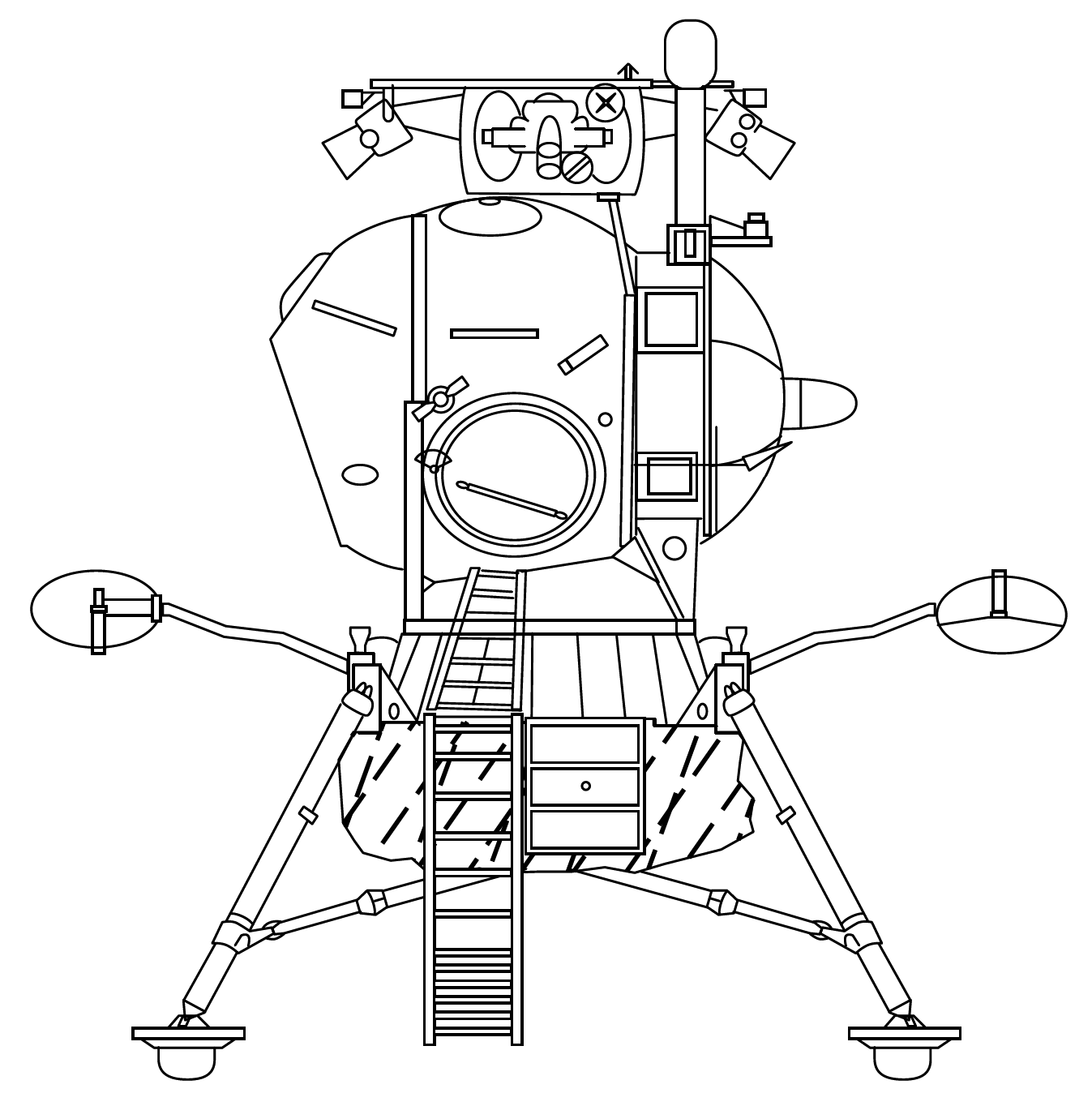
Koroljov elképzelése a holdraszállásról, az LK holdkomp

Kennedy 1961-es bejelentése, hogy az USA a Holdra megy, a Szovjetuniót is cselekvésre késztette, biztos pont volt, hogy ők is mennek, csak az amerikaiakat megelőzve és persze titokban, ahogy azt addig is tették bármilyen korábbi esetben. Azonban míg az amerikaiak ennek érdekében minden erőforrásukat egy helyre, a NASA-ba koncentrálták és egy jól strukturált, lépésről-lépésre kidolgozott tervet követtek a cél elérésére. Ezzel szemben a Szovjetunió éppen feladta azt, ahogy az R–1/R–2/R–7 esetében korábban működött a fejlesztési folyamat (ti. Koroljov keze alatt, koncentráltan, egyetlen szervezetben) és helyette elkezdte széttagolni és a jól felépített, strukturáltnak mondott tervek sem álltak rendelkezésre. A folyamat még Hruscsov idején kezdődött. A Párt úgy gondolta, hogy ellentétben az amerikaiakkal a Hold meghódítását két részre bontják, a Hold körülrepülésére és leszállásra az égitesten. És a két részt két külön rakéta- és űrhajórendszerrel teljesítik. Tették ezt azért, mert egyrészt Koroljov kezdte túlvállalni magát, az OKB–1 fennhatósága alá túl sok munkát gyűjtött maga alá, ráadásul egy idő után még magát Hruscsovot is magára haragította túlzott követelőzésével és már-már vásári alkudozásával, amivel előnyre kívánt szert tenni, másrészt viszont a legszíntisztább nepotizmus miatt, mivel Hruscsov fiát Vlagyimir Cselomej alkalmazta saját tervezőirodájában kezdő mérnökként , és a főtitkár ezt úgy „ellentételezte”, hogy megbízásokkal nyúlt fia munkaadójának hóna alá. Tény azonban, hogy a Párt olyan tervet fogadott el, amely szerint a Cselomej Tervezőiroda által tervezett és gyártott UR–500 rakéta vihette volna a Hold megkerülésére az LK–1 űrhajóval. Koroljov pedig megkapta a holdraszállás feladatát, az általa javasolt N1 óriásrakétával és a már tervezés alatt álló Szojuz űrhajóval, mint főűrhajóval és – miután ő is a LOR koncepciót választotta leszállási módozatként – egy egyszemélyes holdkomppal, az LK-val. A széttagolt fejlesztés aztán oda vezetett, hogy egyik tervezőiroda sem tudott megfelelő ütemben (jó példa erre a forráshiányra az egyes tervezőirodáknál a Szojuz esete, amikor az űrhajó prototípusára Koroljov 80 millió rubel költségvetési forrást igényelt, de csak 30 milliót kapott). Brezsnyev érkezése azonban alaposan átírta ezeket a vonalakat. Őt nem vezérelte a nepotizmus és észrevehette, hogy a párhuzamos fejlesztések inkább ártanak, mint használnak és átszerveztette az egész holdprogramot. Elfogadták az addigra nagyrészt elkészült UR–500 rakétát, amely paramétereiben az amerikai Saturn IB közvetlen konkurenciájának számított és alkalmas volt a Holdat megkerülő repülésekre (és később Proton néven állt szolgálatba), de elvetették az LK–1-et. És természetesen elfogadták Koroljov Szojuz űrhajóját, ami szintén előrehaladott állapotban volt, valamint az N1-es óriásrakétát is, ami viszont még csak rajzként létezett.
A szovjet holdraszállás alapjait még Koroljov fektette le. Az alapja a már 1959 óta fejlesztett Szojuz volt, később ehhez társult az LK holdkomp, amelyet a Jangel tervezőirodával közösen, de Koroljov koordinációja alatt készítettek. A másik ág pedig az ezek hordozására szánt rakéta, az N1 volt, amelynek tervezése végzetesen félrecsúszott később, elsősorban Koroljov önfejűsége miatt. Az űrhajók tervezését csak a Párt pénzügyi szűkmarkúsága hátráltatta, ám az N1-et egy személyes ellentét. A Koroljov iroda képtelen volt a feladathoz szükséges, nagy teljesítményű, kerozin-oxigén hajtómű tervezésére, egyszerűen nem ez volt a fő profilja. Ezt a feladatot Valentyin Glusko OKB–456 tervezőirodája kapta volna. Koroljov azonban nem volt hajlandó a Glusko által kínált alternatív, de erősen mérgező hajtóanyagú hajtóművét használni, Glusko pedig nem akart kerozin-oxigén hajtóművet fejleszteni az N1 számára. Az igazi ok azonban az volt, hogy Koroljovon eddigre elhatalmasodott a Glusko iránti gyűlölete, ami még abból az időből eredt, amikor Koroljovot a GULAG-ra hurcolták és tisztán hitte, hogy ez Glusko vallomása miatt volt. A rakétatervező ezért alternatívák után nézett és a Nyikolaj Kuznyecov vezette OKB-276-t találta meg. Kuznyecov repülőgép hajtóműveket tervezett, ez a feladat mesze meghaladta korábbi tapasztalatát és csak egy gyenge hajtóművet tudott Koroljovnak ajánlani, amiből végül 30 db-ot kellett beépíteni a megkívánt tolóerőhöz. Ez végül tervezési zsákutcának és kudarcok forrásának bizonyult és a szovjet holdprogram vesztét okozta. Ez volt Koroljov legnagyobb tévedése, de mire kiderült, ő már nem élt.

## Magánélete
A kijevi főiskolán töltött időszak nagy magánéleti történése volt, hogy az iskolán megismerkedett Kszényija Vincentinivel, aki a későbbi felesége lett. 1931. augusztus 6-án vette el őt végül – bár előbb, 1924-ben már egyszer kikosarazta Koroljovot, amikor az először kérte meg a kezét, de 7 évvel később már igent mondott –. 1936-ban megszületett Koroljov egyetlen lánya, Natasa és végre a saját házukba költözhettek a családdal.

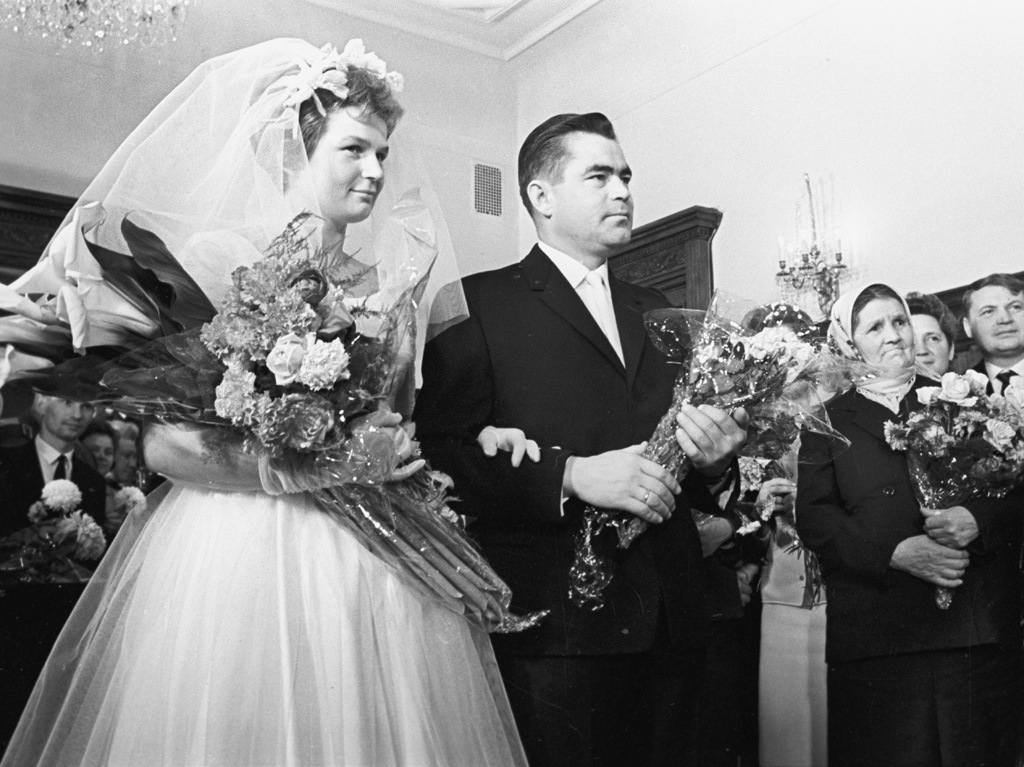
Valentyina Tyereskova és Andrijan Nyikolajev esküvője

A börtönévek sem szakították el a házaspárt, bár a következő nagyobb jelentőségű találkozásukra csak később, a németországi kiküldetés alatt került sor. Ekkor Koroljov engedélyt kapott rá, hogy kihozassa magához Nordhausenbe a feleségét és lányát, ami óriási pozitív hatást gyakorolt rá. A családja kinnlétének ideje alatt a tervezőt szinte kicserélták, szabadidejében hatalmas kirándulásokat tervezett a német tájba egy kis Opelt kölcsönvéve és rendkívül felszabadulttá vált.
A németországi kiküldetést követően Koroljov és Vincentini házassága megromlott, különösen azután, hogy a férfi megcsalta az asszonyt Nina Ivanova Kotenkovával, egy angol tolmáccsal Koroljov kalinyingrádi irodájától. A hűtlenség miatt 1948-ban el is váltak. Koroljov ezt követően 1949-ben elvette Kotenkovát, bár e második házassága mellett is voltak további szerelmi kalandjai.
1964. február 11-én egy OKB–1-beli értekezlet kellős közepén kapott infarktust. Az orvosok hosszú pihenést javasoltak a számára, de már a szanatóriumban folyamatos telefonokkal ügyeket intézett. A Párt viszont pihenni küldte és életében másodszor ezt külföldön tölthette el. Eredetileg Angliába szeretett volna menni, de végül Csehszlovákiába látogatott családjával. A látogatás központi eleme azonban az anonimitás volt. Maga Koroljov is, de az egész őt körülvevő apparátus végtelen energiákat fektetett abba, hogy ne derüljön ki a világ számára ki az a személy, akit a sajtó csak úgy említett mindig, mint A Főkonstruktőr. Ezt a titkosságot egyébként egyszer Valentyina Tyereskova és Andrijan Nyikolajev esküvőjén sikerült először megtörni, amikor a Párt annyira az űrhajóspár szenzációszámba menő esküvőjének megtartására koncentrált, hogy a résztvevők névsorából az egyébként szintén meghívott külföldi sajtótudósítók könnyedén kikövetkeztethették, hogy kik az űrprogramok prominensei és Koroljov lehet az a bizonyos titokzatos Főkonstruktőr.

## Halála

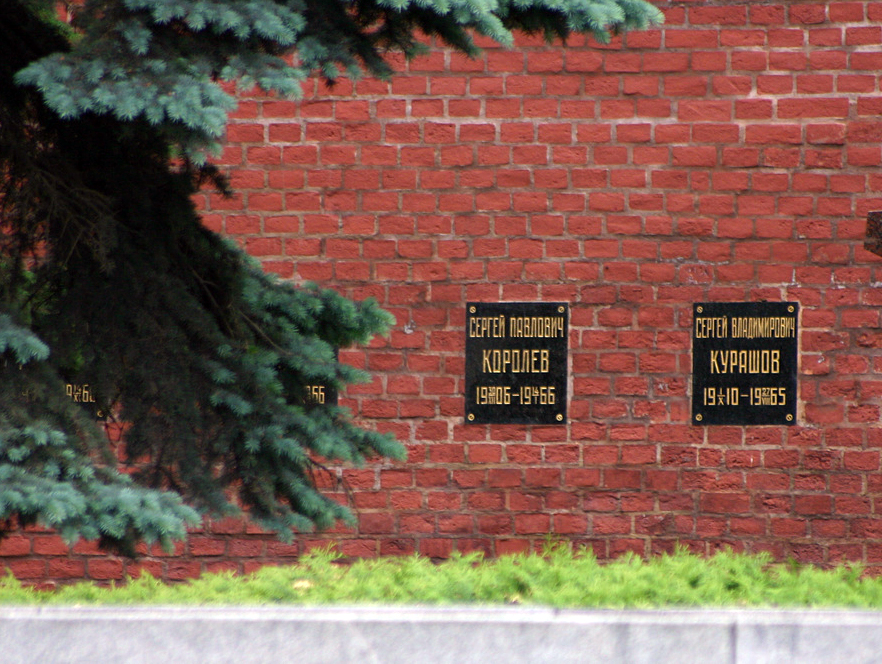
Koroljov sírja a Kreml falában

1965 decemberében Koroljovot rosszullétek kezdték gyötörni, ezért orvoshoz fordult és egy sor vizsgálaton esett át Moszkvában, amelyek diagnózisa egy vérző polip volt Koroljov vastagbelén, ami műtétre szorult. Utolsó munkanapja január 4-én volt, utána másnap befeküdt a kórházba. De az előirányzott műtét csúszott, további vizsgálatokra volt szükség. Január 11-én egy kis mintát vettek a polipból, a beavatkozást Borisz Petrovszkij egészségügyi miniszter végezte (nem volt szokatlan, hogy az egészségügyi miniszter gyakorló orvos is maradt és főként prominensek műtétjeit is vezette). Petrovszkij egy kis darabot metszett ki a polipból, ám eközben felesleges vérzést indított el. A végső műtétre 1966. január 14-én, Korojov születésnapján került sor. A műtét napján egy sor rossz hír derült ki: Petrovszkij nem volt teljesen felkészült a műtéttel kapcsolatban, ráadásul aznap a kórház több vezető orvosa is távol volt. Aztán maga a műtét sem kezdődött jól. Koroljov szívének állapota miatt nem lehetett szó általános altatásról. Intubálni kellett volna, ám ekkor kiderült, hogy még az 1938-as vallatásai során eltörték az állkapcsát, ami miatt nem tudta nagyra nyitni a száját. Végül gégemetszést kellett választani az intubáláshoz. Mikor végül felnyitották a beteg hasát, katasztrofális kép bontakozott ki: a polip vérzett a félresikerült mintavétel miatt, de nagyobb baj volt, hogy a végbélnél egy öklömnyi daganatot találtak az orvosok. Ekkor Petrovszkij azonnal elküldetett Alekszandr Visnyevszkijlrt, egy világhírű onkológusért, aki segített megállapítani a végső diagnózist: angioszarkóma. Majd segített, hogy kimetsszék a tumort a beteg testéből, amit sikerrel meg is tettek. Az orvosok befejezték a műtétet és visszazárták a vágást. Ám fél óra múltán Koroljov szervezete feladta a küzdelmet és a szíve is leállt. Az újraélesztési kísérletek sikertelensége után halottá nyilvánították.
Halála óriási törés volt a szovjet űrrepülések történetében. Helyét soha nem sikerült megfelelően betölteni, az őt követő helyettese, Vaszilij Misin nem volt akkora kaliber, mint egykori főnöke és a rá bízott programok mind kudarcba fulladtak. Általános nézet szerint Koroljov halála volt az egyik fő tényezője annak, hogy a szovjetek végül elvesztették az űrversenyt.

## Emlékezete

### Kitüntetései
A Szovjetunió által adományozott kitüntetések:
- A Szocialista Munka Hőse – 1956 és 1961[200]
- Lenin-rend – háromszor 1956.04.20., 1956.12.29., 1957.02.09.[201][202]
- Lenin-díj – 1971 (posztumusz)[200]
- Becsület Érdemrend (1988 óta Becsületrend) – 1945[201]
- Munka Érdemrend

### Róla elnevezett földrajzi helyek, intézmények
- Kalinyingrád városát 1996-ban róla nevezték át Koroljovnak[201]
- Moszkvában, valamint a volt Szovjetunió számos városában, köztük szülővárosában, Zsitomirban kerület, terek és körutak, sugárutak utcák viselik a nevét.[203]
- 1991-től a korábban Koroljov által vezetett OKB–1 többszöri névváltozáson és szervezeti átalakulásokon átesett tervezőirodáját Sz.P Koroljov Enyerrgija Rakéta és Űrhajózási Társaság (RKK Enyergija) első vezetője nevét felvéve működik tovább.[204]

### Nemzetközi elismerései
1957-ben a Nobel Bizottság oda akarta ítélni a fizikai Nobel-díjat a világ első műholdja megalkotójának és meg is küldték a megkeresést a Szovjetunióba, hogy az fedje fel a kilétét a díjazáshoz az addig a közvélemény előtt csak „Főtervezőként” emlegetett személynek, ám Nyikita Hruscsov válaszában ezt megtagadta, mondván, hogy a Szputnyikot nem egyetlen ember, hanem az egész szovjet nép alkotta és nem engedte, hogy Koroljov legyen a díjazott.
1990-ben a Nemzetközi repülési és űrhírességek csarnokába vették fel a San Diego-i Légi és Űrhajózási Múzeumban.

### A világűrben róla elnevezett objektumok

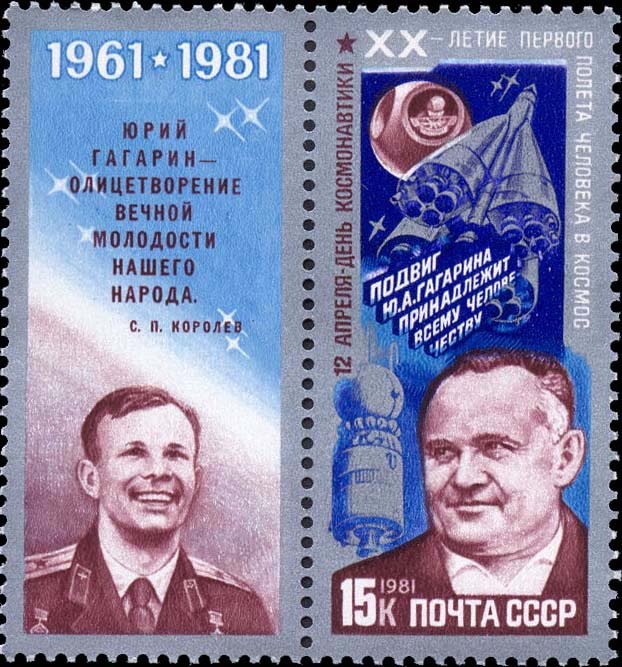
Szergej Koroljov Jurij Gagarinnal
jubileumi évfordulós bélyegen

A csillagászok is méltó módon emlékeztek meg a világűr elsőkénti elérőjéról. Talán a legértékesebb, hogy róla neveztek el egy 81 km átmérőjű krátert a Mars északi pólusát körülvevő, az Olympia Undae nevű dűnetengeren.
A rakétamérnökről a Hold túloldalán is neveztek el krátert, pontosabban egy 440 km átmérőjű medencét, amely egy ősi becsapódásban keletkezett a Hold egyenlítője mentén és más kráterek később felülírták.
A csillagászok tiszteletének jeleként pedig egy aszteroida, az 1855 Korolev is őrzi az első műholdat a világűrbe küldő ember nevét.

### Egyéb
- Koroljov, Kaluga és Bajkonur városa díszpolgárává avatta[201]
- Szülővárosában, Zsitomirban 1970-ben nyílt meg a Sz. P. Koroljov Házmúzeum, majd 1987-ben a Szergej Pavloviocs Koroljov Űrmúzeum[210]
- Moszkvában, a 6. kerületi Oszatankinoi sétány 2/28-ban, abban a házban, ahol élete utolsó éveiben élt és dolgozott, nyitották meg a Sz. P. Koroljov Akadémikus Emlékház és Múzeumot.[211]

### A művészetekben
A Főtervező időben első filmes ábrázolása az A tűz megszelidítése (Укрощение огня) c. 1974-es szovjet filmmel történt meg, amelyben a főhőst, Andrej Baszkircsevet Kirill Lavrov színművész alakította (a filmben titokvédelmi okokból a karakterek nem a valós mintául vett személyek nevét viselték, de könnyű volt azonosítani őket a valósággal, így Baszkircsev Koroljovnak felelt meg a való életben).
2001-ben jelent meg Andy Duncan amerikai író regénye, A Főtervező (The Chief Designer) címmel, amelynek története Koroljov karrierjének egyfajta fikciós változata.
A BBC 2005-ben mutatta be Az űrverseny (Space Race) című drámasorozatát, amely az 1960-as évek űrversenyét dolgozta fel, két fő alakját, Szergej Koroljovot és amerikai ellenlábasát, Wernher von Braunt állítva a két fókuszpontba. A szovjet rakétamérnököt Steve Nicholson alakította.
2011-ben állították színpadra a londoni Hampstead Színházban Rona Munro brit szerző színdarabját Kis sasok (Little Eagles) címen, amely Koroljov életét dolgozza fel. Főszereplője Darrel D'Silva volt, míg a másik főszereplőt, Jurij Gagarint Dyfan Dwyfor alakította benne.
Koroljov személye hangsúlyosan jelenik meg a 2013-as Gagarin (Гагарин. Первый в космосе) című 2013-as orosz filmben, ahol Mihail Filippov volt az őt alakító színész.
A 2017-es Az elsők ideje (Время первых) című filmben, fókuszpontjában a Voszhod–2 repülésével és Alekszej Leonov űrsétájával Koroljovot Vlagyimir Iljin személyesítette meg.
2019-ben az Apple TV+ produkciójában készült Ronald D. Moore alkotása, a For All Mankind tévésorozat, amely egy alternatív fikciós történelmi dráma. A cselekmény kiindulópontja az a feltételezés, hogy Szergej Koroljov nem hal meg 1966-ban és folytatva munkáját győzelemre segíti a szovjeteket a holdraszállásban, amellyel új pályára állítja és tovább pörgeti az űrversenyt.
A híres sci-fi sorozat a Csillagkapu (televíziós sorozat) 9. évadjának utolsó epizódjában megjelenő, földi csillaghajót a sorozat alkotói Koroljovról nevezték el. Sajnálatos módon a hajó az epizód végén megsemmisült.
2015-ben a Public Service Broadcasting zenekar kiadta kislemezét, amelynek B oldalán a Koroljov című dal volt hallgatható.